# Burg Mark

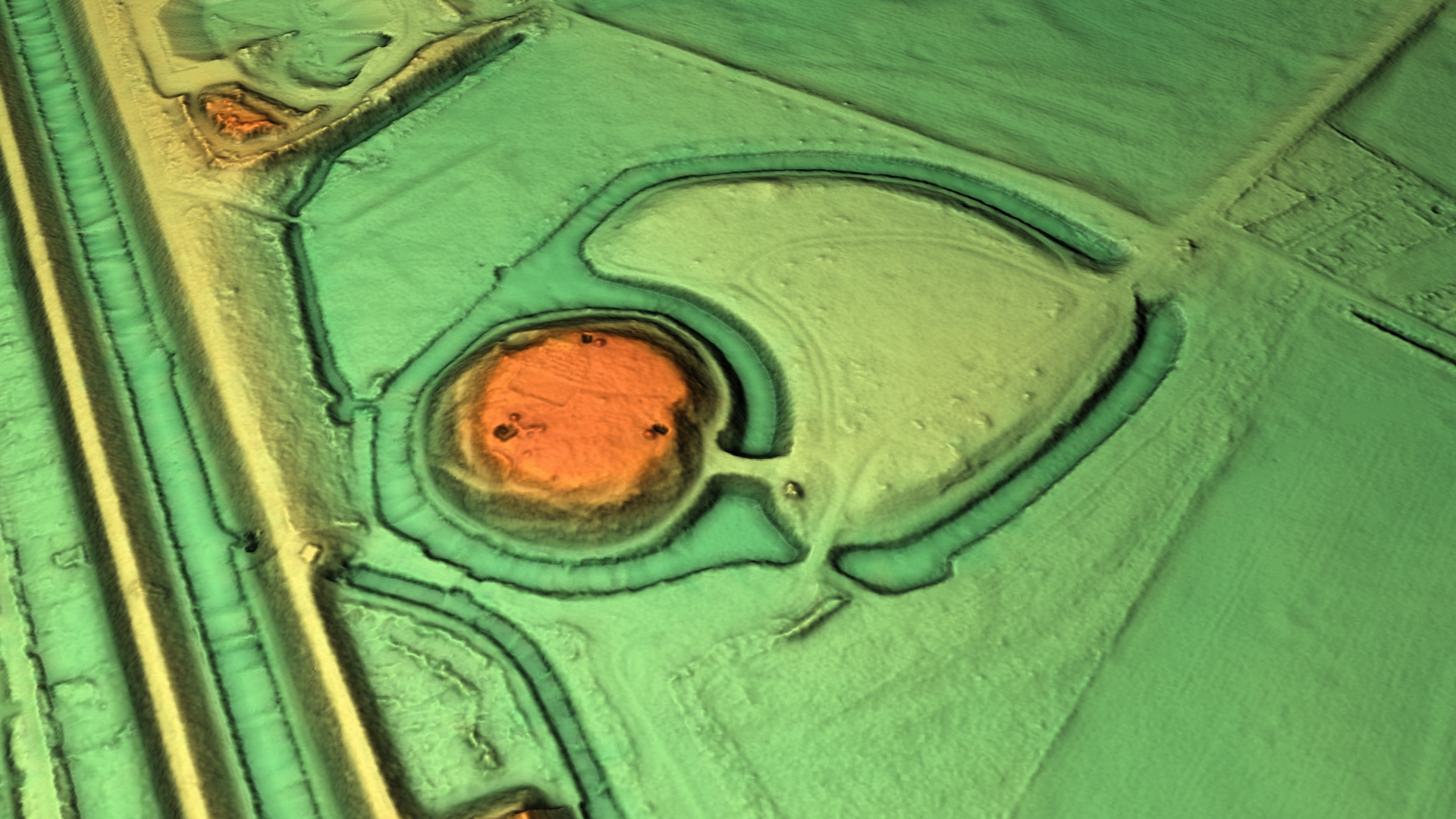
3D-Ansicht des digitalen Geländemodells

Die Burg Mark ist eine abgegangene mittelalterliche Befestigungsanlage in Mark (Stadtbezirk Hamm-Uentrop) in Nordrhein-Westfalen.
Seit spätestens 1198 befand sie sich im Besitz der Grafen von Berg-Altena. Als erster Graf machte Adolf I. von der Mark die Burg zu seinem Sitz und nannte sich nach ihr comes de Marca (auch: comes be Marka) bzw. modern Graf von der Mark. Seit dem 3. April 1990 ist das heute als „Burghügel Mark“ bezeichnete Gelände als Bodendenkmal kategorisiert. Von den Bauwerken der einstigen Turmhügelburg (Motte) ist so gut wie nichts mehr erhalten.

## Geschichte

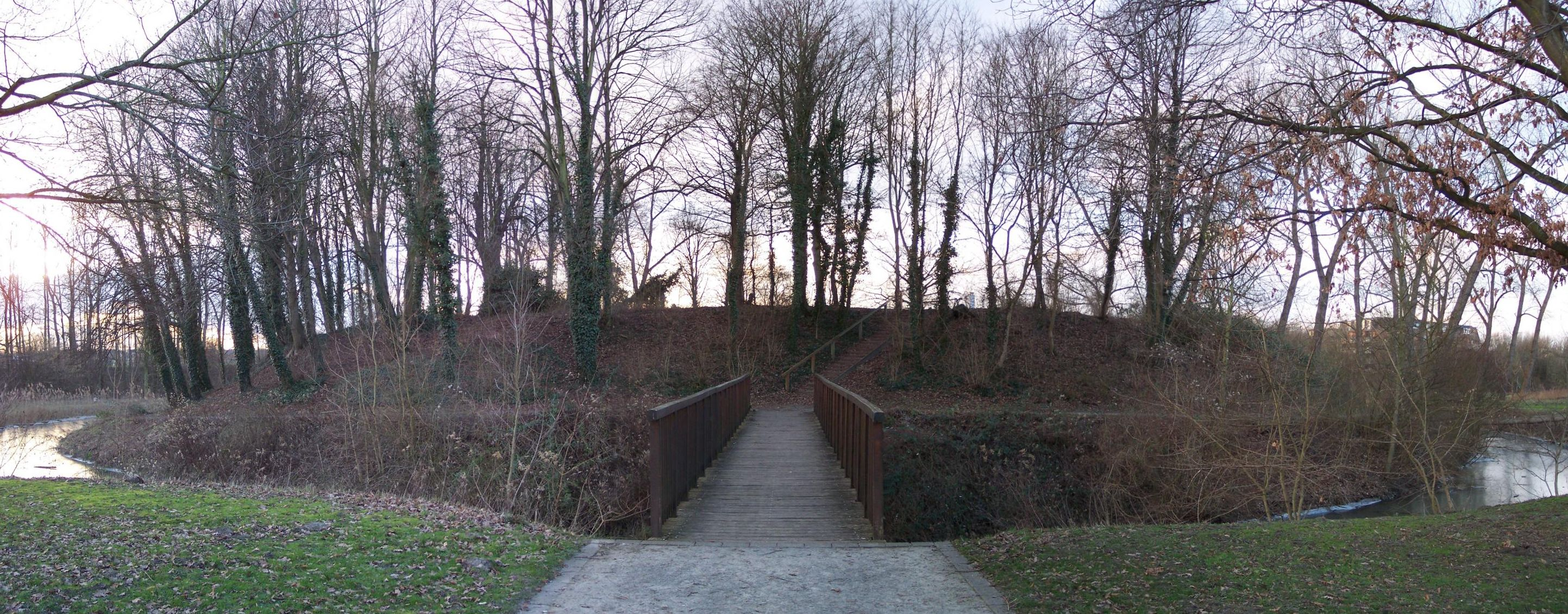
Panorama des Burghügels

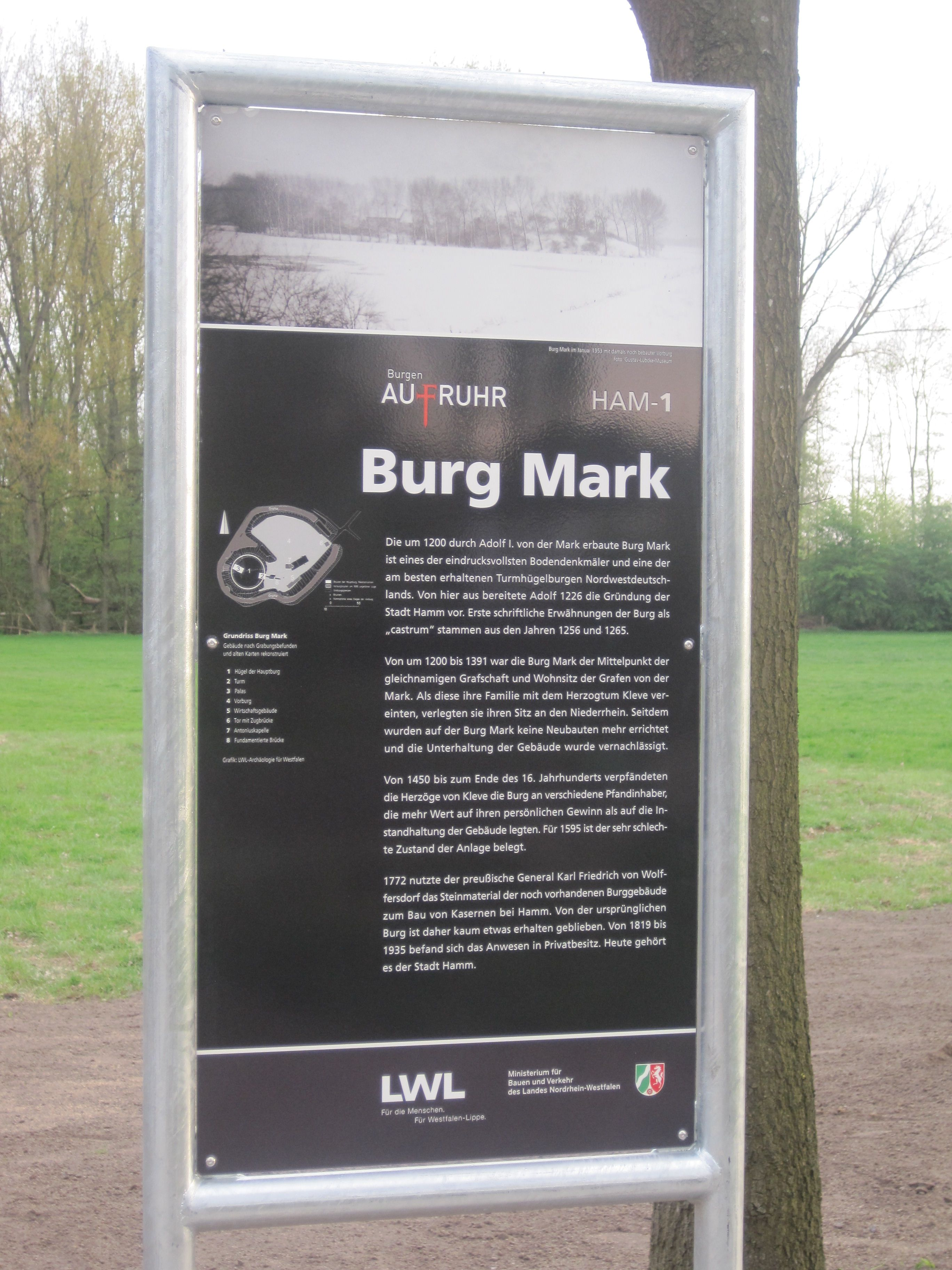
Neue Informationstafel an der Soester Straße im Zugangsbereich zum Burghügel

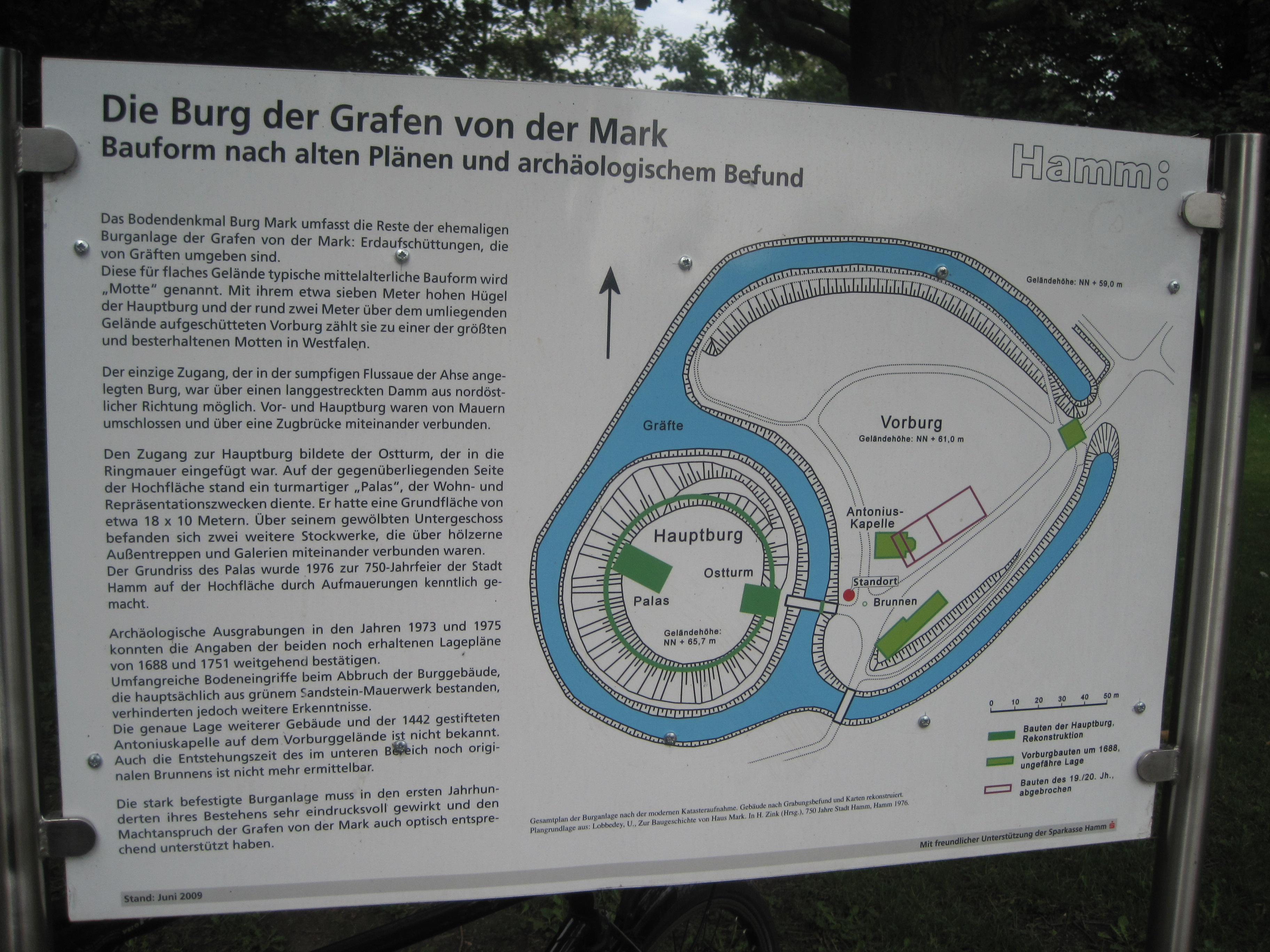
Neue Informationstafel auf dem Burghügel Mark mit Karte des Areals

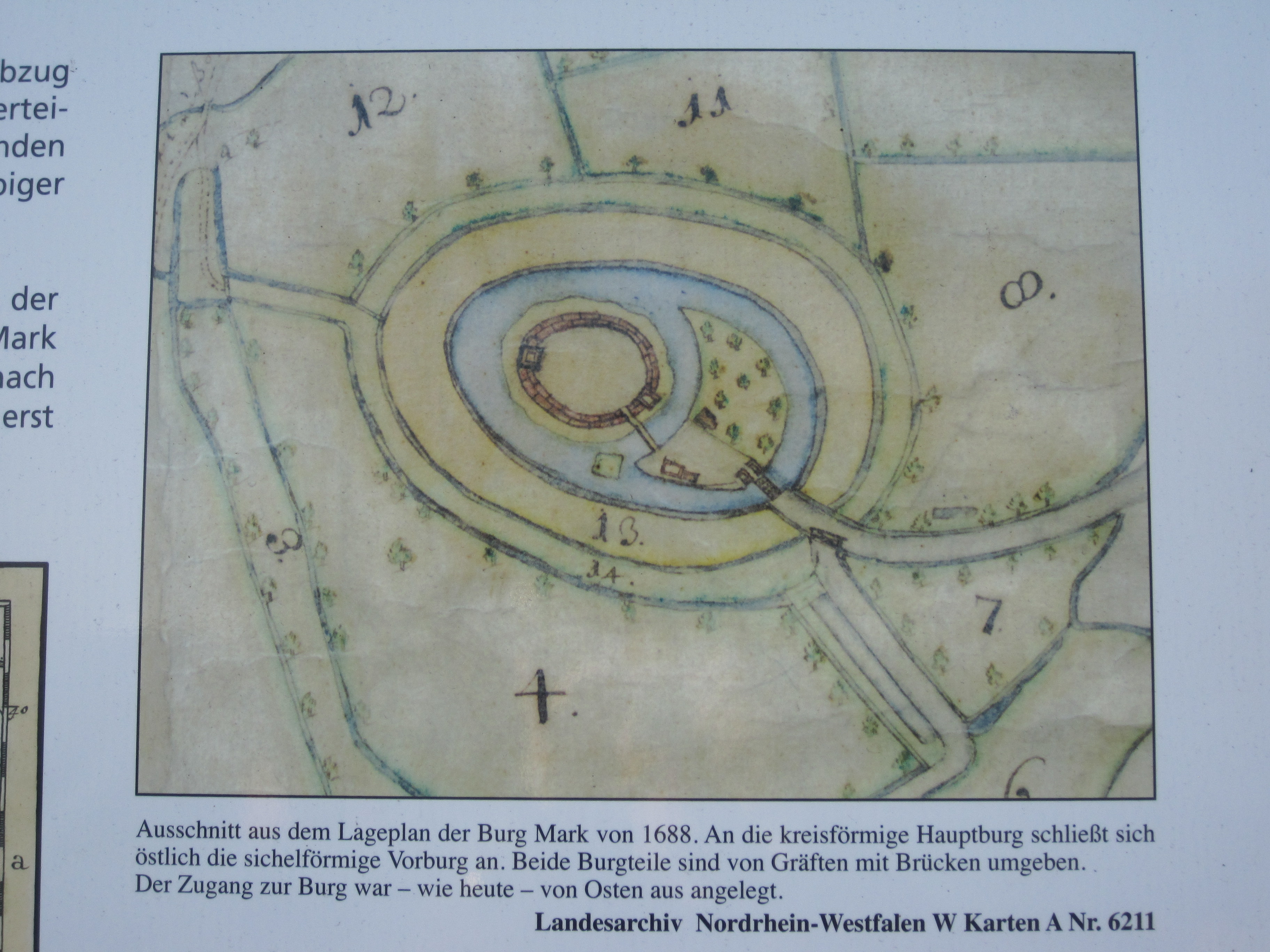
Auszug aus einer Informationstafel auf dem Burghügel; Lageplan von 1688

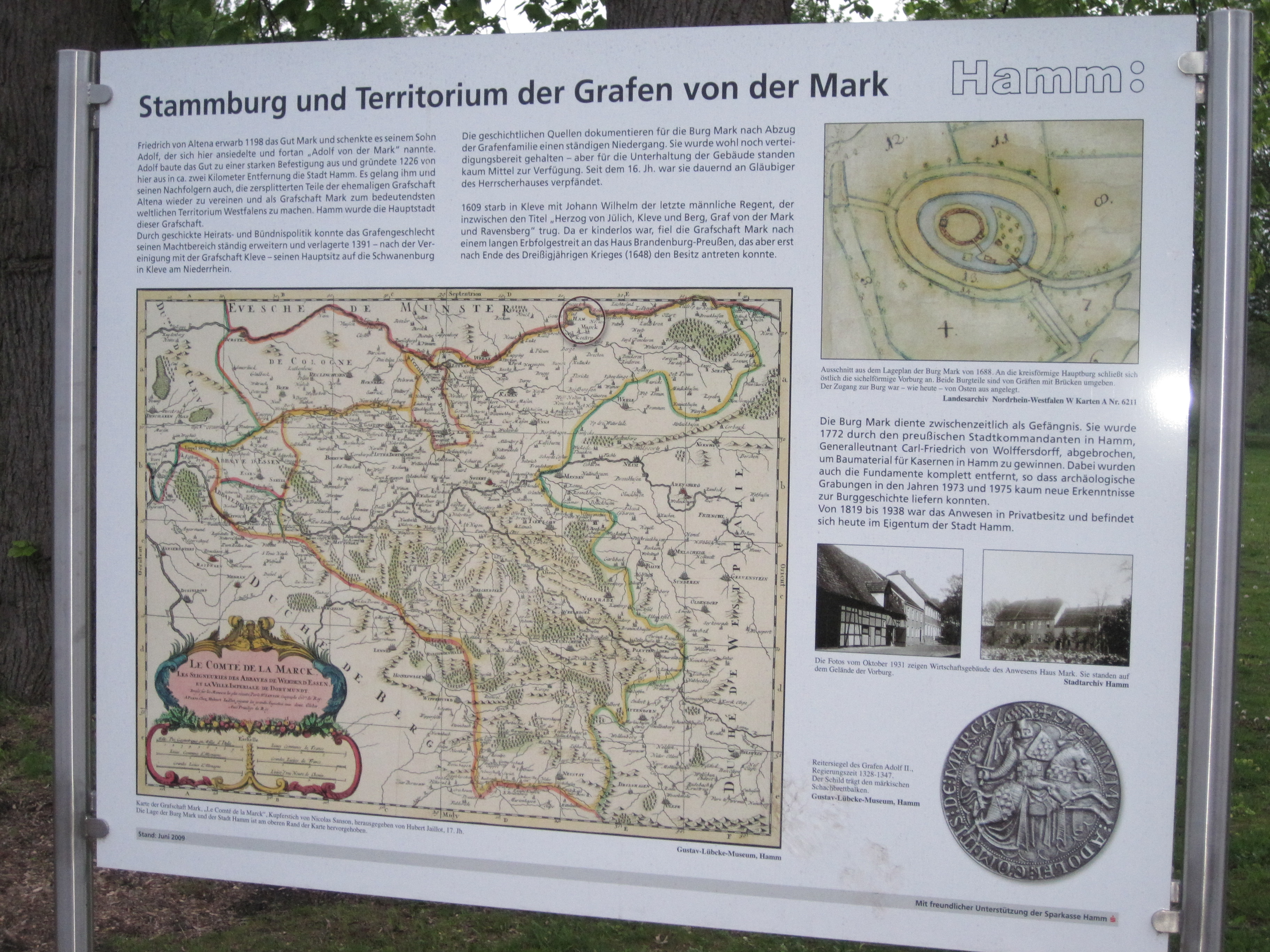
Neue Informationstafel auf dem Burghügel Mark

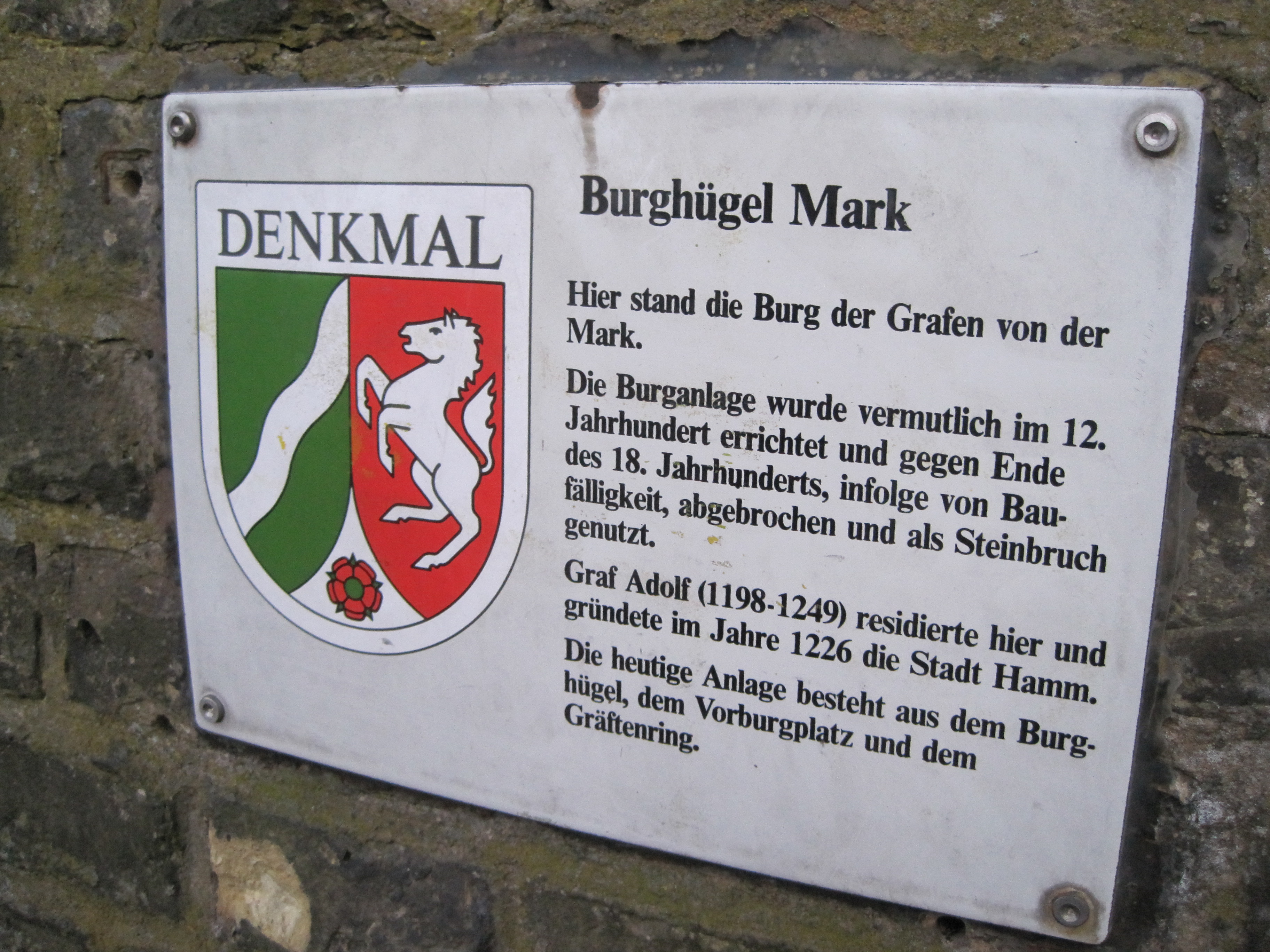
Ältere Informationstafel auf dem Burghügel Mark im Eingangsbereich

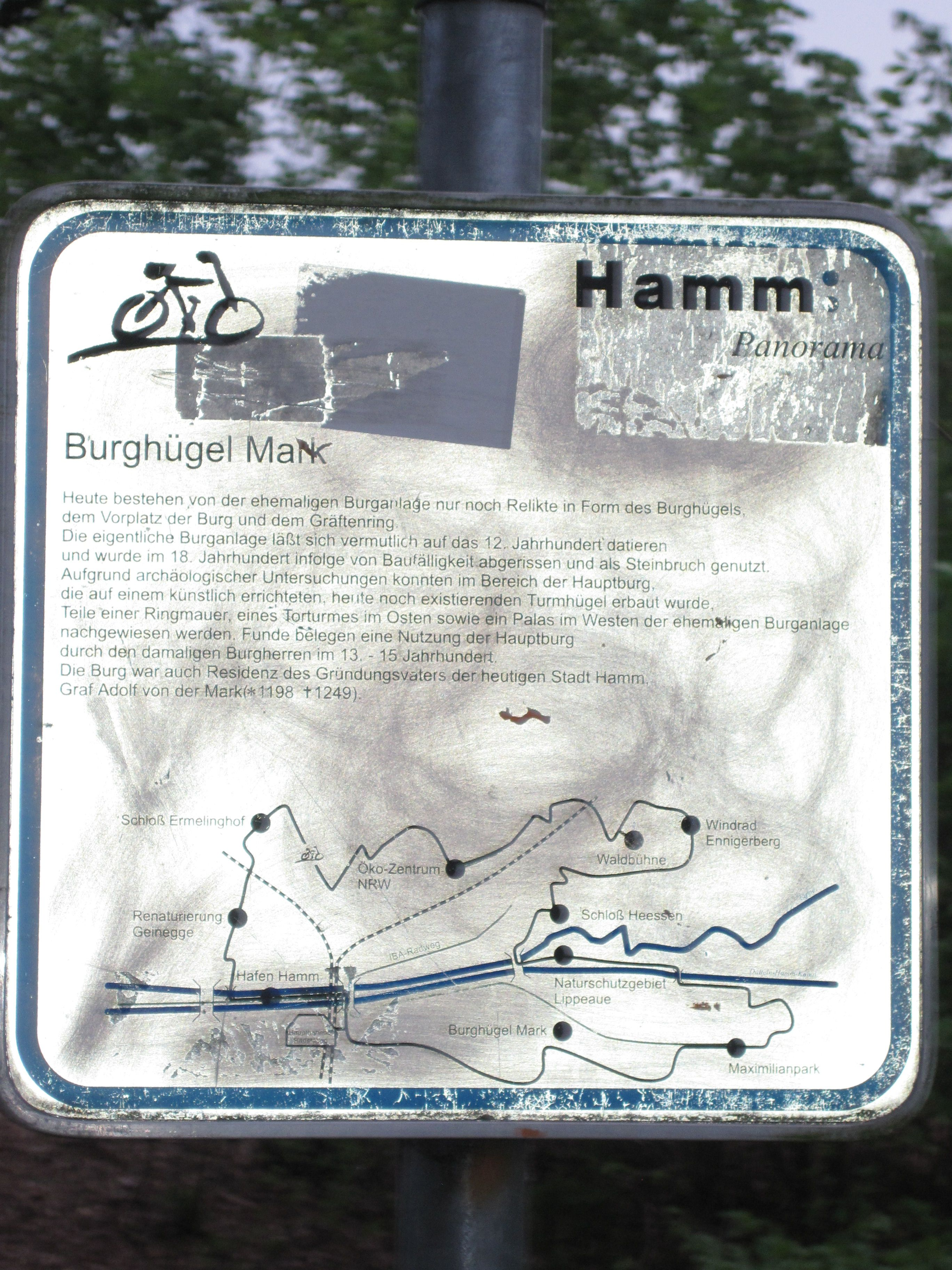
Ältere Informationstafel auf dem Burghügel Mark im Eingangsbereich

Wann genau die Geschichte der Burg Mark beginnt, ist ungewiss. Es ist eher unwahrscheinlich, dass schon im 12. Jahrhundert eine große Motte vorhanden war. Zum einen dürfte die Errichtung einer großen Befestigung in unmittelbarer Nähe zum Hauptsitz der Linie Werl-Hövel aus politischen Gründen problematisch gewesen sein. Zum anderen haben archäologische Untersuchungen bisher keinerlei Fundmaterial aus dem 12. Jahrhundert zu Tage gefördert. Die eigentliche Burg ist also wahrscheinlich erst um 1200 angelegt worden. Das damalige Anwesen war vermutlich ein Hof, der allenfalls mit einer Gräfte umgeben war.

### Rabodo von der Mark und Friedrich von Altena
Als Erbauer der Burganlage gilt Friedrich von Berg-Altena. Der spätere Burghügel gehörte zu den Besitzungen des Oberhofes Mark, dem Schultenhof, auf dessen Gelände seit etwa 1000 nach Christus die Pankratiuskirche steht. Diese war mit einiger Wahrscheinlichkeit zunächst einem anderen Heiligen geweiht, etwa dem Heiligen Martin. Pankratius gehörte zu den Schutzheiligen des Hauses Berg-Altena-Mark; die Pankratiusverehrung wurde also vermutlich erst von diesen in der Region etabliert. Entsprechend wurde die Pankratiuskirche später zur Hauskirche der Grafen von der Mark und ihrer Burganlage.
Friedrich erwarb den Oberhof, die Kirche und die zugehörigen Besitzungen (damit auch den Burghügel) zu einem Zeitpunkt zwischen 1170 und 1198. Unter welchen Umständen er in den Besitz des ehemaligen Oberhofes Mark und der angegliederten Güter gekommen ist, ist nicht vollständig geklärt. Es existieren verschiedene Versionen dieser Geschichte. Alle Quellen sind sich weitestgehend darüber einig, dass das Gelände bis etwa 1170 im Besitz eines gewissen Rabodo von der Mark stand. Uneinigkeit besteht aber bereits, wenn es darum geht, Aussagen über die Person Rabodos zu treffen. Einige Autoren sprechen davon, dass Rabodo einer der Edelherren von Rüdenberg war. Danach besaß die Familie von Rüdenberg noch in der Mitte des 12. Jahrhunderts den Oberhof in der Mark. Gegen Mitte des zwölften Jahrhunderts teilten die Brüder Conrad und Rabodo ihre väterlichen Güter (vermutlich 1166). Der Oberhof Mark fiel dem Rabodo zu. Von dieser Zeit an führte er den Beinamen von der Mark, erstmals erwähnt in der Bredelarschen Stiftungsurkunde von 1170. Nach Reinhold Stirnberg sind Rabodo von der Mark und der Edelherr Rabodo von Rüdenberg zwei unterschiedliche Personen, die beide zusammen in einer Kölner Urkunde von 1169 als Zeugen aufgetreten sein sollen. Der Edelherr soll bereits 1170 verstorben sein, Rabodo vor der Mark spätestens 1178. Gegen diese Variante spricht jedoch der historische Kontext. Der Oberhof Mark im Dorf Mark bei Hamm war der älteste Besitz der Edelherren von Rüdenberg, ihr Allod. Es gibt keine Anhaltspunkte dafür, dass dieser Besitz den Edelherren von Rüdenberg vor 1170 abhandengekommen wäre. Außerdem lässt sich nicht plausibel machen, wie der Oberhof dann in den Besitz eines Rabodo von der Mark gelangt wäre, der zufälligerweise den gleichen (seltenen) Namen trägt wie der Erbe des Hauses Rüdenberg. Warum der Oberhof dagegen im Jahre 1170 den Besitzer wechselte, lässt sich problemlos nachvollziehen. Seit 1167 war Philipp I. von Heinsberg Erzbischof von Köln. Seit seinem Amtsantritt setzte er die konsequente Machtsteigerungspolitik seiner Vorgänger fort, intensivierte aber deren vor allem territoriale Ausdehnung, indem er die Burgen seiner Vasallen aufkaufte und sie erneut als Lehen ausgab. Damit blieb Philipp zwar Lehnsnehmer des Kaisers und auch die Vasallen hielten ihre Territorien letztendlich als kaiserliche Lehen, doch war durch den Kauf und die Rückverlehnung die unmittelbare Bindung an den Erzbischof stärker geworden. Beim Tod des Kaisers wäre der weitere territoriale Zusammenhalt des Erzbistums nicht mehr alleine durch die Bestätigung der Lehen durch den neuen Kaiser abhängig gewesen. So verkaufte Rabodo laut Schroeder im Jahre 1169 den Hof aus akutem Geldmangel an Philipp von Heinsberg. Auf diese Weise wurde der Oberhof Mark Eigentum des Erzbischofs und Rabodo dessen Vasall. Ähnliche Geschäfte hat Philipp von Heinsberg ständig getätigt. So hat er beispielsweise auch Nienbrügge von ihrem damaligen Besitzer Arnold von Altena gekauft. Und auch Jutta, die Tochter Ludwigs V. von Thüringen, verkaufte Schloss Neuwindeck an Philipp und wurde gleich darauf damit belehnt. Es entsprach also Philipps ganz gängiger Geschäftspraxis, die erworbenen Besitze an ihren ursprünglichen Eigentümer zu belehnen. Auch insofern ist es also plausibel, dass Rabodo von der Mark, der Verkäufer des Oberhofes Mark, identisch sein muss mit Rabodo, Edelherr von Rüdenberg, Erbe des Hauses Rüdenberg und des Oberhofes Mark. Rabodo hat sich nur deshalb von dem langjährigen Familieneigentum getrennt, weil er wusste, dass er es als Lehen zurückerhalten würde.
Philipp von Heinsberg kaufte also von Rabodo von der Mark, Edelherr von Rüdenberg, für 400 Mark den Oberhof Mark, woraufhin Rabodo das Gut zum Lehen erhielt und zu Philipps Vasallen wurde. In einer Urkunde vom 19. Juni 1178 bestätigte Papst Alexander III. auf Bitten des Philipp von Heinsberg der Kölner Kirche all ihre Besitzungen, darunter auch Burg Mag: Burg Marcha mit dem gesamten Allod, dem freien Eigentum des Rabodo von der Mark. Am 7. März 1184 wiederholte dies Papst Lucius III. Der Kölner Kirche wurde die Burg Mark mit dem ganzen Allod des Rabodo und mit seinen Zubehörungen und Dienstmannen zugestanden.
Nur kurze Zeit nach dem Verkauf, vermutlich 1170, verstarb Rabodo von der Mark jedoch. Damit erlosch das Geschlecht derer von Rüdenberg im Mannesstamm; das Todesdatum des Edelherren benennt auch Stirnberg mit 1170.
Zur Frage, wie der Oberhof an Friedrich gelangte, existieren verschiedene Antworten. Die erste lautet, dass der Kaufvertrag das Papier, auf dem er stand, nicht wert war, und Rabodo das Gut noch einmal verkaufte, diesmal an Friedrich. Diese Variante dürfte völlig ausgeschlossen sein. Einen derartigen Immobilienbetrug zu seinen Lasten hätte Philipp von Heinsberg, der akribisch genau darauf bedacht war, die Edelleute von sich abhängig zu machen und Kontrolle über ihre Besitztümer auszuüben, niemals unwidersprochen hingenommen. Nach anderer Darstellung verkaufte Rabodo – mit Zustimmung des Lehnsherrn – lediglich sein Lehnsrecht an Friedrich von Altena (In einer Abwandlung dieser Annahme geschah dies im Jahr 1178, was eine etwas längere Lebensspanne Rabodos voraussetzt.) Die dritte Version lautet, dass der Erzbischof selber Friedrich mit dem Oberhof belehnt hat. Da Rabodo kurz nach dem Verkauf des Gutes starb, ist der Oberhof relativ rasch an den Kölner Erzbischof zurückgefallen. Da das Geschlecht derer von Rüdenberg im Mannesstamm erloschen war, lag es nahe, dass Philipp sich einen anderen Lehnsmann und Vasallen suchte. Friedrich erwarb den Oberhof Mark möglicherweise noch im Laufe von Rabodos Todesjahr 1170, nach anderer Darstellung erst zu einem späteren Zeitpunkt; spätestens jedoch im Jahre 1198, da die Besitzung nach seinem Tod auf seinen Sohn Adolf überging. Und nach einer vierten Variante erwarb Friedrich von Berg-Altena das Anwesen im Jahre 1198 durch Vermittlung seines Drosten Ludolf von Boenen, wahlweise von Rabodo, was ausgeschlossen ist, da dieser zu diesem späten Zeitpunkt lange tot war, von Philipp von Heinsberg oder von dem von 1193 bis 1205 amtierenden Kölner Erzbischof Adolf von Altena. Wenn man von einem frühen Geburtstermin des Grafen Adolf ausgeht (vgl. Adolf I. von der Mark#Geburtsjahr), könnte Adolf I. die Anlage auch selber erworben haben, obwohl dies zu Lebzeiten seines Vaters nicht wirklich plausibel ist, da dieser als amtierender Graf von Altena Inhaber des Familienbesitzes war.
Es ist also fraglich, ob der Kölner Erzbischof lediglich einer Übertragung des Lehnsrechts von Rabodo an Friedrich zugestimmt oder ob er Friedrich selbst mit den märkischen Gütern belehnt hat. Fest steht aber, dass Friedrich auf das Wohlwollen des Erzbischofs zählen konnte. Während der Fehde Kaiser Friedrich Barbarossas mit dem Sachsenherzog Heinrich dem Löwen unterstützte Friedrich von Berg-Altena den Kaiser und den Kölner Erzbischof. In der Folge der Auseinandersetzung entzog Barbarossa dem Sachsenherzog die Herrschaft über das Stammesherzogtum Sachsen und gab Teile davon in die Hände des Kölner Erzbischofs, der von nun an als Herzog von Westfalen über das neu entstandene Herzogtum Westfalen herrschte. Die Belehnung des Friedrich von Berg-Altena mit dem märkischen Gelände stellt sich somit als Lohn für die treuen Dienste dar, die Friedrich dem Erzbischof von Köln geleistet hatte.
Im Jahre 1173 teilte Friedrichs Vater Eberhard I. das Erbe unter seinen Söhnen auf, die sich beide Grafen von Altena nannten. Das oft als sein Geburtsjahr bezeichnete Jahr 1173 ist also in Wirklichkeit das Jahr, in dem Friedrichs Herrschaft als Graf von Altena begann. Im Jahre 1180 starb Eberhard I. als Laienbruder im Kloster Altenberg. Spätestens zu diesem Zeitpunkt muss es zum Konflikt zwischen den Brüdern Friedrich und Arnold gekommen sein. Es entbrannte ein erbitterter Streit um die Erbmasse des Vaters (Altenaische Erbteilung), der sich über Jahre hinzog und schließlich in einer bis dahin einmaligen, für jedes einzelne Besitztum überaus genau geregelten Erbteilung endete. Dabei soll Friedrich der Auslöser des Streites gewesen sein. Die Außergewöhnlichkeit dieses Vorgangs legt allerdings nahe, dass der Erbstreit in Wirklichkeit auf das Wirken Philipps von Heinsberg zurückgeht, der auf diese Weise das Entstehen einer großen Territorialherrschaft in fremdem Besitz in der Nachbarschaft seines neuen Herrschaftsgebietes verhindern wollte. Die langwierige Auseinandersetzung muss spätestens im Todesjahr Friedrichs (1198 oder 1199) abgeschlossen gewesen sein, da ansonsten sein Sohn Adolf I. von der Mark sein Erbe sicherlich nicht so problemlos hätte antreten können, wie er es dann getan hat.

### Adolf I. von der Mark

Wappen der Grafen von der Mark und der Grafschaft Mark

Friedrich heiratete noch vor 1198/99 Alveradis von Krieckenbeck, Tochter des Grafen Rainer. Seine Söhne waren Graf Adolf I. von der Mark und Friedrich.
Adolf von der Mark wird von vielen Historikern für jünger gehalten, als er bei genauer Betrachtung der Urkundenlage tatsächlich sein kann. Oft wird das Jahr 1194 als sein Geburtsjahr genannt, weil Adolf von der Mark in diesem Jahr erstmals urkundlich erwähnt wird. Die Urkunde von 1194 zeigt aber auf, dass Adolf in diesem Jahr als Zeuge eines Rechtsgeschäfts seines Vaters auftritt; er muss also zu diesem Zeitpunkt bereits mündig gewesen sein. Auch andere Indizien weisen darauf hin, dass Graf Adolf in Wirklichkeit zu einem weit früheren Zeitpunkt geboren wurde, möglicherweise um 1181 oder 1182 (vgl. dazu den Artikel über Graf Adolf I. von der Mark).
Ab 1181/1182, dem mutmaßlichen Geburtsjahr des Grafen Adolf, wäre eine Errichtung von Burg Mark durch Adolfs Vater Friedrich von Berg-Altena plausibel. Ungefähr zu diesem Zeitpunkt war die Altenaische Erbteilung abgeschlossen, was zugleich bedeutete, dass Friedrichs Stammburg Altena für ihn wertlos geworden war. Friedrichs Bruder Arnold von Altena nämlich hatte die Burg hälftig geerbt und seinen Anteil später an den Kölner Erzbischof veräußert, in dem Friedrich einen unbequemen Mitverwalter fand. Friedrich konnte Burg Altena somit nicht mehr allein verwalten, was ein Ausweichen auf einen alternativen Standort, der in seinem alleinigen Besitz stand, attraktiv erscheinen ließ. Des Weiteren war Burg Mark seinem Sohn Adolf zugedacht, der ihm später als Graf von Altena nachfolgen sollte. Der Burghügel in der Mark bot sich zudem durch seine strategische Lage an. Da er sich in unmittelbarer Nähe zu Nienbrügge erhob, das Friedrichs Bruder Arnold nach seinem Auszug aus Burg Altena zu seiner Stammburg und Residenz gemacht hatte, behinderte die Errichtung einer Burg auf diesem Gelände die territoriale Ausdehnung des altenaisch-isenbergischen Familienzweiges (Arnold und dessen Sohn Friedrich von Isenberg), der in ständigem Konkurrenzkampf zum altenaisch-märkischen Familienzweig des Hauses Berg (Friedrich von Berg-Altena und Adolf von der Mark) stand.
Es ist somit plausibel, dass Burg Mark nicht durch Rabodo von Rüdenberg oder Graf Adolf von der Mark erbaut wurde, wie in einigen Quellen behauptet wird, sondern auf Veranlassung Friedrichs. Allgemein wird das Jahr 1198 für den Baubeginn genannt. Ein früheres Datum lässt sich nicht nachweisen, weder anhand von Quellen noch durch archäologische Befunde, obwohl es die politische Situation nahelegt. Jedenfalls wurde die Burganlage auf dem großen Hügel in der Mark noch vor 1200 errichtet. Schon im Jahre 1202 nannte sich Graf Adolf nach seiner neuen Besitzung „Graf Adolf von der Mark“.
In manchen Quellen ist die Rede davon, dass Friedrich eine Burg des Rabodo bzw. den Oberhof Mark zur Burg Mark aus- oder umbauen ließ. Dies deckt sich jedoch nicht mit den archäologischen Grabungen von 1973/1975. Ältere Bauzustände als die der Burganlage Friedrichs ließen sich auf dem Burghügel nicht feststellen. Sollte es eine Burg des Rabodo gegeben haben, ist diese an anderer Stelle zu suchen. Auch der Oberhof Mark hat sich nicht an diesem Standort befunden. Er lag vielmehr unter der Bezeichnung Schultenhof in der Nähe der Pankratiuskirche, die auf seinem Gelände errichtet wurde. Wenn der Hügel überhaupt bebaut war, dann mit einem kleineren Gehöft, das bestenfalls von einer Gräfte umgeben war.
Das Geld für den Bau der Burg Mark stammte aus dem Verkauf des Flurstücks Wiseberg bei Nienbrügge, das Friedrichs Vater Eberhard für seinen Sohn gekauft hatte, an den Kölner Erzbischof Philipp von Heinsberg einige Jahre zuvor (möglicherweise hatte sich Friedrich durch die Übergabe des Wiesenstücks an den Kölner Erzbischof auch das Lehnsrecht an Oberhof Mark erkauft). Dieses Flurstück gab Adolf von Altena, ab 1193 neuer Erzbischof von Köln, an Friedrich von Altena zurück, so wie er viele der Güter, die Philipp von Heinsberg gekauft hatte, zurückgab, um die Edelleute der Region, die teilweise nah mit ihm verwandt waren, zu unterstützen. Auf dem besagten Flurstück wurde später die Stadt Hamm erbaut. Adolf von der Mark hatte die Gründung einer Stadt im Winkel zwischen Lippe und Ahse bereits vor 1226 ins Auge gefasst; eine Urkunde aus dem Jahre 1213 legt nahe, dass er möglicherweise versucht hat, das Dorf Mark mit Stadtrechten zu versehen. Jedoch befand sich dieser Standort viel zu nah an den Besitzungen von Friedrichs Verwandten, den Grafen von Hövel, und ihrer Residenz Nienbrügge; der Versuch einer Stadtgründung an diesem Standort wäre von Nienbrügge aus umgehend unterbunden worden. Erst als mit Friedrich von Isenberg der letzte Graf von Hövel wegen seiner Verstrickung in die Ermordung des Kölner Erzbischofs Engelbert I. im Jahre 1226 aufs Rad geflochten wurde, konnte Adolf von der Mark seine Herrschaft in diesen Bereich hinein ausdehnen und die südlich der Lippe gelegenen alteanischen Besitztümer unter seiner Herrschaft vereinen.
Im Jahre 1226 gründete Graf Adolf I. von der Mark die Stadt Hamm und gab dort den Bürgern des von ihm als Strafe für die Mordtat zerstörten Nienbrügge eine neue Heimstatt. Er ließ in der Stadt einen befestigten gräflichen Sitz errichten, die Stadtburg Hamm. Zusammen mit seinen altenaischen Besitzungen und der seiner neu errichteten Feste Blankenstein bildete Hamm den Grundstein für die spätere Herrschaft Adolfs, die sich letztendlich zur Grafschaft Mark entwickeln sollte. In der Stadt Hamm dominierten zunächst die ritterlichen Dienstleute des Grafen, die Burgmannen. Sie lebten auf Burg Mark und in der Stadt, teilweise auch auf ihren Höfen außerhalb der Stadt. Burg Mark hatte eine Besatzung von zwölf ritterlichen Burgmannen, was sehr viel war; Burg Altena hatte nur fünf und die Burg Blankenstein sechs. Hamm wurde zusammen mit der Burg durch diese hervorgehobene Position der Vorot der Grafschaft Mark. Die Burgmannen in Mark hatten das Bürgerrecht in Hamm inne und damit auch das Recht der Ratswahl. Sie lebten von ihrem Grundbesitz und waren von Abgaben befreit.
Im Jahr 1243 endete die Fehde („Isenberger Wirren“) zwischen Adolf von der Mark und Friedrichs Sohn Dietrich von Altena-Isenberg, der die nördlich der Lippe gelegenen Güter, darunter Bockum und Hövel, für sich beanspruchen konnte. Dietrich begründete die Grafschaft Limburg, während Adolf von der Mark die Grafschaft Mark ins Leben rief.

### Grafschaft Mark

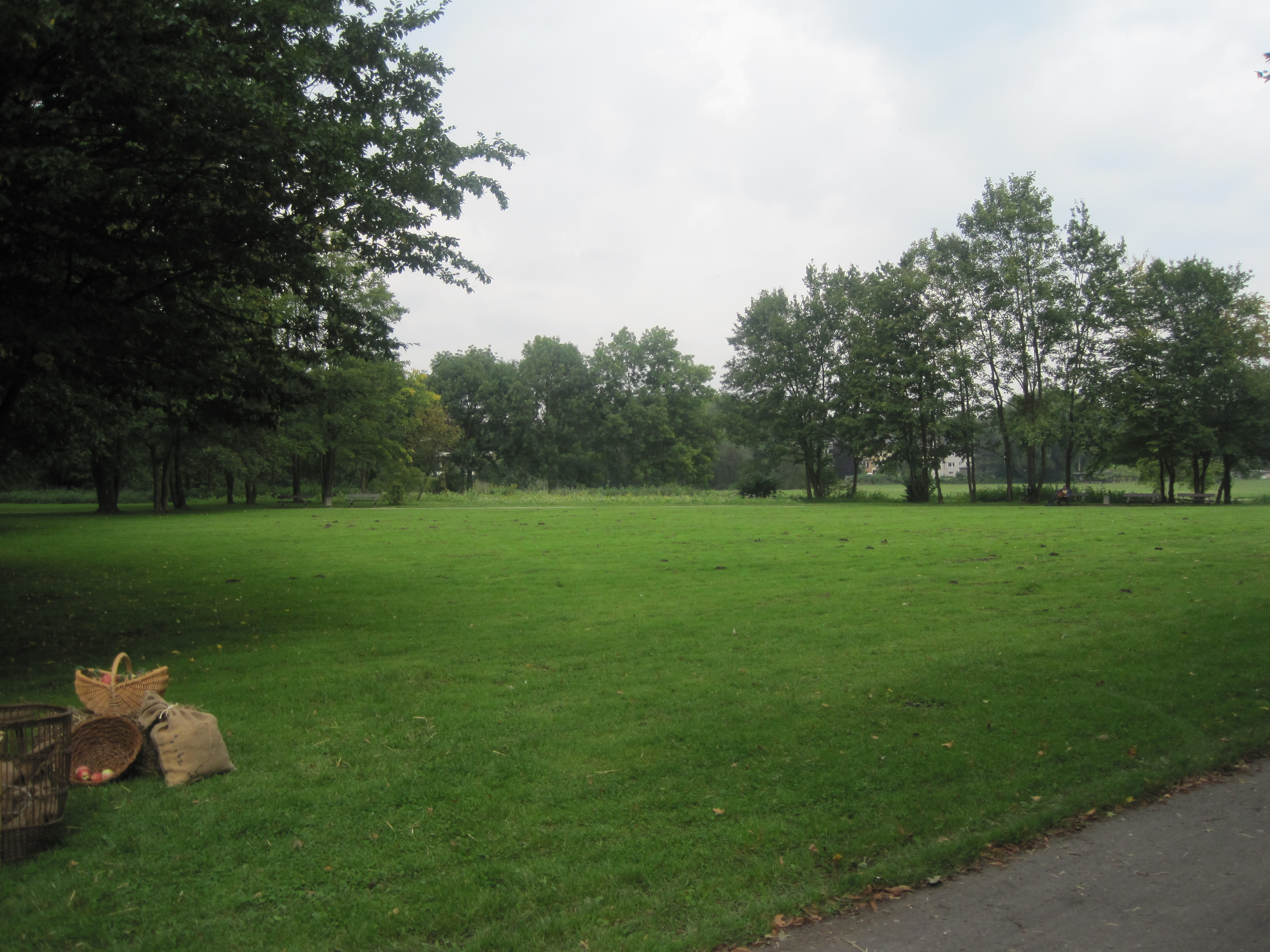
Blick auf das Vorburggelände, aufgenommen am Tag des offenen Denkmals, 12. September 2010

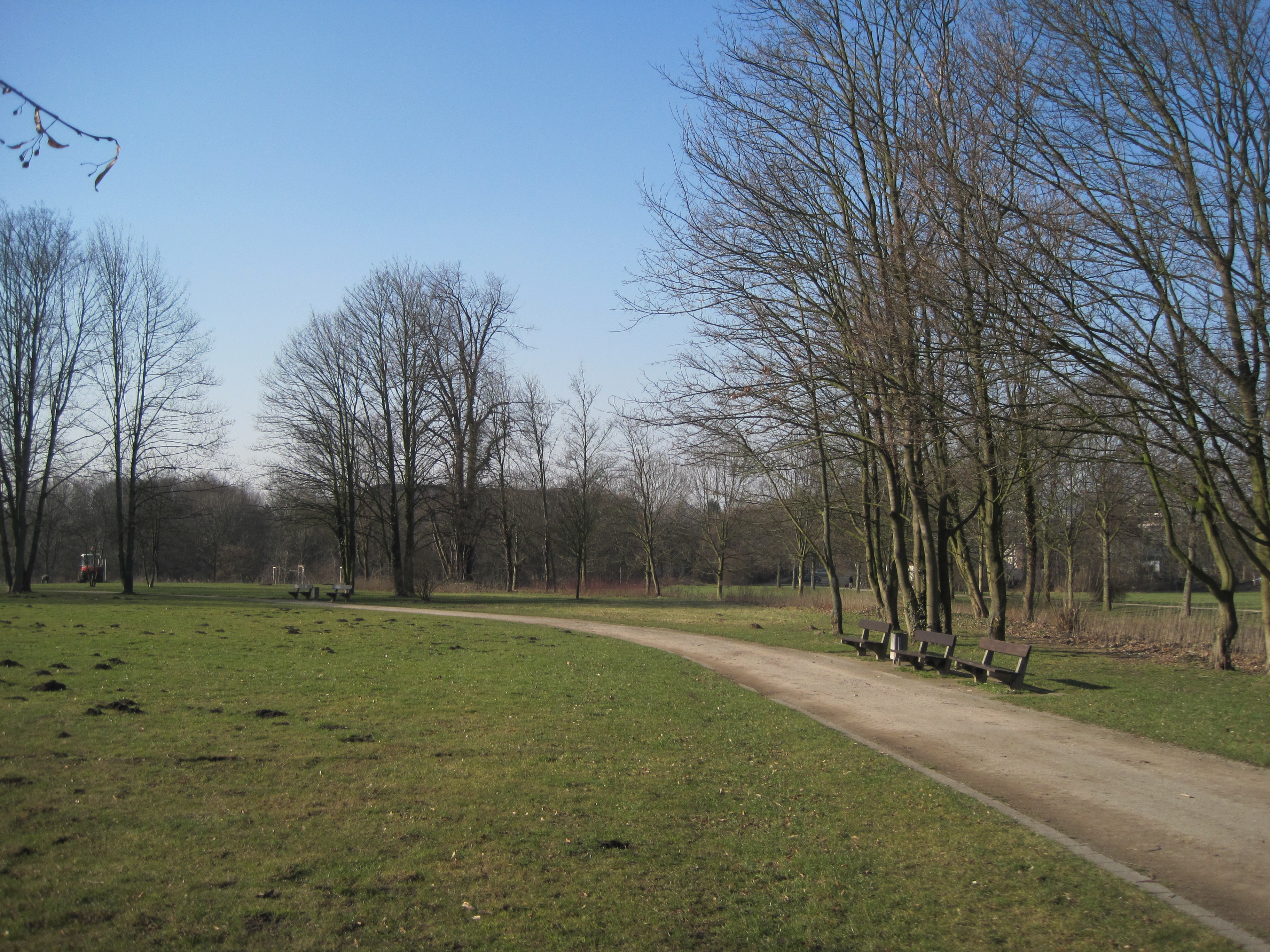
Vorburg

Die nahegelegene Pfarrkirche St. Pankratius stellte ein Sicherheitsrisiko für die Burg dar. Es bestand die Gefahr, dass Angreifer zunächst die Kirche in Besitz nahmen und deren hohen Bergfried nutzten, um die Burg zu beschießen. Aus diesem Grunde veranlasste Graf Engelbert I. von der Mark im Rahmen der Auseinandersetzungen mit den Bischöfen von Münster im Jahre 1251, den Kirchturm abzubrechen und gegen einen weniger hohen Bau zu ersetzen. Zum Ausgleich überließ Engelbert der Kirche zur Mark das Gut Schmehausen.
Die ersten schriftlichen Erwähnungen der Burg als castrum fallen in die Jahre 1256 und 1265. In diesen Jahren wurden auf der Burg bezüglich Kloster Welver Urkunden ausgestellt. Die Unterhaltung der Gebäude oblag dem Burgherren. Zur Ausführung der Erdarbeiten, etwa das Reinigen der Gräben, waren hingegen die Bewohner des zugehörigen Amtes verpflichtet (noch für das Jahr 1599 belegt). Dass die Verpflichteten gelegentlich zur Ausführung der notwendigen Arbeiten ermahnt werden mussten, zeigt eine Urkunde aus dem Jahr 1575. Während der Arbeiten war der Burgherr verpflichtet, die Arbeiter zu verköstigen. Zur Reinigung der Gräben wurden Kähne verwandt, mit denen die Arbeiter über die Gräben fuhren.
Bis 1391 war die Burg Mark der Hauptsitz der Grafen von der Mark. Im 13. Jahrhundert bestand eine starke Mannschaft von etwa 10 bis 15 Burgmannen. Schon aus dieser Zahl lässt sich ableiten, dass für sie keine besonderen Wohnungen auf der Vorburg errichtet worden sind; für so viele Häuser gab es dort keinen Platz. Es ist daher anzunehmen, dass sie zusammen mit dem Burgherrn auf der Hauptburg lebten und dort keinen selbstständigen Haushalt führten. Befehligt wurden sie vom Grafen persönlich oder von seinem Stellvertreter, dem Drosten. Die Burgmannen bildeten eine Genossenschaft, die ein eigenes Siegel führte (eine niedrige Burgmauer mit einem Turm auf verziertem Grund, darauf eine Stange mit einer Fahne, auf der das Wappen des Burgherrn enthalten war) und festgelegte Rechte und Pflichten hatte. Noch im Jahre 1393 bestätigte Graf Dietrich II. von der Mark der Burgmannschaft alle Rechte. Darunter ist vor allem das Privileg zu nennen, keiner anderen Gerichtsbarkeit unterworfen zu sein als der des Landesherrn selbst oder der seines Stellvertreters. Streitigkeiten zwischen den Burgmannen oder zwischen Burgmannen und ihrem Herrn wurden im Burggericht verhandelt, das von allen Genossen außerhalb der Burg vor dem Baumhof oder auf der Vorburg vor der Kapelle abgehalten wurde.

### Herzogtum Kleve

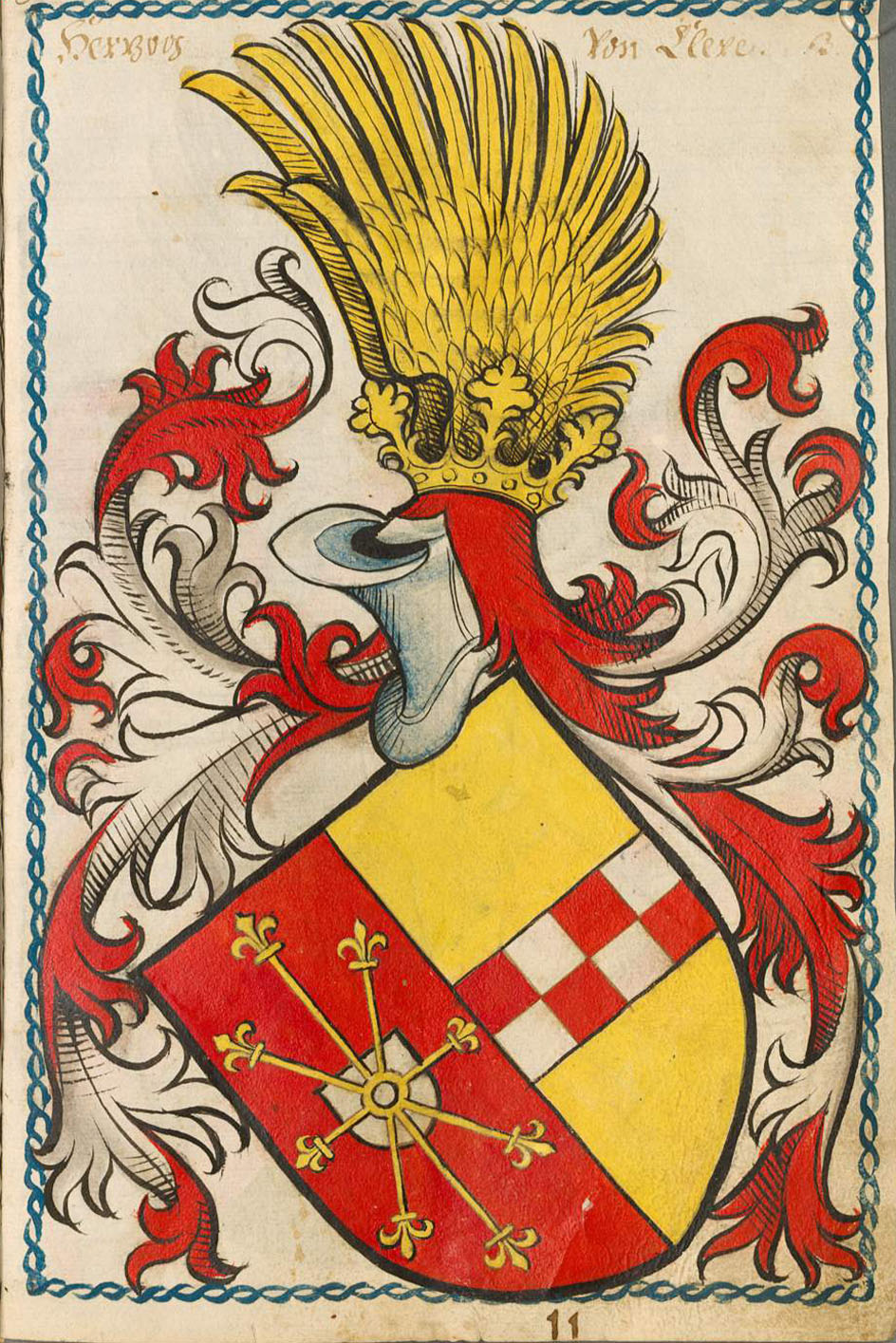
Kleve-Märkisches Wappen aus dem Scheiblerschen Wappenbuch
1450–1480

1391, nach der Vereinigung mit der Grafschaft Kleve, verlegten die Grafen ihre Residenz an den Niederrhein. Nach der Verlegung und der damit verbundenen verringerten Nutzung wurden keine Neubauten mehr ausgeführt. Auch die Unterhaltung wurde vernachlässigt. Hamm wurde zwar 1437 unter Graf Gerhard von der Mark zu Hamm kurzzeitig (bis 1461) wieder Residenzstadt, jedoch wählte dieser die Stadtburg Hamm als seine Residenz. Schließlich verließen 1507 auch die Burgmannen Haus Mark, um sich auf ihren Gütern anzusiedeln.
Seit 1450 bis zum Ende des 16. Jahrhunderts befand sich Haus Mark ständig unter Pfandherrschaft. Die Herzöge von Kleve verpfändeten die Burg an verschiedene Pfandinhaber, die versuchten, durch Verpachtung der einzelnen Grundstücke möglichst viel Geld einzunehmen. Den Gläubigern wurde zur Pflicht gemacht, die Burg instand zu halten (urkundlich verbrieft beispielsweise für 1525 und 1599). In der Praxis waren die Pfandnehmer aber nur daran interessiert, möglichst viel Geld zu erwirtschaften und ließen das Bauwerk nach und nach verfallen.
Im Jahre 1464 beauftragte Johann I., Herzog von Kleve und Graf von der Mark, ein Mitglied der Familie Torck, Lubert Torck (vgl. auch den Beitrag über Haus Nordherringen und die Familie von Torck), das Haus Mark zu bewahren. Torck sollte auf dem Gelände acht wehrhafte Männer halten und beköstigen. Der Landesherr zahlte dafür einen Geldbetrag von 12 rheinischen Gulden für jeden Mann als Unterhalt.
1507 ging die Burg Mark an Heinrich Knippink über, Droste des Amtes Hamm und Richter von Hamm. 1524/25 folgte ihm Evert (Eberhard) von der Recke als Pfandinhaber nach, dann, 1566 oder später, dessen Sohn Johann, der in kinderloser Ehe mit einer Anna Ovelacker verheiratet war und noch 1578 auf dem Anwesen bezeugt ist. Nach ihm hatte sein Neffe Dietrich Ovelacker, Amtmann zu Altena und Iserlohn, das schließlich auf 9075 Reichstaler dotierte Pfandrecht inne.
Im 16. Jahrhundert war keine Burgbesatzung mehr vorhanden, weil der Herzog die Unterhaltskosten einsparen wollte. Nur im Falle kriegerischer Auseinandersetzungen sollte eine Besatzung zum Schutze gegen Überfall und Verwüstung dorthin verlegt werden (urkundlich verbrieft für die Jahre 1599 und 1601). Im Jahre 1595 belegte eine Ortsbegehung den schlechten Zustand der Burg. Auf der Vorburg war der lange Stall ganz verfallen und von einem starken Sturm umgeworfen worden. An der Kapelle war das Mauerwerk von unten bis unter das Dach über einen Fuß weit ausgewichen. Der lange Sadel auf der Hauptburg war ebenfalls stark baufällig. Da das Dach schwere Schäden auswies und es durchregnen konnte, war der Beschuss unten wie oben verfault. Die hölzerne Treppe vor dem Haus war unbenutzbar. Der Wehrgang auf der Ringmauer war gänzlich verfallen. Die Tore und Brücken befanden sich in einem ähnlichen Zustand. Das Fazit der Besichtigung lautete, dass es dem Pfandinhaber unmöglich war, die Bausubstanz der Gebäude zu erhalten. Schon gar nicht konnte er hier sein Gesinde ansiedeln oder das Gelände ordentlich bewirtschaften.
Kurz vor 1600 hatte der letzte Graf von der Mark so große Schulden bei der Familie Reck, dass er ihnen die Burg für eine Summe von 1.500 Reichstalern überlassen musste. Dadurch sollten rückständiges Gehalt, Kleidung und andere Kapitalien abgegolten werden.
1601 übertrug Dietrich Ovelacker das Pfandrecht mit Genehmigung des Herzogs Johann Wilhelm von Kleve auf seine Schwester Margarete geb. Ovelacker, der Witwe des Engelhard Spiegel auf Burg Desenberg bei Warburg; die Pfandsumme belief sich damals auf 9075 Taler. Margarete wiederum überließ die Pfandherrschaft ihrer Tochter Dorothea, Gemahlin des Jobst von Landsberg zu Erwitte. Dessen Nachfahren wurden fortan Inhaber des Hauses Mark, ohne es zu bewohnen, wozu das immer mehr verfallene Burghaus auch wenig Anreiz bot. Die Herren von Landsberg versuchten zunächst, die Burg wieder instand zu setzen. Sie besserten die Mauern aus, machten die Zimmer bewohnbar, setzten neue Fenster ein und ähnliches. Die Arbeiten wurden jedoch nach 1609 durch beständige kriegerische Auseinandersetzungen unterbrochen, darunter der Jülich-Klevische Erbfolgestreit und der Dreißigjährige Krieg. Jobst von Landsberg berichtete im Jahre 1669, Haus Mark wäre ausgebessert worden, wenn es nicht wiederholt von feindlichen Garnisonen besetzt worden wäre, darunter spanische und holländische.
Statt der Zinsen von 9075 Reichstalern hatten die Freiherrn von Landsberg die Nutznießung des Hauses Mark. Sie übten sie jedoch nicht selbst aus, sondern hatten das Gut (mindestens ab 1622) für 500 Reichstaler jährlich verpachtet.

### Brandenburg

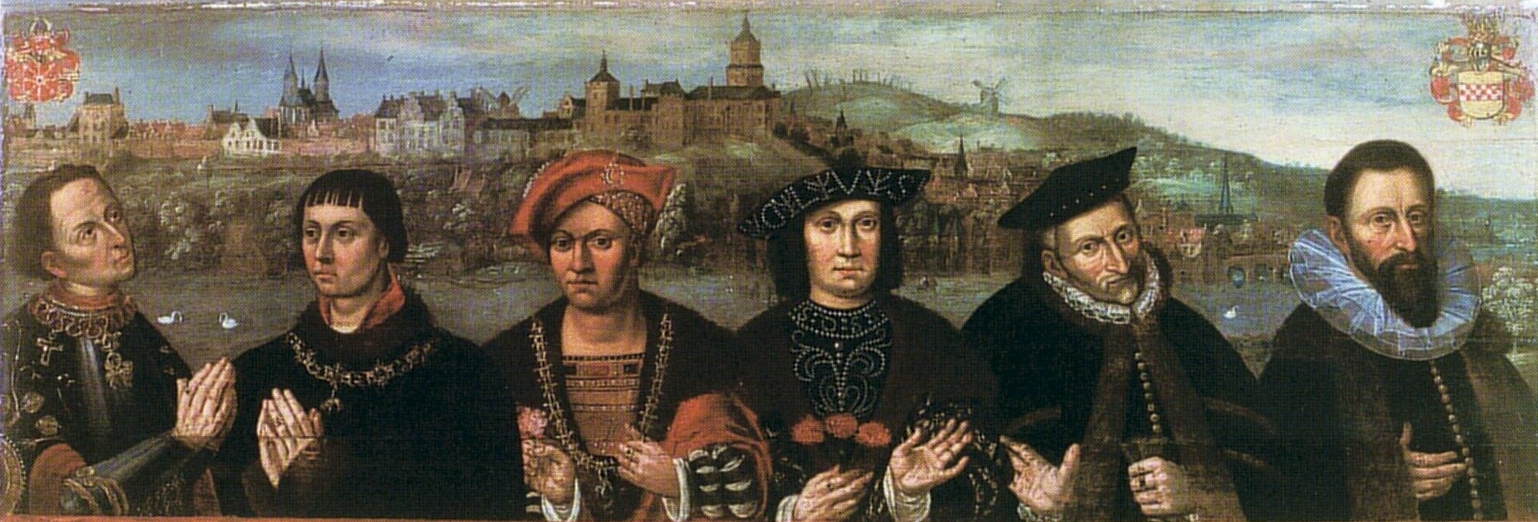
Die sechs Klever Herzöge, Adolf II., Johann I., Johann II., Johann III., Wilhelm V. und Johann Wilhelm (v. l. n. r.), Bild eines unbekannten Malers aus dem 17. Jh., sogenanntes Herzöge-Bild

Wie das gesamte Herzogtum Kleve einschließlich der Grafschaft Mark geriet die Burg nach dem Tod des letzten Grafen von der Mark im Jahre 1609 unter brandenburgische Herrschaft.
Ab 1616 diente sie (vermutlich das Gewölbe im Palas) als Gefängnis. Überliefert ist die Geschichte eines Hammer Bürgers, der im Münsterland verhaftet worden und in das Gefängnis in der Burg Wolbeck gebracht wurde, wo er gefoltert werden sollte. Nachdem seine Frau sich an den brandenburgischen Kurfürsten Georg Wilhelm gewandt hatte, befahl dieser am 22. Februar 1616 von Kleve aus, dass ein Hauptmann mit der notwendigen Anzahl an Soldaten in das Kirchspiel Heessen einfallen, neun oder zehn vermögende Bauern als Geiseln nehmen und auf die Burg Mark bringen sollte, um sie als Druckmittel in den Verhandlungen um die Freilassung des Gefangenen zu benutzen. Georg Wilhelm wies die Soldaten an, die Gefangenen so zu behandeln, wie man den Hammer Bürger in Wolbeck behandelte.
Am 7. Januar 1617 befahl Kurfürst Georg Wilhelm die Aufhebung der Pfandverschreibung von Burg Mark. Doch bereits im darauffolgenden Jahr begann der Dreißigjährige Krieg, so dass diese Angelegenheit nicht mehr abschließend geregelt werden konnte.
Während des Dreißigjährigen Krieges verfiel die Burg Mark aufgrund von Plünderungen weiter. Das Gebäude hatte zwar keine wirkliche militärische Bedeutung mehr, wurde jedoch mehrfach von rivalisierenden Truppen besetzt. Zwischen 1622 und 1624 ging Haus Mark in die Hände verschiedener Besatzer, die sich für die erneute Zerstörung der landsbergischen Ausbesserungen verantwortlich zeigten. Nach dem Abzug der Eindringlinge nahmen die Landsberger erneut Verbesserungen vor. Dennoch musste der Pächter 1631 berichten: Das Gemäuer am Burgplatz ist ausgebrochen und baufällig, Zimmer sind zerstört, Holz und Blei festgenommen. Die Küche und die übrigen Zimmer, auch das gräfliche Gemacht durch Ausbrechen großer Steine ebenfalls vollkommen vernichtet. Das Pförtnerhaus ist abgebrochen, das Bauhaus und der Stall ziemlich verfallen, Zäune, Vorplatz und Kapelle, Mauern und Umgang sind umgelegt. Ein anderer, einige Monate jüngerer Bericht bemerkt: Küche und Gemächer daselbst alle zerstört, Treppen und Türen zerschlagen, die gläsernen Fenster weggenommen und zunichte gemacht. Bretter, Balken und Behälter abgebrochen und verbrannt, ebenso die Kirchentür. Der Schafstall ist zerbrochen, die Balken, Zäune, Pfosten und Bäume sind abgehauen und verbrannt. Im Jahre 1632 erschütterte dann der hessisch-kaiserliche Krieg die Region. Der bayerische Feldmarschall Graf von Wahl unternahm in diesem Jahr den Versuch, den Generalwachtmeister Luttersheim mit seinem Regiment zu ruinieren. Er setzte zehn Compagnien von Fußsoldaten ein, die dafür sorgten, dass sein Gegner keinerlei Holz- oder sonstige Warenlieferungen erhielt. In der Folge sind alle hölzernen Teile der Burg inklusive Bretter und Türen nach und nach verbrannt worden. Nach diesen massiven Zerstörungen war eine Erhaltung der Gebäude nicht mehr möglich.
Ungeachtet dessen blieb die Vorburg zunächst als Wirtschaftsbetrieb erhalten. Die märkischen Behörden unternahmen nach Kriegsende (1648) den Versuch, trotz der Pfandschaft aus Haus Mark und den zugehörigen Gütern Erträge zu ziehen. Die Einkünfte überstiegen die übliche Verzinsung der Pfandsumme, daher forderten die kurfürstlichen Räte Moßfeld und Ludowici im Jahre 1682 von dem Pfandträger oder seinem Verwalter eine Erklärung, wie viel man der kurfürstlichen Rentmeisterei jährlich zu zahlen gedenke. Für den Fall, dass die Zahlungen ausbleiben oder zu niedrig ausfallen sollten, wurde eine öffentliche Verpachtung in Aussicht gestellt.
Für die Erhaltung der Gebäude wurden jedoch auch nach der Einlösung des Hauses Mark keine Gelder zur Verfügung gestellt. Dies umso mehr, als die Könige von Preußen und ihre Vertreter auf ihren Reisen in die westlichen Provinzen auf dem Renteihof in Hamm abzusteigen pflegten.
Im Jahre 1684 vertrat die Regierung den Standpunkt, dass durch die bis dahin erzielten Pächte und sonstigen Einnahmen nicht allein die Zinsen und das gesamte Pfandkapital gedeckt, sondern darüber hinaus sogar ein Gesamtüberschuss von 3.082 Reichstalern erzielt worden sei. Infolgedessen zog sie das Gut ein und ließ es 1686 selbst durch ihren hiesigen Rentmeister zur Verpachtung ausbieten. Die Freiherren von Landsberg bestritten die Richtigkeit dieser Abrechnung und versuchten wiederholt, ihrerseits eine Forderung von 4.650 Reichstalern geltend zu machen. Eine diesbezügliche Vorstellung wurde 1791 (sic!) von Berlin aus endgültig abgelehnt.
1688 gehörten zu Haus Mark noch 369 1/2 Morgen 23 Ruten und 180 Schuh hämmsches Maß Ländereien (einschließlich Holzungen).
Noch im 17. Jahrhundert diente die unter Adolf I. erbaute und dem Heiligen Antonius geweihte Burgkapelle den Reformierten als Notkirche.
Mit zunehmendem Verfall der Burganlage fingen Bevölkerung und später auch die Regierung an, die Hauptburg immer häufiger als Steinbruch zu benutzen; in dieser Gegend herrschte Mangel an Backsteinen. 1772 ließ General Karl Friedrich von Wolffersdorff die noch vorhandenen Gebäudereste abreißen, um mit den Steinen den (nicht mehr vorhandenen) Kasernenbau am Hammer Westentor auszuführen. Insgesamt wurden 130 Wagenladungen Steine abgefahren. 1774 konnte der Kasernenbau fertiggestellt werden.
1777 wurde Burg Mark als Domänengut in Erbpacht ausgegeben. Erster Inhaber war der Amtsrat Then Bergh.
Im Jahre 1803 existierten zunächst noch einige Gewölbe, die, wie entsprechende Funde beweisen, in der ersten Hälfte des 18. Jahrhunderts sogar als Falschmünzerwerkstatt (hiesige Dreipfennigstücke) gedient hatten. Sie wurden in diesem Jahr, wie auch die Fundamente der Burg, nahezu vollständig herausgebrochen.
1819 wurde das Gelände vom Staat an den Major und Domänenrentmeister Vorster verkauft, der 1824 auch das benachbarte Klostergut Kentrop erwarb.

### Preußen und Bundesrepublik Deutschland

Wappen des Königreichs Preußen bis 1918

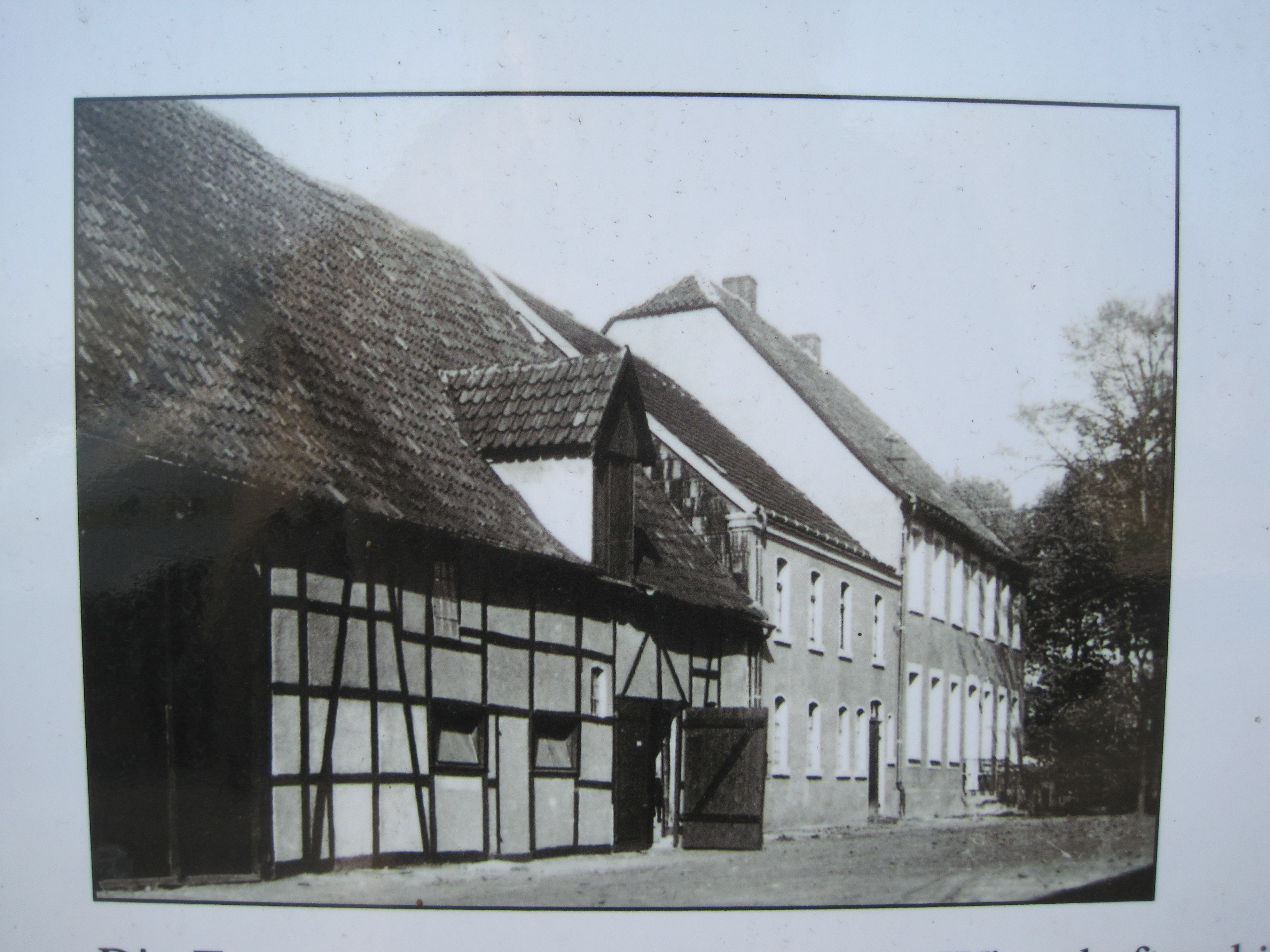
Nicht erhaltene Wirtschaftsgebäude auf der Vorburg Oktober 1931

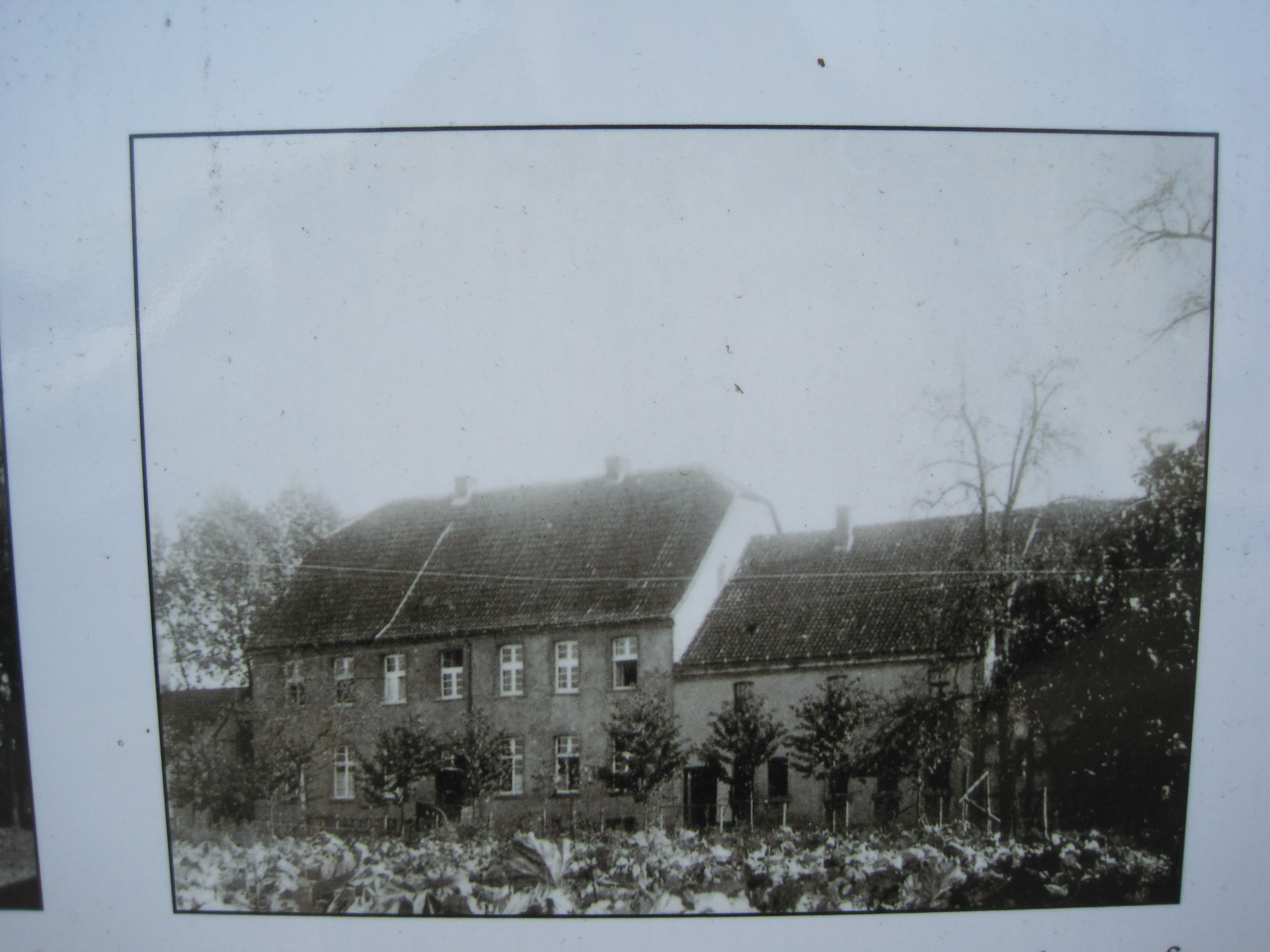
Nicht erhaltene Wirtschaftsgebäude auf der Vorburg Oktober 1931

Von 1819 bis 1935 (alternative Angabe: 1938) stand das Anwesen in Privatbesitz und steht heute im Eigentum der Stadt Hamm. Nach den Befreiungskriegen kaufte Domänenrentmeister und Major a. D. Johann Vorster das Areal. Er erwarb 1824 auch Haus Kentrop. 1851 wurden die fiskalischen Rechte mit 14.100 Talern abgelöst. Johann Vorsters Schwiegertochter, Witwe des Premierleutnants Wilhelm Vorster und spätere Frau Ferdinand Graevemeyers, verkaufte 1885 beide Besitzungen an den Besitzer von Haus Caldenhof, Richard Loeb († 1906). Dessen Sohn Otto Loeb († 1923) vermachte Haus Mark aufgrund des Gesetzes zur Auflösung von Familiengütern (Fideikommiss) nach dem Ersten Weltkrieg (1918) seiner Enkelin Gerda Brockmann, geb. Schwarz. Diese verkaufte es schließlich an die Stadt Hamm.
Bis in die 1930er Jahre war die Vorburg noch teilweise mit Wirtschaftsgebäuden besetzt.
In den Jahren 1973 und 1975 fanden Ausgrabungen statt, bei denen nur noch eine weitgehende Zerstörung der archäologischen Befunde festgestellt werden konnte. Damit ist eine der größten Motten in Westfalen dauerhaft der weiteren Erforschung entzogen.

### Oberhof Mark
Zur Burg gehörten der Oberhof Mark in der gleichnamigen Bauerschaft und alle von ihm abhängigen Unterhöfe. Dem Besitzer von Haus Mark stand folglich das Obereigentum an der gemeinen Mark zu, in der diese Höfe berechtigt waren. Das verlieh ihm das Recht, über den Markengrund zu verfügen.
Für alle auf Burg Mark gehaltenen Tiere bestand das Recht der Weidenutzung. Ferner stand den Herren der Burg das Fischereirecht im Geithebach (bis zum Dorfe Schmehausen) und in der Lippe zu. Niemand sonst durfte an diesen Gewässern fischen oder Enten bejagen (belegt für 1599). Auch die freie Taubenzucht oblag den Burgherren. Es wird berichtet, dass im Jahre 1567 einem Hammer Bürger, der das Verbot, Tauben zu schießen, missachtet hatte, zur Strafe das Gewehr abgenommen wurde. Die Besitzer des Hauses Mark hatten außerdem das Jagdrecht, nicht nur für die Hofesaat, sondern im ganzen Amt Hamm.

## Lage
Die Reste der Turmhügelburg Mark (auch Haus Mark genannt) liegen heute im Stadtgebiet von Hamm; das Dorf Mark wurde 1939 nach Hamm eingemeindet. Die Burgstätte liegt in der flachen Niederung der Ahse, und zwar nördlich der Einmündung des Geithe-Baches in die Ahse, deren Lauf jetzt kanalisiert ist.
Der Zugang zum Burghügel, auf dem sich einst die Vorburg von Burg Mark befand, erfolgt von Nordosten über einen 200 Meter langen Damm, über den ein Fuß- und Radweg verläuft. Dieser erreicht etwas nördlich des Dorfes und der Pfarrkirche St. Pankratius in der Mark die Landstraße Hamm-Soest (Soester Straße), die auf diesem Teilstrecke dem Talrand folgt.

## Historisches Erscheinungsbild

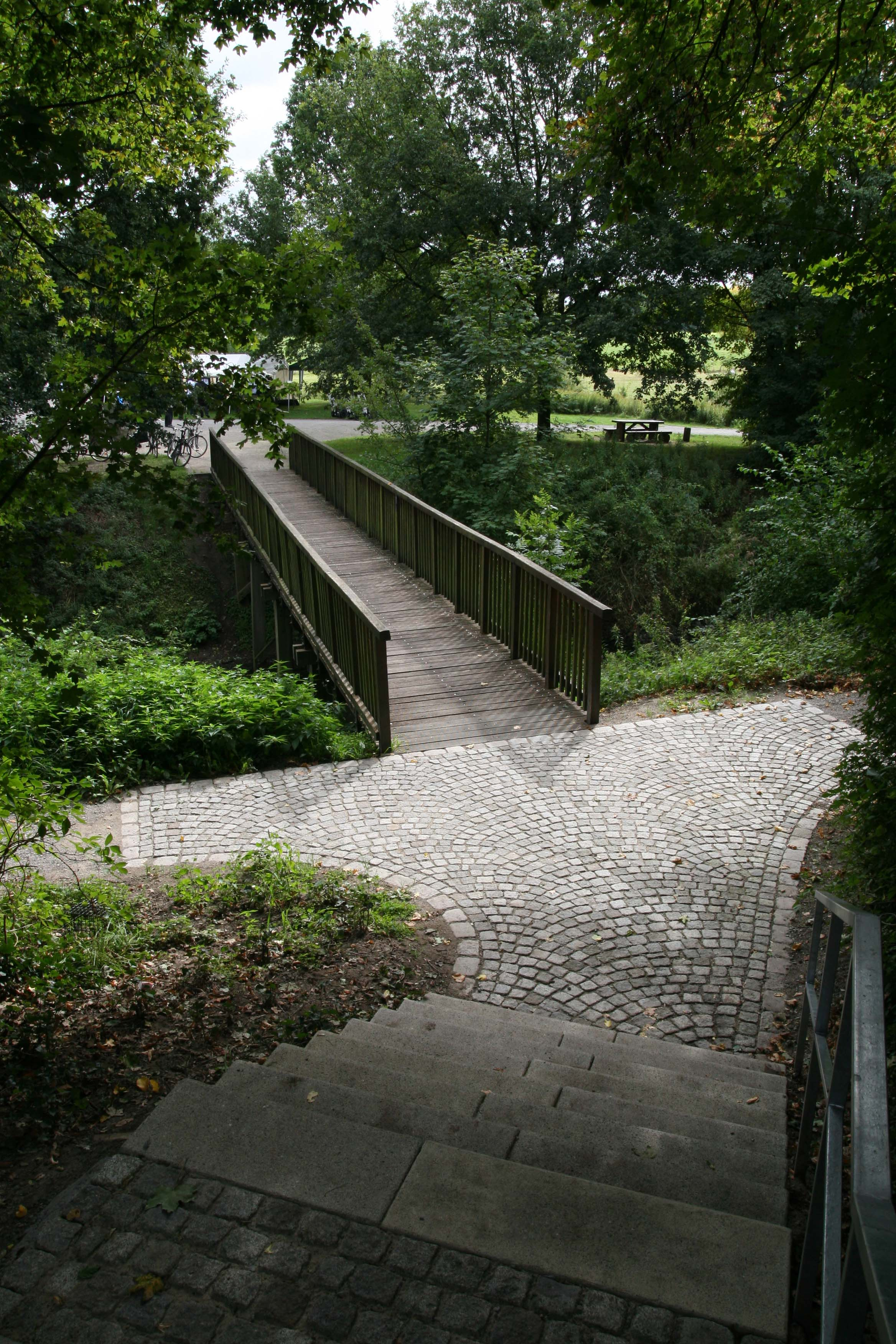
Treppe zwischen Vorburg und Hauptburg

Burg Mark war mit 200 Meter Gesamtlänge eine der größten Motten in Westfalen. Die Grafen von der Mark hatten sie zweiteilig angelegt. Neben der Hauptburg gab es eine Vorburg, die über einen ebenfalls 200 Meter langen Damm an die Straße Hamm – Soest in nordöstlicher Richtung angebunden war. Dieser Weg stellte den einzigen Zugang zur Burg dar. Er wurde am Außengraben durch einen Schlagbaum gesperrt. Über den Graben führte eine Brücke bis zum Binnenwall. Dort stand dann das vorderste Tor. Dahinter überquerte eine zweite Brücke den Binnengraben bis hin zum Haupttor, einem mächtigen Steinbau. Dieses wurde, wie schon das vorderste Tor, durch eine Zugbrücke besonders gesichert.
Haupt- und Vorburg waren von einer (heute verfüllten) Gräfte umgeben, die von einem flachen Erdwall gesäumt wurde. Dieser wurde später mit Hopfen und Gemüse bepflanzt und mit Getreide besät. Die Teilung des Geländes wurde durch einen Graben erreicht, in den die beiden Ringgräben zusammenliefen. Beide Teile waren von einer Mauer mit einem Wehrgang umgeben.
In der Nähe von Hamm und der Mark gibt es keine Steinbrüche, aus denen man Baumaterial für die Mauern hätte entnehmen können. Dennoch weisen die Gebäude Ausmaße auf, die auch angesichts des Erbauungszeitpunktes ungewöhnlich sind. Die Fassaden waren vermutlich weiß gekalkt, eine weitere Verstärkung des anscheinend ohnehin imposanten Gesamteindrucks der Burg.
Informationen über ältere Bauzustände ergeben sich aus insgesamt acht Karten. Diese waren vor dem Zweiten Weltkrieg im Katasteramt Arnsberg in einem 61 × 54 Zentimeter großen, acht Blätter beinhaltenden Atlas mit Abrissen der Pertinentien des Hoggräfflichen Haußes Mark zusammengefasst. Blatt 1 bis 7 wurde am 15. März 1688 von dem hiesigen beaideten Mathematicus Kuyper gezeichnet, während Blatt 8 im Jahre 1751 von dem Ingenieur Meinicke gefertigt wurde.
Im Übrigen ist ein Besichtigungsprotokoll von 1595 als wichtiges Zeugnis für die Baugestalt heranzuziehen.
Nach der Aufnahme aus dem Jahre 1688 und der sowohl von Lappe als auch von Flume wiedergegebenen, aus der Zeit um 1600 stammenden Beschreibung war das Burggelände von einem breiten Ringgraben und zwei ebenfalls von Gräben eingefassten hohen Wällen umgeben. Sämtliche Gräben standen miteinander in Verbindung und wurden von der Ahse und Geithe gespeist. Der noch 1688 vorhandene Schlagbaum, die beiden Zugbrücken und das steinerne Tor sind auf der Karte von 1751 verschwunden.

### Hauptburg

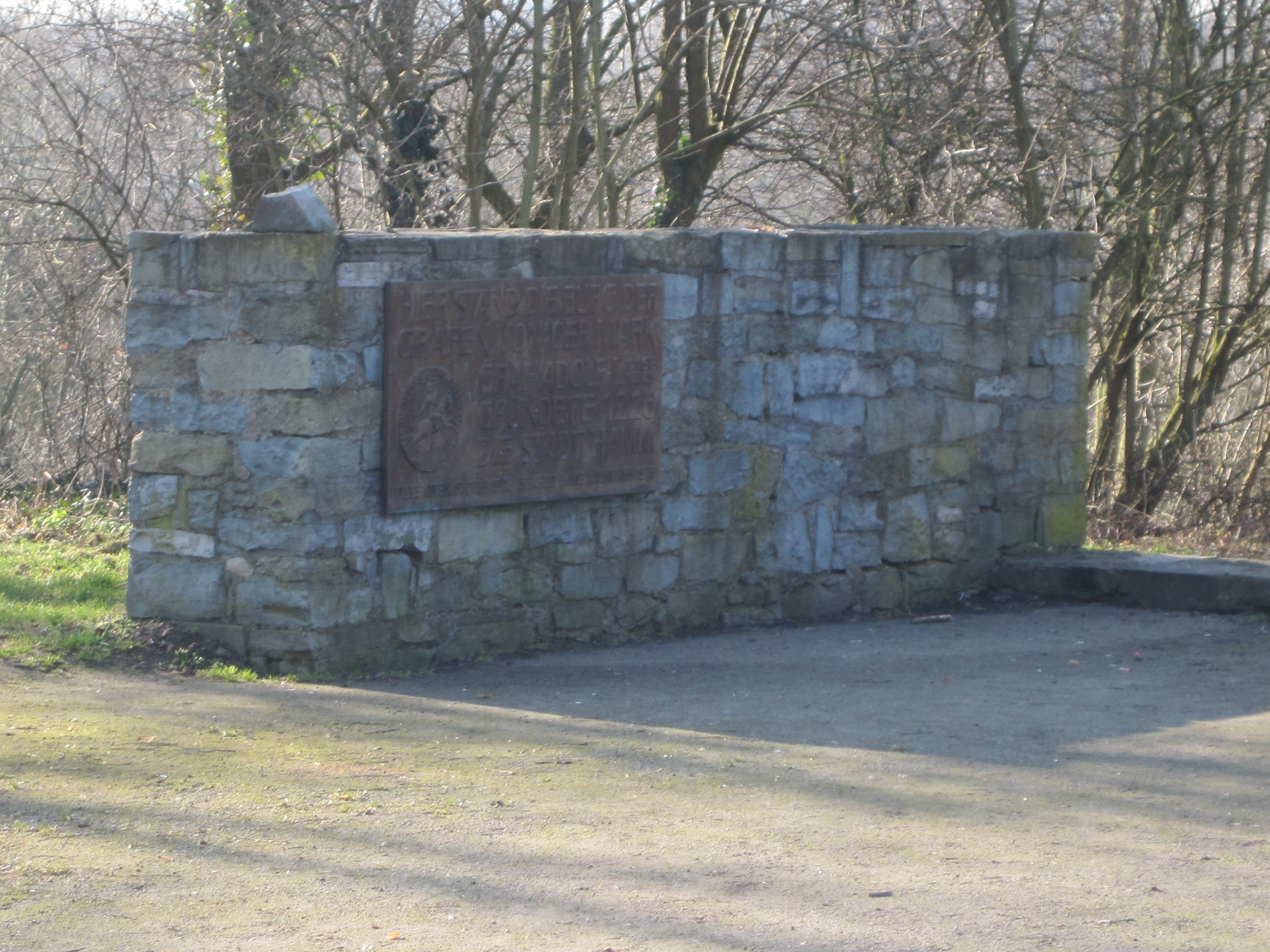
Burg Mark, Gedenkstein von 1976

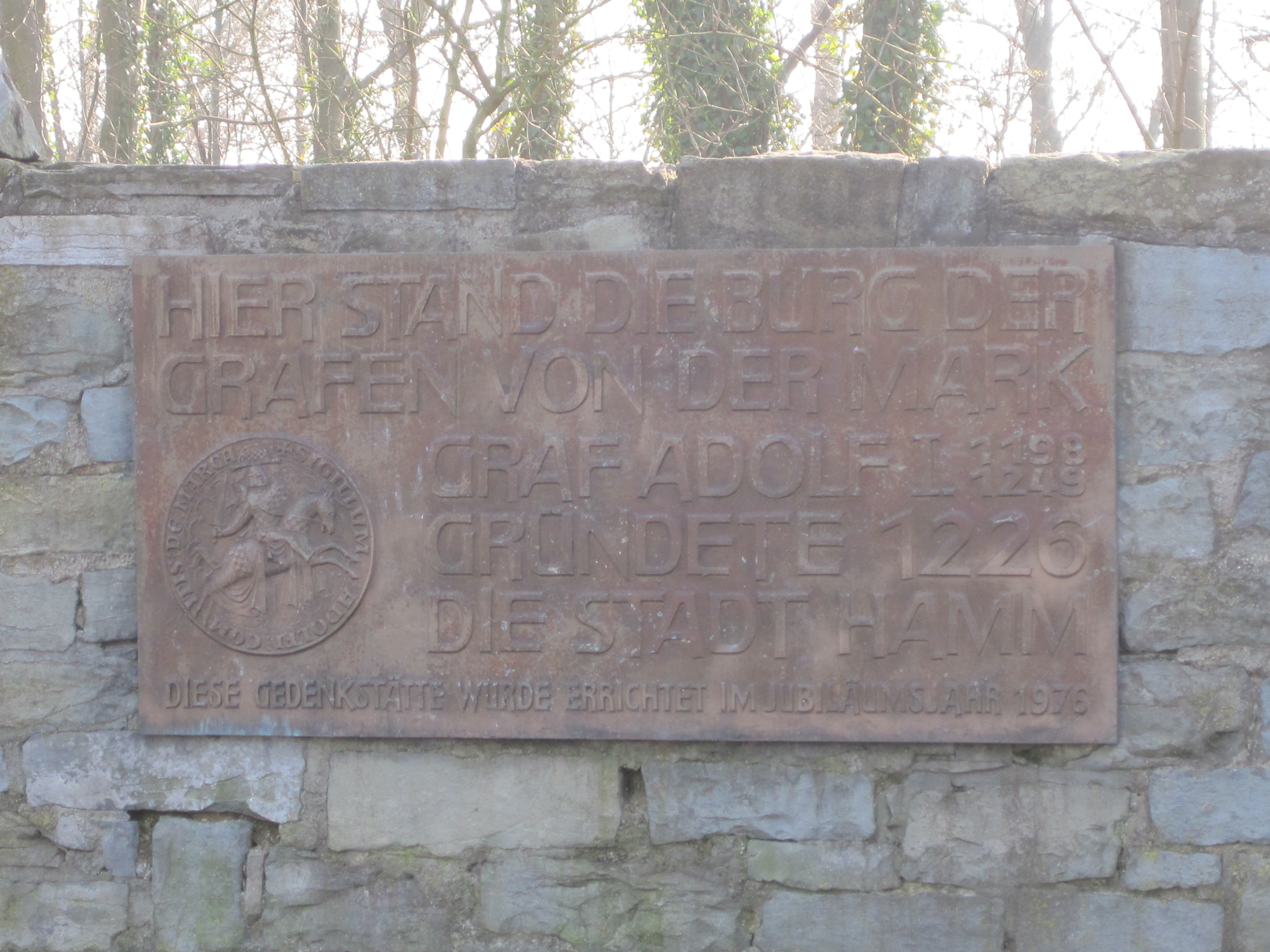
Burg Mark, Gedenkstein von 1976

Der Erdhügel der Hauptburg ist etwa sieben Meter hoch und hatte einen Durchmesser von 50 bis 60 Meter.
Es handelt sich um eine sogenannte Ringmantelburg. Wehranlagen dieser Bauart sind dadurch gekennzeichnet, dass der Hügelfuß der Hauptburg von einer Mauer umfasst ist. Die Gebäude lehnten sich im Innenbereich an die Ringmauer an. Beherrschender Bau der Hauptburg war ein zweigeschossiger, turmähnlicher Palas (Donjon) mit einer Grundfläche von 18,2 × 9,7 m (58 Fuß Länge, 31 Fuß Breite) im Südwesten der Anlage (das Wohngebäude). Bei der erwähnten Besichtigung der Burg im Jahre 1595 wurde dieses Bauwerk als der langhe Sadel bzw. unsers G. F. und Herrn sadell bezeichnet.
Nach dieser Beschreibung war der Palas von einem gewölbten Geschoss unterkellert, das allerdings schon zu diesem Zeitpunkt der Erneuerung bedurft hätte: Der muihrmeister aber sich beduncken laßen, weilln under diesem sattell ein hoher reisiger Stall und also ein hohes gewelffte (Gewölbe) woll solt ertragen muighen, das solchs bostendiger underwelbet mit XM (=10.000) backstein und 6 foihr klacks… In der Übersetzung bedeutet dies, dass der Palas ein hohes, gewölbtes Unter- oder Kellergeschoss besaß, das mit 10.000 Backsteinen unterwölbt werden sollte. Außerdem ist von einer holtzeren trappe (hölzernen Treppe) vor dem Palast die Rede. Außentreppen und Galerien aus Holz verbanden die beiden Geschosse des Palastes, die sich über dem gewölbten Untergeschoss erhoben. Uff dießem ubersten gemache befinden sich etzliche alte holtzeren gelieder, sunsten noch das ubrige paßierlich, die gallereien wie auch des gantzen haußes bäcker, dha Johan von der Reck einzuwohnen pflegen, sein (sind) gantz durchrennich und mußen mit niehen docken, vorstecken, Pfannen umbehangen werden…
Der Plan von 1688 zeigt neben dem Palas die Umfassungsmauer mit Wehrgang und zwei darin eingelassenen Türmen, von denen der östlichere ein Torhaus umfasst. Auf einem weiteren Plan von 1751 sind diese Gebäude der Hauptburg nicht mehr zu sehen; sie sind also wohl den Abbrucharbeiten des 18. Jahrhunderts zum Opfer gefallen. Zu dieser Zeit existierten lediglich noch Reste der Ringmauer und des östlichen Turms. Der westliche Bergfried ist vollständig verschwunden.
Das Torhaus befand sich im Ostturm, einem 12 × 9,5 m großen Gebäude auf der Ostseite der Hauptburg. Bei den Ausgrabungen wurde hier eine große Ausbruchgrube entdeckt, die früher den Zugang zur Hauptburg darstellte. Die Ringmantelmauer war – nach der Breite der Ausbruchsgruben zu schließen – etwa 1,5 bis 2,0 Meter breit. Die Mauer hatte man in die Ausschüttung des Hügels gesetzt. Im Zuge der Bauarbeiten ist sie teilweise von außen angeschüttet worden.
Holzgebäude waren während der archäologischen Grabungen nicht mehr nachweisbar, deshalb sind die Aussagen über den Aufbau der Hauptburg unvollständig.

### Vorburg

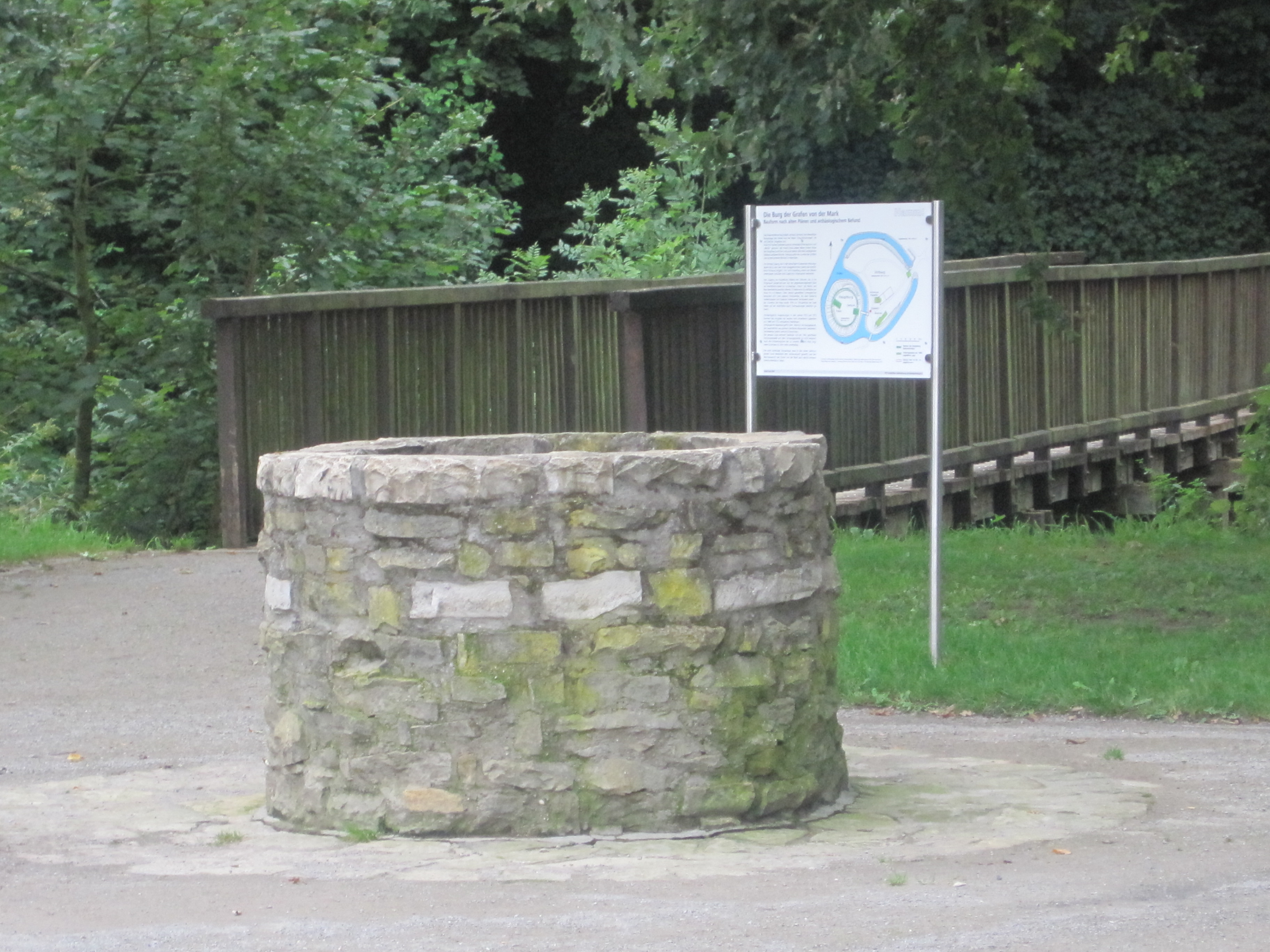
Brunnen auf der Vorburg

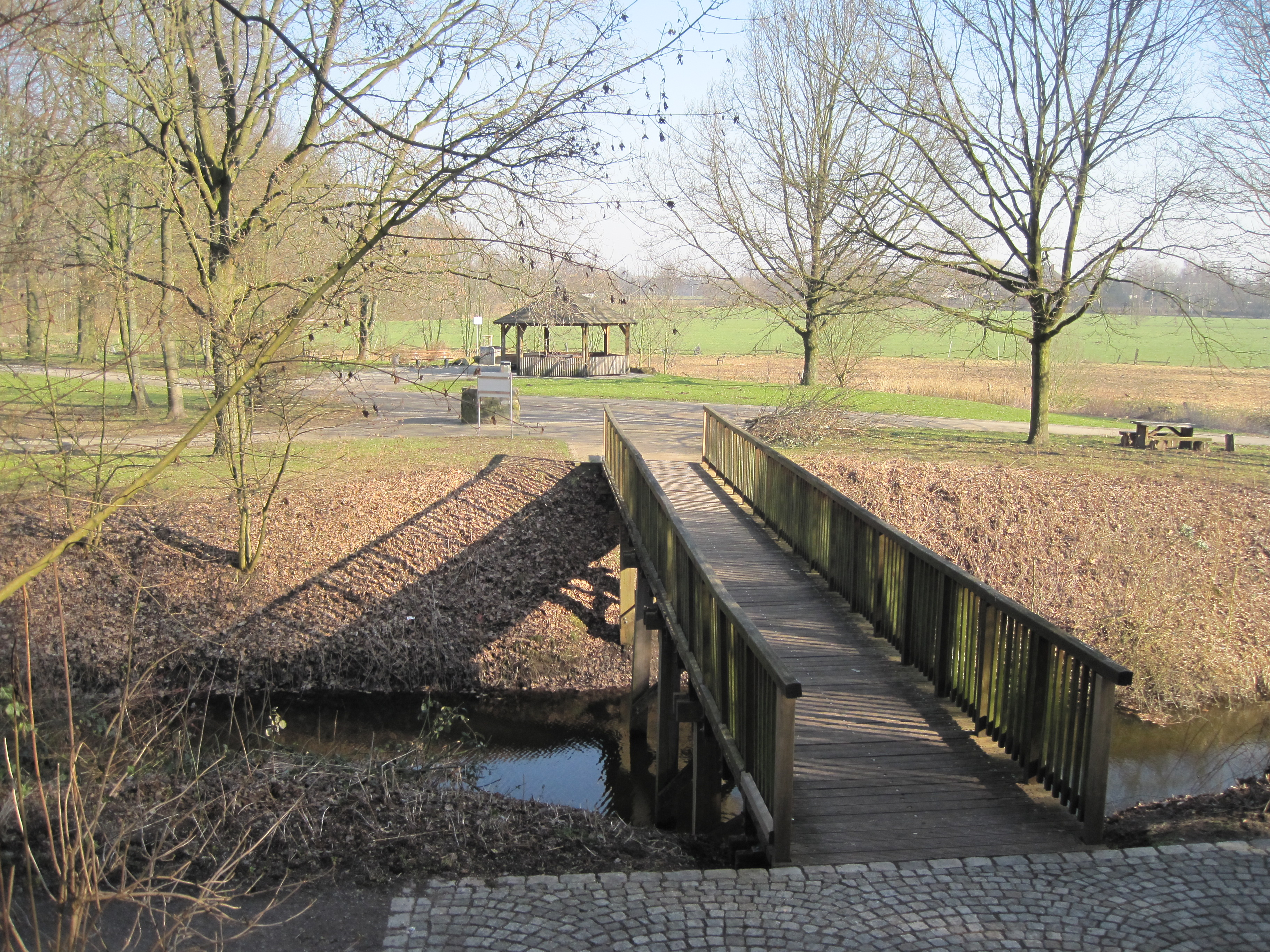
Binnengräfte, Brücke, Brunnen und Pavillon auf der Vorburg mit Blick aus Richtung Treppe zur Hauptburg

Die Vorburg hat einen unregelmäßig-ovalen Grundriss und misst etwa 140 × 100 m. Sie lag zwei Meter über dem Gelände und schloss sich nordöstlich an die Hauptburg an. Beide Anlagen wurden durch eine hölzerne Brücke miteinander verbunden. Die Pfähle dieser Brücke wurden im Rahmen der archäologischen Ausgrabungen gefunden.
Im Gegensatz zur mehrgeschossigen, sieben Meter hohen Hauptburg erreichte die Vorburg lediglich eine Höhe von zwei Meter. Auch die Vorburg war von einer Mauer umschlossen.
Über die spätmittelalterliche Bebauung ist wenig bekannt. Die ältere Karte nennt einige der Gebäude, allerdings ist sie in geodätischer Hinsicht nicht besonders genau. Auf der Vorburg ist ein Tor mit Zugbrücke zu sehen. Ein zweiteiliges Wirtschaftsgebäude liegt im Süden der Anlage, der lange Stall mit 102 Fuß Länge und 24 Fuß Breite. Es war aus Backsteinen erbaut und nutzte die Südmauer der Burg als Wand.
Nördlich davon ist eine Kapelle eingezeichnet, wohl die 1442 gestiftete Antoniuskapelle, die als eines der wenigen Gebäude der Burg Mark für das Jahre 1595 urkundlich verbrieft ist. Sie war 49 Fuß lang und 24 Fuß hoch. Eine Kapelle gab es hier schon in mittelalterlichen Zusammenhängen, damit die Verteidiger in Kriegszeiten nicht gezwungen waren, die benachbarte Pfarrkirche zu besuchen und sich so der Gefahr einer Gefangennahme auszusetzen. Auf der Karte von 1688 ist die Kapelle noch verzeichnet; auf der von 1751 ist sie nicht mehr zu finden.
Zwischen Stall und Burgkapelle standen die Wirtschaftsgebäude (Wohnhaus des Pächters, Scheune, Stallungen usw.), zu denen die einstigen Unterkünfte der Burgmannen im Laufe der Zeit ausgebaut worden waren. 1751 waren auf der Vorburg nur noch der „lange Stall“ und zwei andere Wirtschaftsgebäude erhalten.
Südlich eines Turmes führte ein Zugang über den Scheidungsgraben zur Hauptburg, die nach der erhöhten Lage auch der Oberpfalz genannt wurde.
Ein zweiter Turm ist in die Ringmauer eingelassen.
Die jüngere Bebauung zeichnet sich in den Plänen von 1688 und 1751 deutlich ab. Auf der Karte von 1751 sind auf dem südlichen Rand der Vorburg Wirtschaftsgebäude zu erkennen. Die innere Gräfte war da bereits zugeschüttet.
Der steinerne Brunnen auf der Vorburg, der dort heute noch besichtigt werden kann, ist für das 19. Jahrhundert nachgewiesen, sein genauer Entstehungszeitpunkt ist ungeklärt.
Das nordwestlich der Vorburg gelegene Gelände wurde 1751 als der alte Garten bezeichnet, und zwar im Gegensatz zu dem großen Garten im Nordteil der Vorburg. Das gleiche Gelände erscheint auf der älteren Karte als der Große Garten so anizto geplüget wirt. Es dürfte sich demnach um den mittelalterlichen Küchengarten der Burg gehandelt haben.
Die Beschreibung von 1595 erwähnt das Vorburgtor, indt vierkanthe mit steinernen auffgemuhrt; einen langen Stall, der aus Ziegeln errichtet und auf die südliche Umfassungsmauer der Vorburg aufgesetzt ist, 102 Fuß lang, 24 Fuß breit, aber bereits umgestürzt; ferner nördlich davon die Kapelle, 47 Fuß lang, 24 Fuß hoch.

### Gräben und Gräften

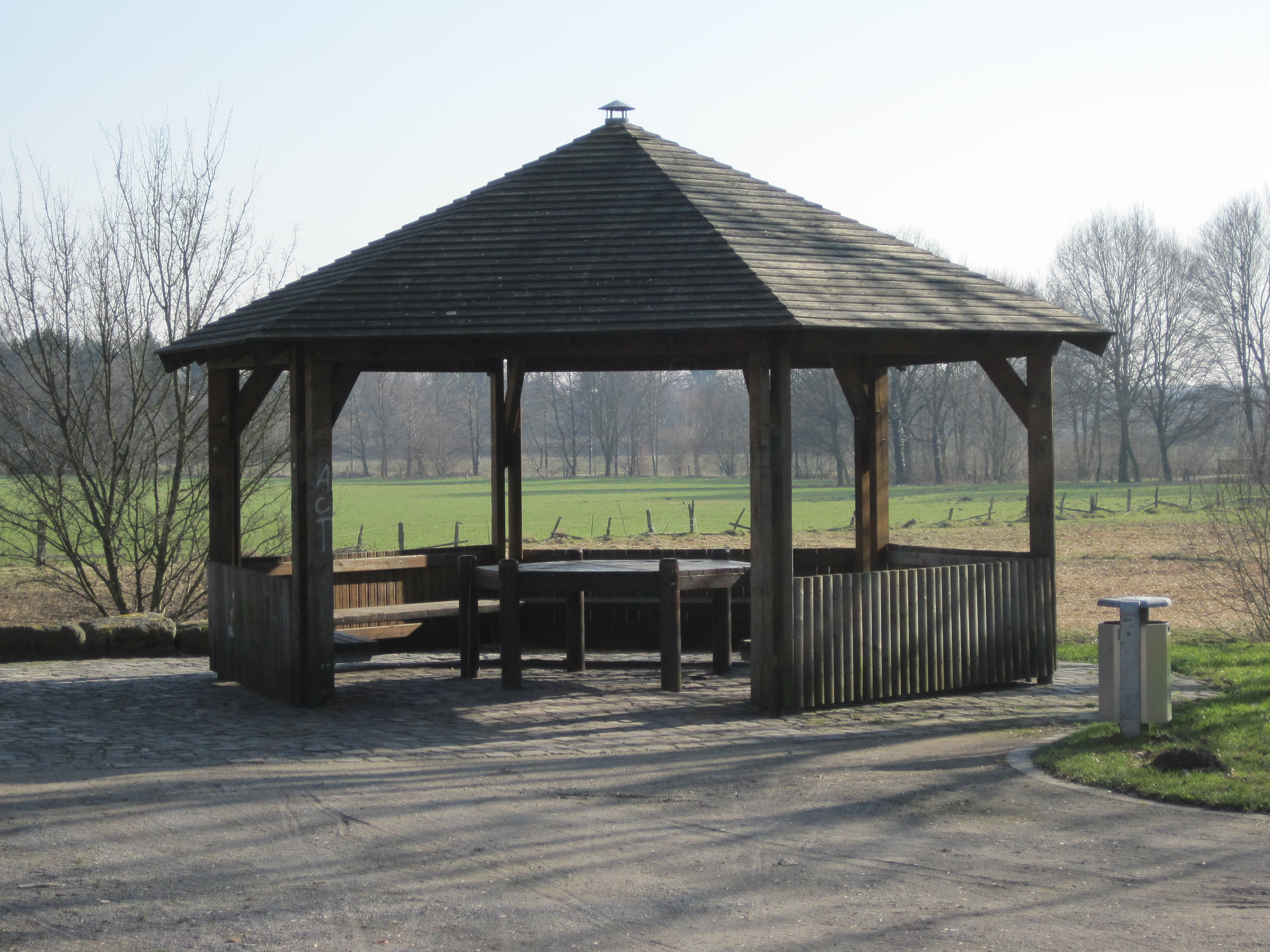
Holzpavillon auf der Vorburg

Der Haupt-Graben ist von einem äußeren Wall umgeben. Um diesen wiederum verläuft ein schmaler, zumeist doppelter Graben, der auf der Südseite einen Weg einfasst. Der Doppelgraben ist augenscheinlich keine Gräfte. Er erinnert vielmehr an die Entwässerungsgräben, die zwischen den Koppeln verlaufen. Auf der älteren Karte ist der Doppelgraben unter der Signatur 14 genannt: der andere Wal umb dem Hause worüber ein fußpfat geht.

## Heutiger Zustand

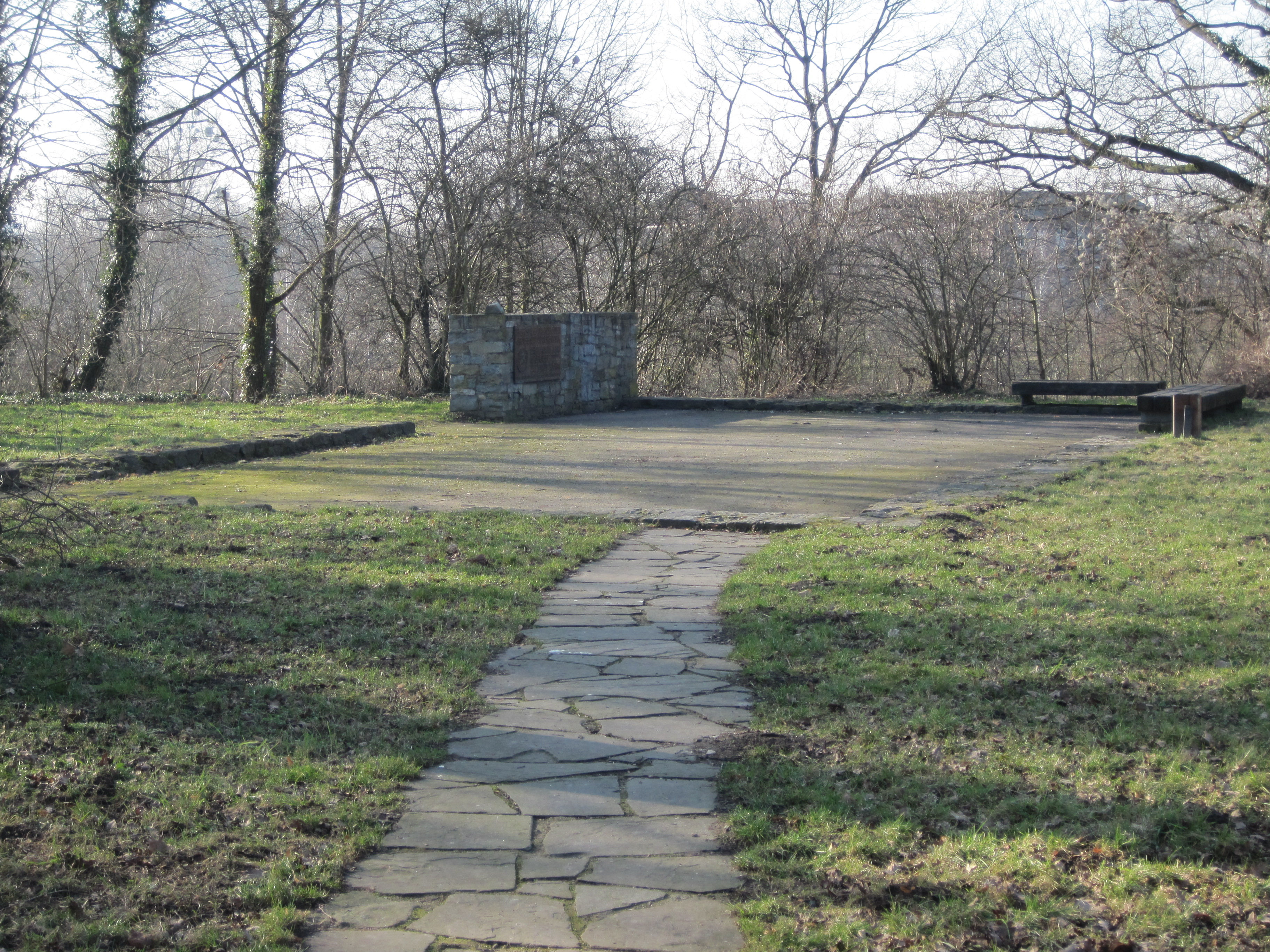
Nicht erhaltener Palas auf Burg Mark, Bodenmarkierung auf der Hauptburg

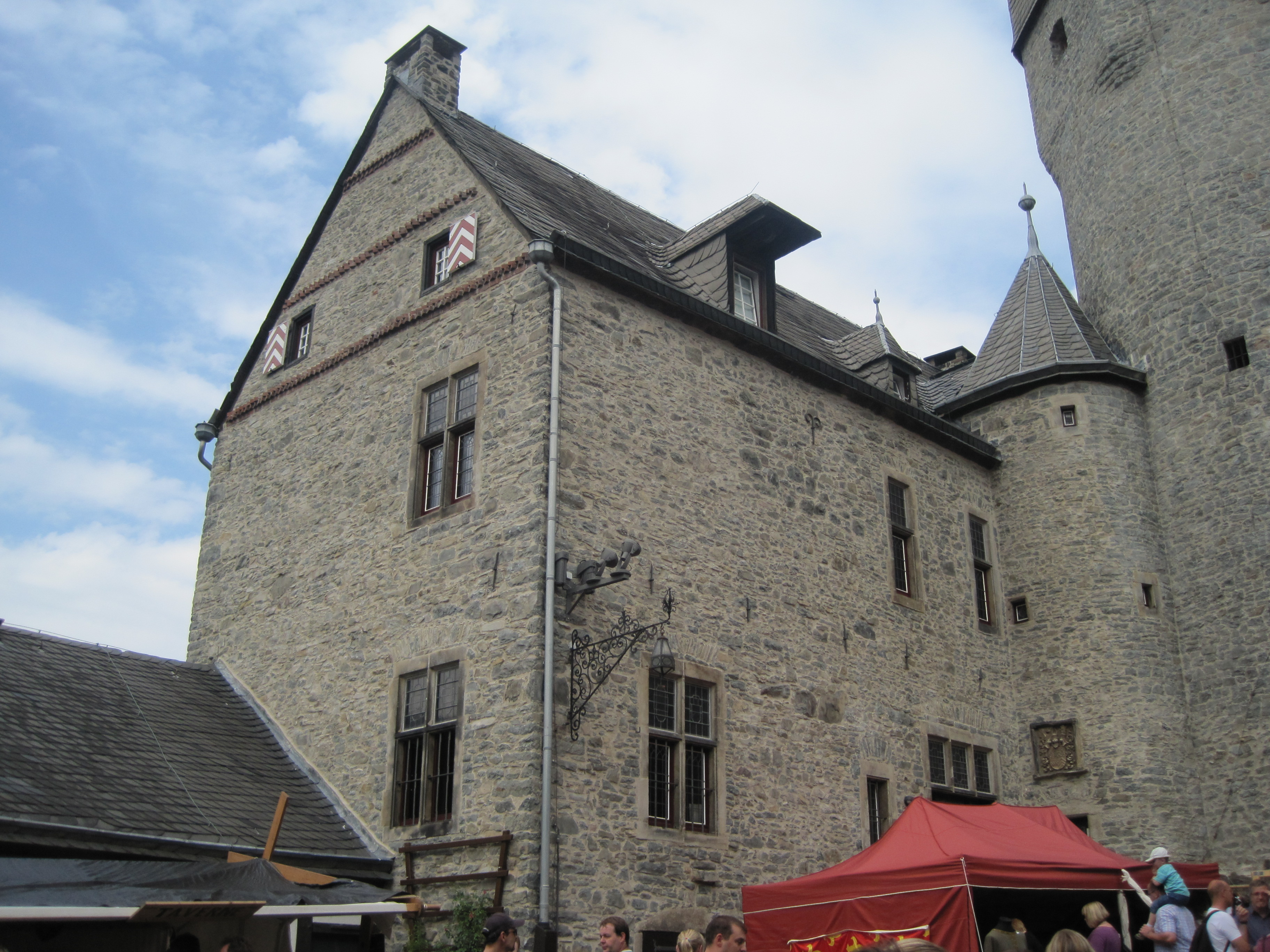
Palas auf der ebenfalls von den Grafen von der Mark erbauten Burg Altena, mit einiger Wahrscheinlichkeit bis auf die fehlende Außentreppe baugleich mit dem nicht erhaltenen Palas auf Burg Mark

Burg Mark ist heute ein wichtiges Denkmal westfälischer Landes- und Kulturgeschichte. Der Burghügel und sein Umfeld sind als Naherholungsgebiet ausgelegt. Der gegenwärtige Zustand der Anlage entspricht im Wesentlichen derjenigen, die im Urkataster von 1828 dargestellt ist. Bombentrichter und Ausbaggerung der Gräfte zur Anlage einer Fischzucht bilden jüngere Veränderungen des Geländes.
Die derzeitige Anlage ist ein Park, der von den ehemaligen Gräften der Hauptburg (Motte) und der Wirtschafts- bzw. Vorburg umschlossen wird. Eine etwa ovale Gräfte umgibt beide Burgteile. Die kleinere, kreisrunde Hauptburg wird zusätzlich durch einen weiteren, teilweise zugeschütteten Graben aus dem Oval geschnitten. Das Gelände der Vorburg liegt heute etwa 2 m oberhalb der umliegenden Wiesenlandschaft. Die Plattform des kegelstumpfförmigen Hauptburg-Hügels befindet sich gut 7 m über dem Umland. Die Burganlage ist damit dem Typ der Motte zuzuweisen und gilt als die größte und besterhaltene Motte Westfalens. Rings um die ovale Gräfte ist noch heute ein stark verschliffener Wallrest erhalten, der sich etwa einen halben Meter über das umliegende Gelände erhebt.
Das Areal der Vorburg ist mit Bäumen bewachsen. Hier findet sich ein historischer Brunnenschacht, der unter Zuhilfenahme von Resten eines in der Stadt Hamm gefundenen Brunnens rekonstruiert werden konnte. Ein Holzpavillon steht Wanderern und Radfahrern zur Verfügung; die umliegende, gepflasterte Fläche kann zudem als Grillplatz verwendet werden. Von der mittelalterlichen Bebauung ist so gut wie nichts mehr erhalten.
Eine Holzbrücke und die sich anschließende Holztreppe führen zum ehemaligen Innenhof der Hauptburg hinauf. Dort ist der mit dem Zirkel gezeichnete Kranz einer Ringmauer nebst einem Turm sichtbar. Der Platz zwischen den Mauern wird von Bäumen bewachsen.
Nach den Ergebnissen der Ausgrabungen in den Jahren 1973 und 1975 wurde im Jubiläumsjahr 1976, als Hamm sein 750-jähriges Jubiläum feierte, auf der Motte die ungefähre Lage des als Palas (möglicherweise auch Donjon) interpretierten Gebäudes durch Mauerwerk im Boden kenntlich gemacht. Daneben findet sich Gedenkstein, der 1976 aufgemauert wurde. Es wurde außerdem eine Gedenktafel errichtet.
Im Jahre 2009 wurde seitens der Bezirksvertretung von Hamm-Uentrop mit Hilfe von Sponsorengeldern der Eingangsbereich und die Treppe der Motte neu gestaltet. Neue Hinweistafeln informieren die Besucher der Parkanlagen über den historischen Ort.

## Weiterentwicklung der Nutzung

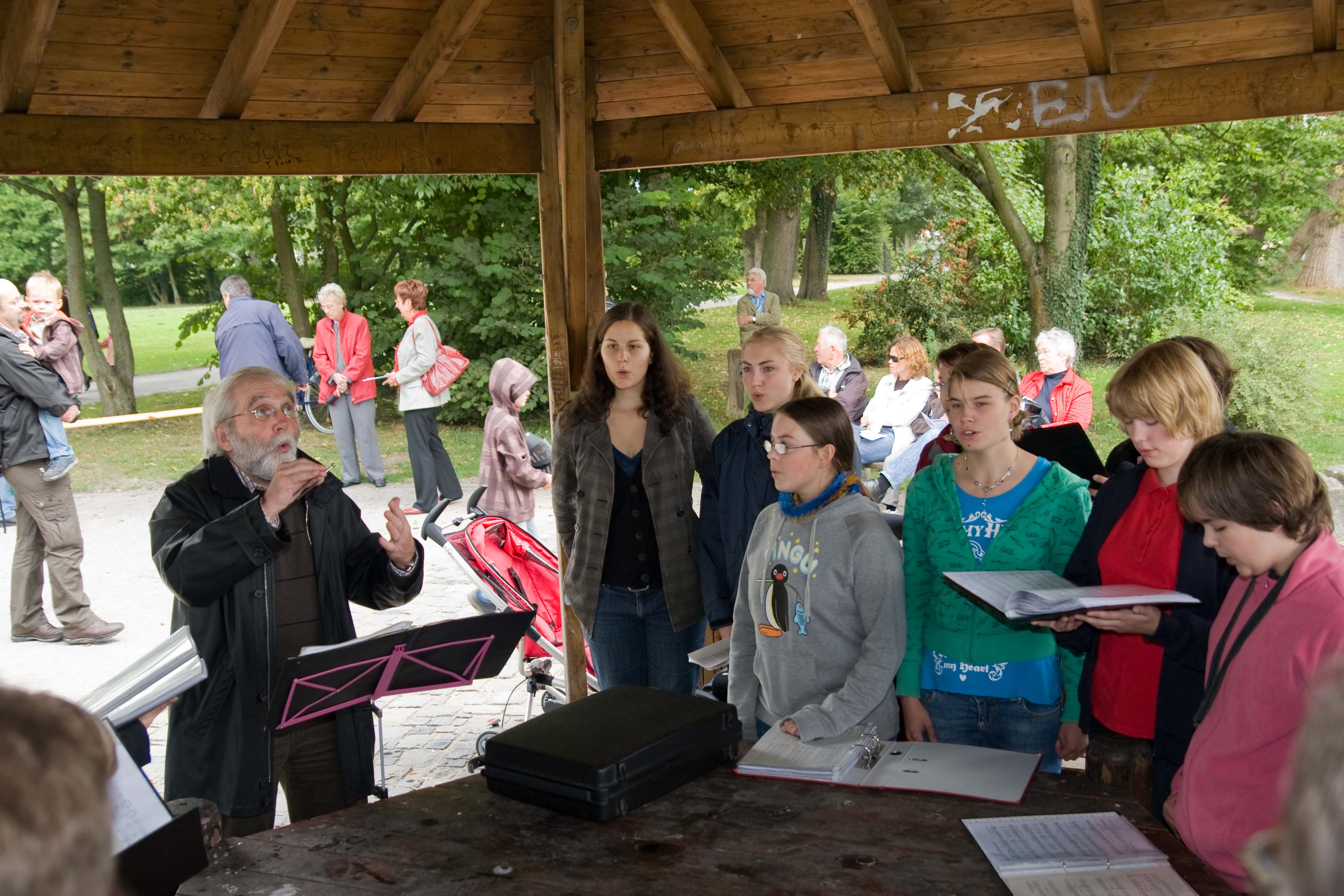
Der Chor Cantate'86 bei der Gestaltung des Tags des offenen Denkmals am 14. September 2009 auf dem Burghügel Mark

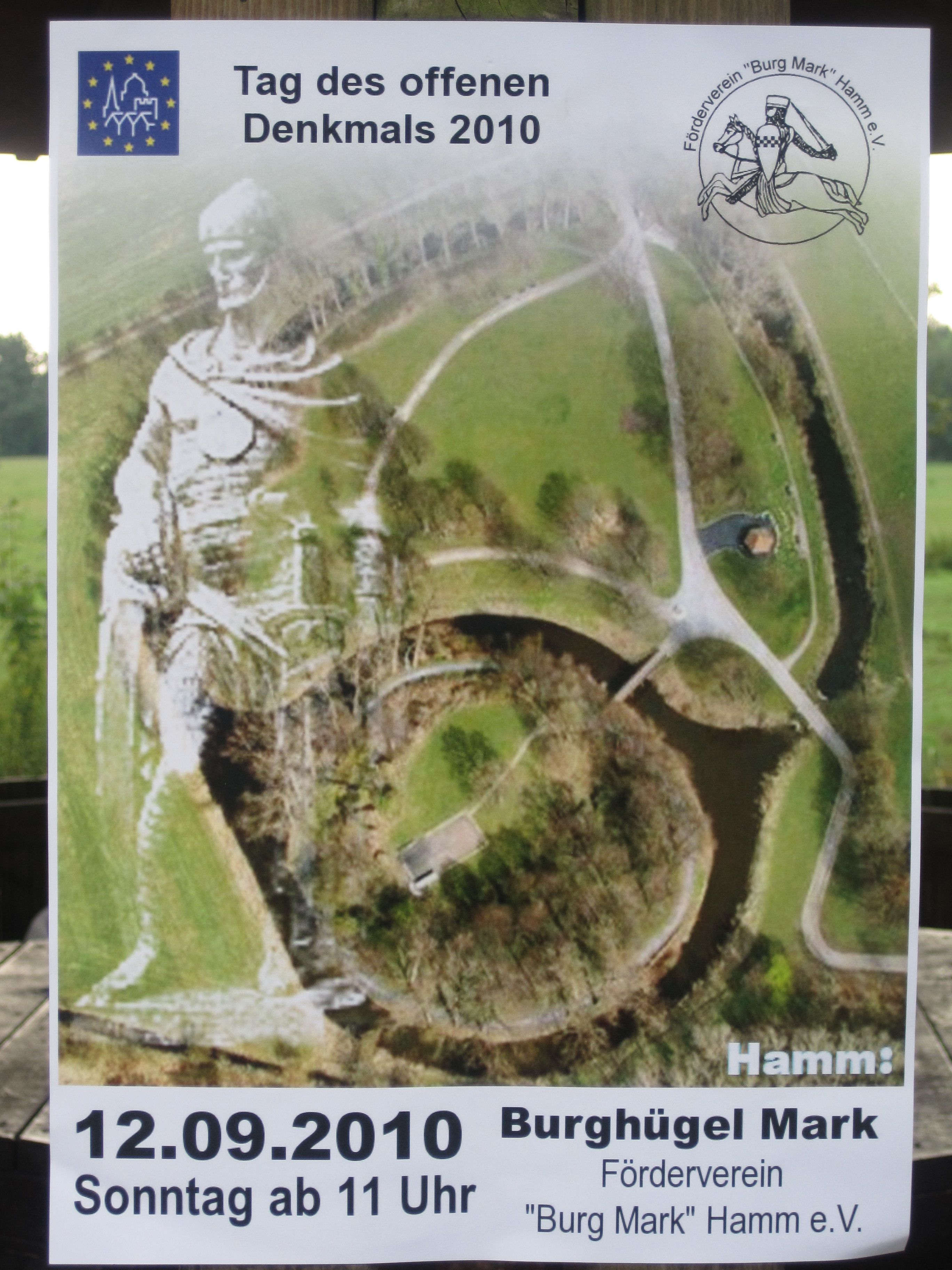
Plakat zum Tag des offenen Denkmals, 12. September 2010

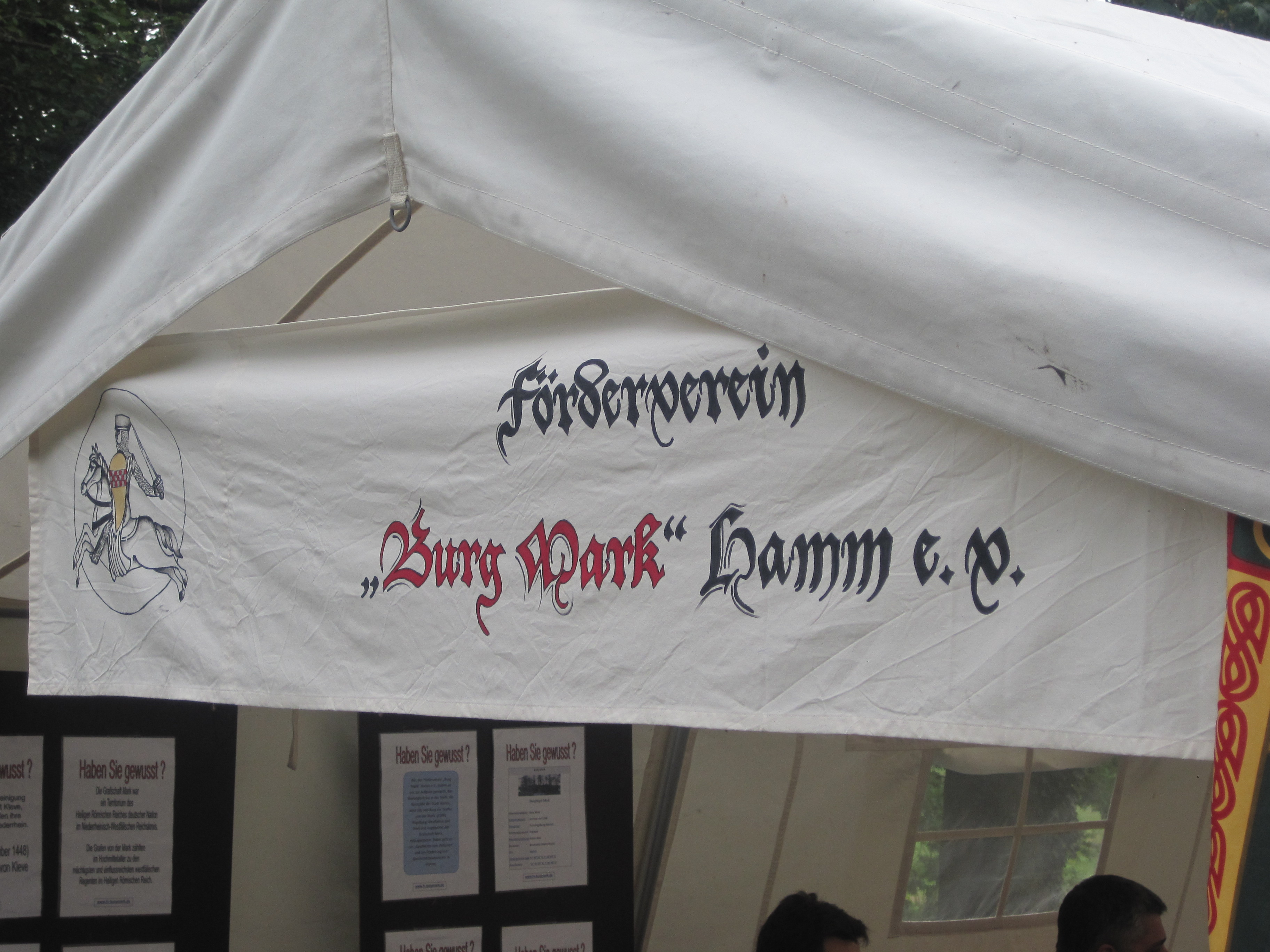
Banner des Fördervereins „Burg Mark“ Hamm e. V.

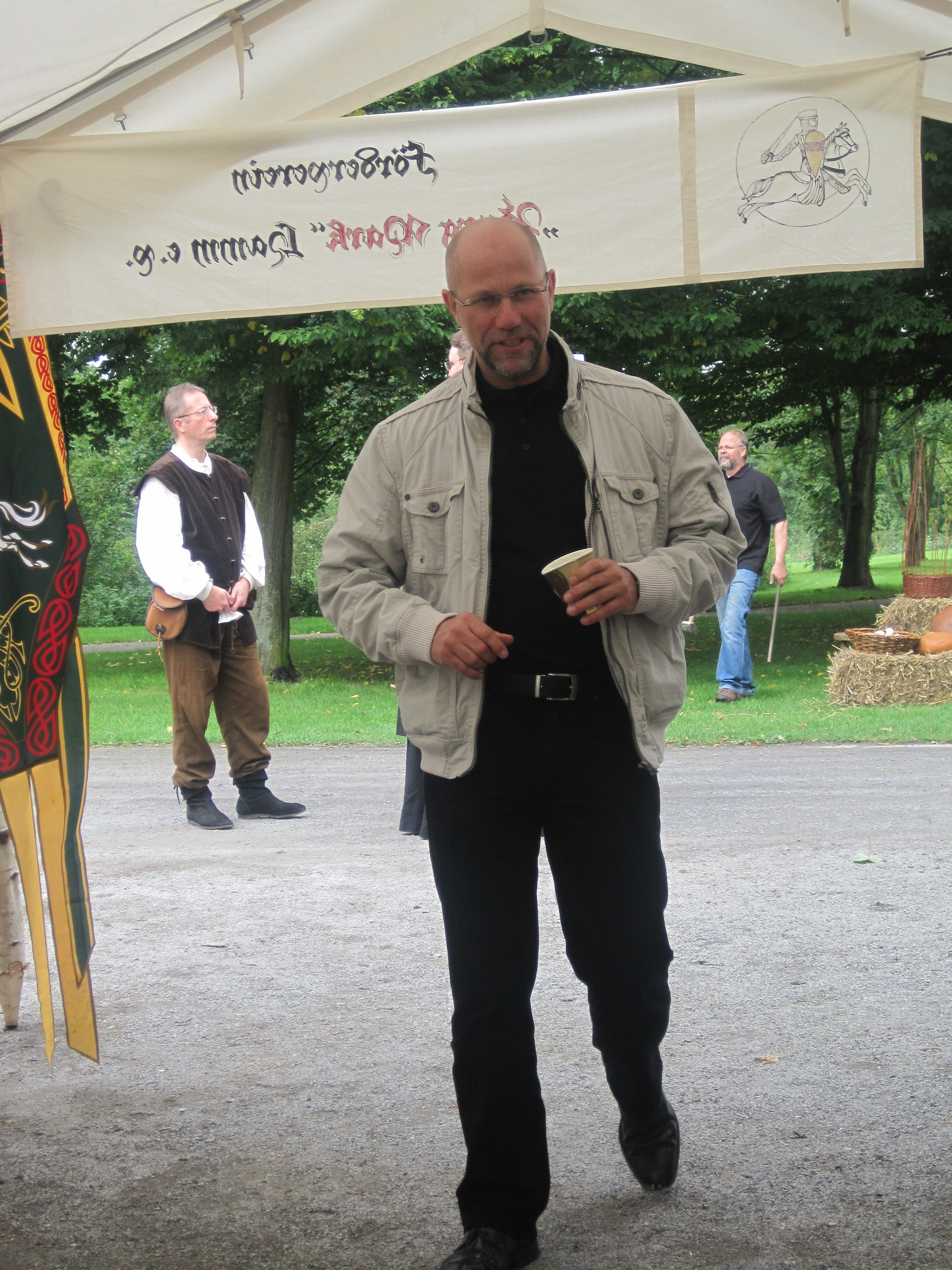
Förderverein „Burg Hamm“ Hamm e. V., Gründer und Vorsitzender Uwe Richert

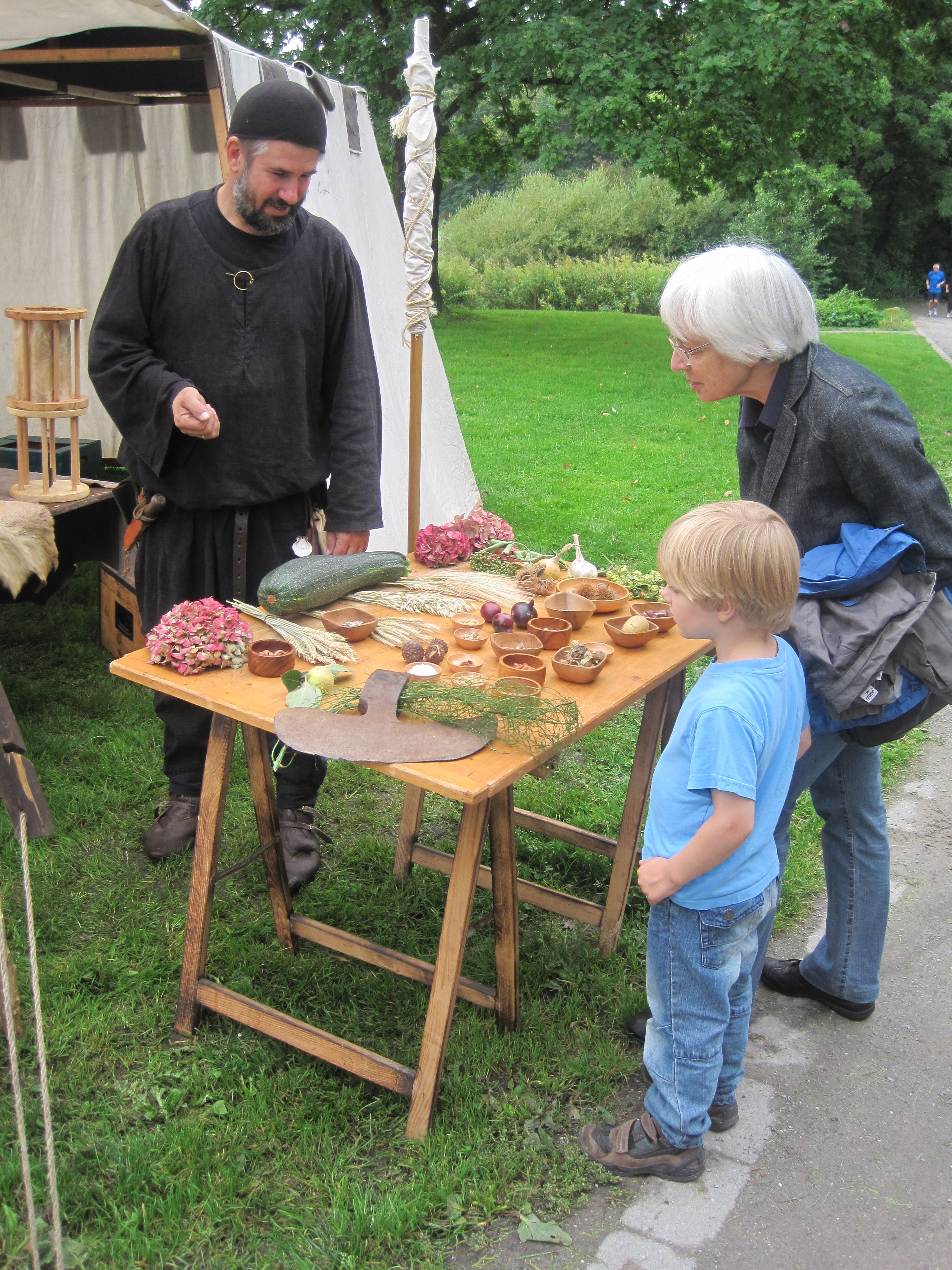
Tag des offenen Denkmals 2010, Stand der „Templer Comthurey Mark“

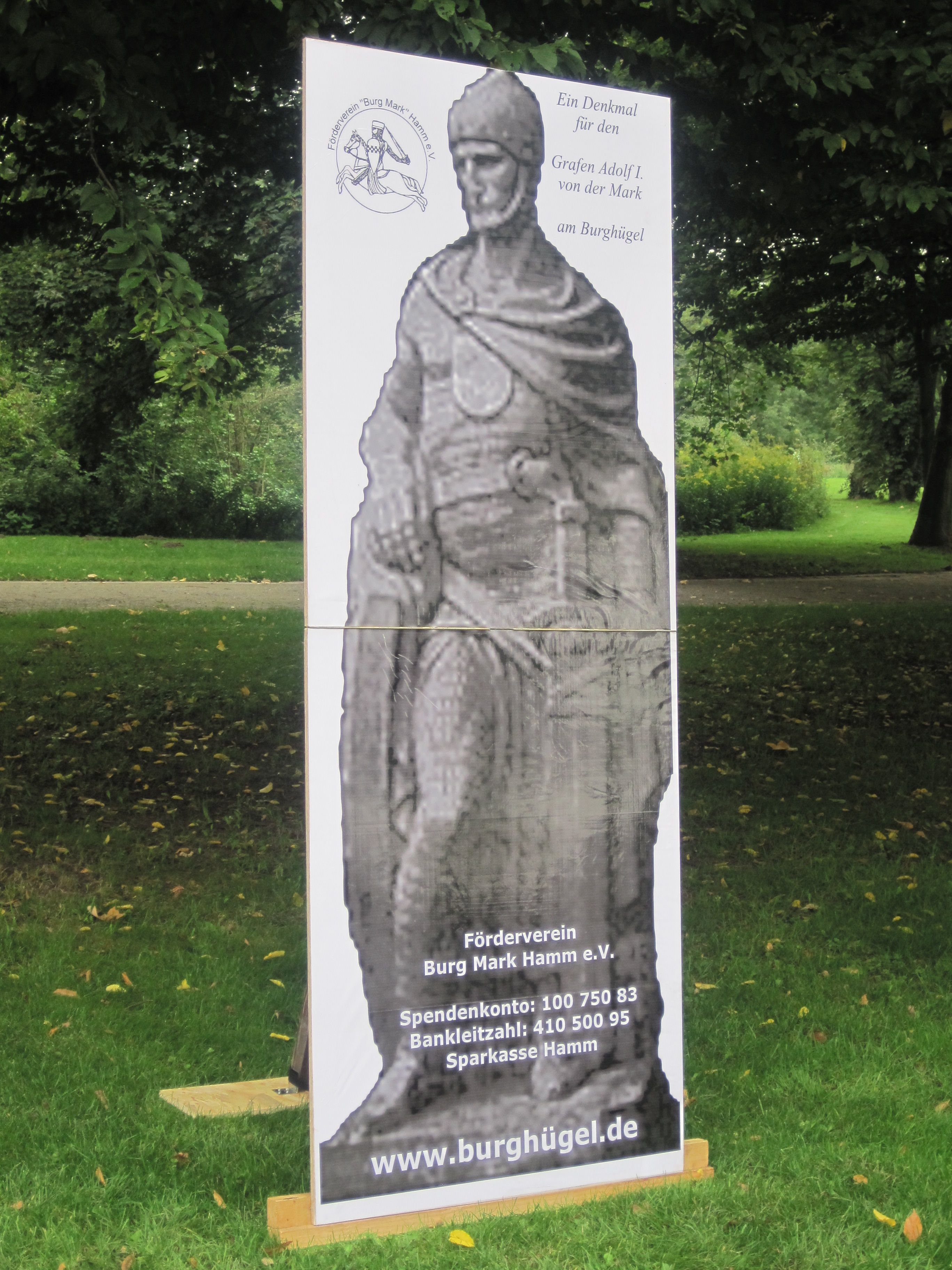
Tag des offenen Denkmals 2010, Infotafel zur geplanten Statue des Stadtgründer Adolf I. von der Mark, gefertigt nach dem Vorbild des Nagelgrafen von Leopold Fleischhacker

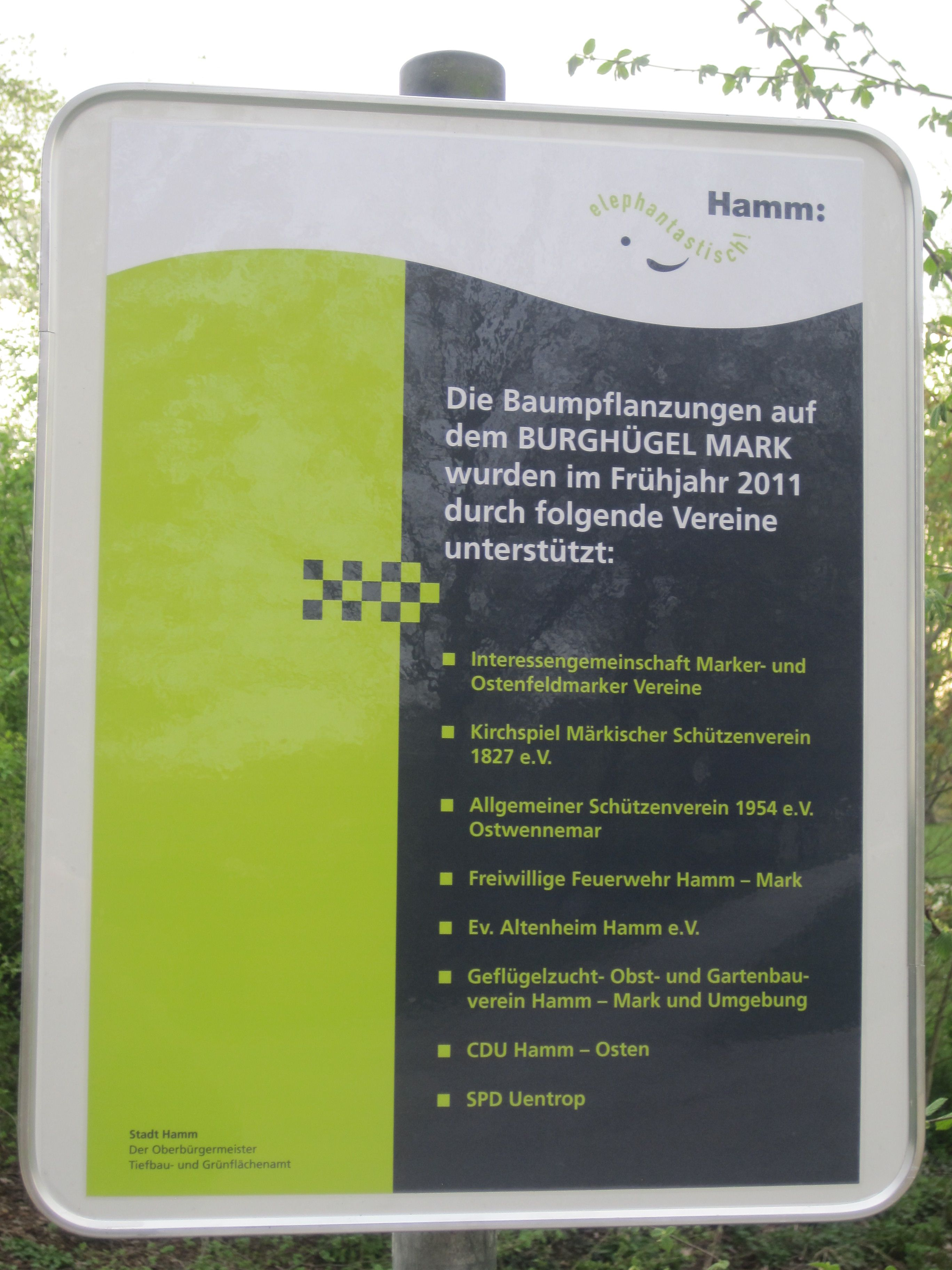
Neue Informationstafel auf dem Burghügel Mark zu den Baumneupflanzungen. Die Spende des Fördervereins „Burg Mark“ Hamm e. V. in Höhe von 1000 Euro wurde dabei anscheinend vergessen.

Der Burghügel steht nur sehr eingeschränkt als Veranstaltungsfläche zur Verfügung. Grundsätzlich sind nur solche Aktivitäten möglich, die die Eigenschaft des Burghügels als Bodendenkmal nicht gefährden. Für größere Veranstaltungen fehlt es zudem an der nötigen Infrastruktur (Strom-, Wasser- und Abwasserleitungen sowie Toilettenanlagen), die durch entsprechende mobile Lösungen ersetzt werden müssten. Da die Stadtverwaltung hierbei jedoch das Auftreten von Flurschäden befürchtet, etwa im Rahmen der Anlieferung der benötigten Anlagen durch Lastfahrzeuge, ergeht hierfür in der Regel keine Genehmigung.
Die Nutzung des Burghügels beschränkt sich entsprechend auf Traditionsveranstaltungen. Hierzu gehört der einmal jährlich stattfindende Tag des offenen Denkmals, der ökumenische Gottesdienst des Schützenvereins Hamm-Mark sowie Abiturfeierlichkeiten. Der Burghügel wird als Parkanlage genutzt und von verschiedenen Rad- und Wanderwegen gekreuzt.
Im Übrigen wurde das Gelände von Stadt und Hammer Bürgern lange Zeit wenig beachtet. Die abgelegene Lage des Burghügels und die fehlende Beleuchtung des im Schatten hoher Bäume gelegenen Areals haben in der Vergangenheit wiederholt zu Sicherheits- und Sauberkeitsproblemen geführt. Hier sind vor allem nächtlicher Vandalismus und unkontrolliert weggeworfener Abfall zu nennen.
Im Jahre 2007 formierte sich die Bürgerinteressengemeinschaft Burg Graf Adolf von der Mark, die eine weitergehende Nutzung des Burghügelareals anregte. Ihre ursprüngliche Idee, auf dem Gelände eine Rekonstruktion von Burg Mark anzulegen, musste bald fallengelassen werden. Das mangelnde Wissen über den mittelalterlichen Bauzustand der Burg verbietet eine exakte Rekonstruktion, darüber hinaus würde eine solche Nutzung der Bodensdenkmaleigenschaft des Burghügels widersprechen, dessen Schutz auch die Bürgerinteressengemeinschaft beabsichtigte.
Am 27. Juni 2008 wurde die Bürgerinteressengemeinschaft in den Förderverein „Burg Mark“ Hamm e. V. überführt. Zweck des Vereins ist die Neugestaltung und Aufwertung des Bodendenkmals und der Parkanlage um den Burghügel, die Förderung des Geschichtsbewusstseins (Stadtgeschichte und Stadtgründung der Stadt Hamm), die Pflege des Bodendenkmals „Burghügel Mark“ sowie die Förderung des kulturellen und gesellschaftlichen Zusammenlebens der Bürger der Stadt Hamm.
Der Förderverein unter seinen Gründern und Vorsitzenden Uwe Richert und André Wolter eröffnete einen Dialog zwischen den Hammer Bürgern und der Stadt Hamm über die künftige Nutzung des Burghügels. In der Folge wurden erstmals seit Jahren wieder gestalterische Maßnahmen am Burghügel durchgeführt. Es gelang der Stadt, namentlich der Bezirksvertretung Hamm-Uentrop unter Bezirksvorsteher Björn Pförtzsch, Sponsoren zu finden, die die Erneuerung der Treppe zwischen Vor- und Hauptburg sowie weiterführende Informationstafeln finanzierten. Die Bauarbeiten wurden im Herbst des Jahres 2009 umgesetzt.
Im Februar 2010 musste unter dem Gesichtspunkt der Verkehrssicherheit der alte Pappelbestand des Burghügels entfernt werden. Gesetzesvorgaben, für entsprechenden Ersatz zu sorgen, aber auch die anschließende intensive Debatte in der lokalen Presse gaben Anlass, die weitere Gestaltung des Burghügels in einem erweiterten Kreis zu beratschlagen. Im Mai 2010 trat der Arbeitskreis Burghügel Mark zusammen, bestehend aus Politikern und Verwaltungsmitarbeitern, Ortsheimatpflegern, Vertretern der Marker und Ostenfeldmarker Vereine, des Fördervereins Burg Mark, des Rassegeflügelzuchtvereins Mark und interessierten Bürgern. In mehreren Sitzungen wurde ein gemeinsames Pflege- und Gestaltungskonzept für das Burghügelgelände erarbeitet.
Am 2. September 2010 verabschiedete die Bezirksvertretung Uentrop die Beschlussvorlage „Gestaltungskonzept Burghügel“. Dieses bildet die Grundlage, den Burghügel bei künftigen Haushaltsberatungen hinreichend zu berücksichtigen. Entsprechend wurde bereits in der Vergangenheit für den Kurpark Hamm verfahren.
In die Planung einbezogen wurde auch das im Entrée zur Vorburg gelegene Gelände, auf dem bislang die von Ute Maßjosthusmann betriebene Reitschule „Ute's kleine Farm“ ansässig war, die seither um den Umzug auf ein anderes Gelände bemüht ist. Das Stallgebäude, das sich in schlechtem baulichen Zustand befindet, soll beseitigt und der Eingangsbereich zur Vorburg weiträumig umgestaltet werden.
Der Förderverein Burg Mark möchte auf dem Burghügel ein Denkmal für den Hammer Stadtgründer, Graf Adolf I. von der Mark, errichten. Ein historisches Vorbild findet die geplante Plastik im Nagelgrafen, einer Skulptur des Künstlers Leopold Fleischhacker, die wie weitere Nagelfiguren in anderen Städten dazu diente, im Ersten Weltkrieg Spendengelder für Kriegsversehrte und die Angehörigen von Kriegsopfern zu akquirieren und die Akzeptanz des Krieges in der Bevölkerung zu vergrößern.
Als konkrete Maßnahme seitens der Stadt wurde die Neuanpflanzung von Bäumen als Ersatz für den entfernten Pappelbestand beschlossen. Diese wurde im Frühjahr 2011 teilweise umgesetzt. Von den geplanten über 80 Bäumen wurden bislang dreiundzwanzig tatsächlich gepflanzt.

## Archäologische Untersuchungen
In den 1930er Jahren fanden Bodeneingriffe statt, bei denen auf der Hauptburg ein bronzener Sporn sichergestellt werden konnte.
In den Jahren 1973 und 1975 führte Uwe Lobbedey umfangreiche, gut dokumentierte Grabungen auf Burg Mark aus. Er hatte sich zur Aufgabe gesetzt, die bekannten Bauteile (Ringmauer, Turm und Palas) zu lokalisieren und Spuren einer eventuellen weiteren Innenbebauung zu sichten.
Lobbedey untersuchte außerdem die Fragestellung, ob sich mehrere Bauzustände unterscheiden lassen. Er dachte dabei vor allem an den früheren Oberhof Mark oder eine eventuelle Burganlage im Besitz des Rabodo von der Mark. Bekanntlich haben die Grafen von der Mark die Anlage später erheblich ausgebaut und vergrößert.
Die von Lobbedey durchgeführten Grabungen ergaben den Totalverlust der Bausubstanz. Die ehemaligen Gebäude sind mit dem Fundament herausgebrochen worden. Die dabei entstandenen Störungen können als Beleg der früheren Gebäude gewertet werden, geben jedoch keine Auskünfte, die wesentlich über das hinausgehen, was schon aus den Plänen bekannt ist.
Die tiefreichenden neuzeitlichen Erdbewegungen haben alle Hinweise auf Bauphasen oder Nutzungshorizonte nachhaltig zerstört.

### Die Hügelaufschüttung der Hauptburg
Die Aufschüttung des kegelstumpfförmigen Hügels der Hauptburg besteht aus gelblichbraunem oder gelbem Sand. Daneben finden sich auch mit Holzkohle angereicherte Lagen oder humose Zwischenhorizonte. Es sind keine Funde zu verzeichnen, die das Vorhandensein einer älteren Bebauung (also etwa des Oberhofes Mark oder des Besitzes des Rabodo von der Mark) nachweisen würden. Der anstehende Untergrund besteht aus schluffigem Auelehm; das sandige Füllmaterial des Hügels muss also von anderswo herangeschafft worden sein. Die Sandaufschüttung wurde weitestgehend tiefgründig gestört. Wo dies nicht der Fall ist, liegt sie etwa 40 cm unterhalb der heutigen Oberfläche, die sich im mittleren Bereich bei ungefähr 66,00 m über NN bewegt. Am Ostrand des Hügels wurde der Fuß der Ausschüttung in einer Tiefe von 60,50 m über NN angeschnitten. In diesem östlichen Schnitt geht der Hügelfuß ohne Absatz in die Gräfte über. Wo deren unterste Sohle liegt, ließ sich nicht genau bestimmen. In einer Tiefe von 58,20 m NN (also ungefähr 3,10 m unter Geländeniveau) war sie jedenfalls noch nicht erreicht. Die Gräfte ist mit einer grauen, torfartigen Masse gefüllt. Die Einfüllung wird zum Hügel hin abgeschnitten. Dort befindet sich eine 6–7 m breite Ausschachtung. Es handelt sich anscheinend um eine teilweise Wiederherstellung der Gräfte, die wiederum mit Lehm, Sand und Bauschutt gefüllt ist.

### Die Ringmauer
Das Mauerwerk der Ringmauer ist, wie alle Fundamente der Burg, im 17. und 18. Jahrhundert herausgebrochen worden. Nur noch auf der Nordseite der Mauer ist ein kleiner Fundamentrest erhalten geblieben. Dieser besteht aus ein oder zwei Lagen flacher, lagerhaft verklebter, grüner Mergel-Bruchsteine, die durch harten, weißlichen, mit feinem Sand versetzten Kalkmörtel verbunden worden sind. Die Ausbruchsgrube ist hier etwa 2,50 m breit und mit Erde und Bauschutt aufgefüllt. Die Unterkante der Ausbruchsgrube befindet sich auf einer Höhe von etwa 62,5 m NN, also gut 3,40 m unter der Oberfläche des Hügels. Etwa 1 m außerhalb des Fundamentes wurde in der Tiefe der Fundamentsohle eine mit leicht humosem Stein und etwas Holzkohle verfüllte, kleine Grube angeschnitten. Diese datiert vermutlich noch auf die Zeit der Bauarbeiten (um 1198). Im westlichen Schnitt beträgt ihre Breite 1,70 bis 1,80 m.
Mehrfach war die Sandauffüllung außerhalb der Ringmauer mit vereinzelten Mörtelbröckchen vermengt. Etwa 40 – 60 cm oberhalb der Fundamentunterkante ließ sich die ungefähre, horizontal verlaufende Grenze zwischen dem reinen Sand und dem mit Mörtel versetzten lokalisieren. Der Fund deutet darauf hin, dass die oberste Hügelschicht außen erst nach der Erbauung der Fundamente aufgeschüttet wurde.
An einem weiteren Schnittpunkt findet man eine solche mit Mörtelbrocken durchsetzte Schicht auch auf der Innenseite des Mauerrings. Ihre Unterkante liegt 1,60 m oberhalb der Fundamentsohle.
Im Übrigen gibt es keine Hinweise auf Palisaden oder anderweitige zusätzliche Befestigungen.

### Der Palas
Im nordwestlichen Teil des Hügelpalas hat Lobbedey tiefgründige Ausbruchsgruben eines größeren Bauwerks freigelegt. Diese Gruben traten teilweise erst nach Abtragen der 1,10 bis 1,70 m tiefen, sekundär umgegrabenen Erdschicht zutage. Sie sind in den oberflächennahen Lagen mit humosem Boden und Bauschutt, in der tiefer gelegenen Zone überwiegend mit eingerutschtem, sterilen Sand der Hügelschüttung verfüllt. Die Unterkante konnte an zwei Stellen lokalisiert werden. Für den Ost-West-Schnitt wurde sie auf 63,46 m NN, an einer zweiten Stelle auf 63,53 m über NN bestimmt, also 2,40 m unter der heutigen Hügeloberfläche. An einem dritten Schnittpunkt wurde das einzige in originaler Lage verbliebene Mauerwerk entdeckt. Es handelt sich um eine nach Norden und Osten gegen die Hügelschüttung gemauerte, im rechten Winkel geknickte, einhäuptige Mauer aus Bruchsteinen (grüner Mergel und Kalkstein) und roten und gelben Backsteinen. Diese sind durch hellockerfarbenen Mörtel verbunden und etwa 35 – 60 cm stark. Nach Westen hin wurden bis in eine Tiefe von 64,28 m NN lehmiger und humoser Boden und Bauschutt eingefüllt. Dieses winkelförmige Mauerwerk war augenscheinlich die Seitenwange eines Kellerzugangs.

### Der östliche Turm
Zuletzt versuchte Lobbedey, mit Hilfe mehrerer Sandschnitte den Turm zu lokalisieren, der auf den Karten aus dem 17. und 18. Jahrhundert eingezeichnet war. Diese Untersuchungen erwiesen sich als besonders problematisch. Der Boden ist an dieser Stelle schwer zu durchdringen, da er aus mächtigen Schichtpaketen an lehmigem und humosem Boden oder Bauschutt besteht. Diese Tatsache deutet darauf hin, dass von hier aus Steinmaterial von der Burg abtransportiert wurde. Mehrere verfüllte Gruben waren möglicherweise Suchgräben zum Aufspüren von Fundamentmauerwerk. Lobbedey konnte außerdem festhalten, dass der äußere Rand der Hügelaufschüttung hier weitläufig abgetragen worden war. Ob dadurch Sand gewonnen werden sollte oder ob die Gräfte damit aufgefüllt wurde, ließ sich nicht abschließend klären. Deutlich zeichnete sich lediglich eine tiefe Ausbruchsgrube ab, deren Unterkante bei einer Tiefe 63,03 m NN, also etwa 3 m unterhalb der Hügeloberfläche, noch nicht erreicht war. Es dürfte sich dabei um die Nordwand des gesuchten Turmes handeln.

## Rekonstruktion
Auf der Karte von 1751 bildet die Ringmauer einen exakten Kreis. Ob dies den tatsächlichen Gegebenheiten vor Ort entspricht, ist nicht nachprüfbar, da ein ergrabener Anhaltspunkt auf der Südseite fehlt. Es gibt allerdings vier Fundstellen der Ringmauer, die einen annähernd genau kreisförmigen Mauerverlauf mehr als wahrscheinlich machen. Ein älteres Befestigungssystem, egal welcher Art, ist ohne diese Ringmauer nicht erkennbar.
Die etwa 2,40 m tiefe Ausbruchsgrube im nordwestlichen Teil der Hügelfläche entspricht dem langen Sadel der Beschreibung aus dem Jahre 1595, dessen Maße mit 58 Fuß Länge und 31 Fuß Breite angegeben sind, was etwa 18,20 und 9,70 m entspricht. Soweit diese Maße exakt zutreffen, waren Palas und Ringmauer durch einen – wenn auch nicht besonders großen – Zwischenraum getrennt. Das einzig erhaltene Mauerwerk ist das des Kellereingangs. Mit seiner Hilfe lässt sich die Mauerflucht bestimmen.
Ein Problem ist bislang ungelöst. In dem nach Westen geführten Schnitt ließ sich eine Abbiegung der Ausbruchsgrube nach Nordosten in Richtung einer zweiten, klar erkennbaren Ausbruchsgrube nicht feststellen. Dies ließe sich nur dadurch erklären, dass die Stirnwand des Palas weniger fundamentiert war als die Seitenwände. Das wäre zwar denkbar, aber nur dann, wenn man das hohe Gewölbe, das die Beschreibung von 1595 erwähnt und das mit Backsteinen unterwölbt werden sollte, als Tonnengewölbe rekonstruiert und vielleicht außerdem eine große Öffnung auf der westlichen Stirnseite annimmt.
Das Alter des Palas lässt sich mit den Mitteln der Archäologie nicht bestimmen. Aus der Beschreibung von 1595 geht aber klar hervor, dass auch damals noch keine inneren Treppenanlagen existierten. Es darf somit angenommen werden, dass er einen verhältnismäßig altertümlichen Baustil aufwies, also vermutlich doch noch aus der Zeit der Erbauung der Burg im ausgehenden 12./beginnenden 13. Jahrhundert stammte. Die Ausmauerung des Kellereingangs ist mit Backsteinen durchsetzt. Sie ist also vermutlich nachträglich hinzugefügt worden.
Nach der Zeichnung von 1688 befand sich ungefähr gegenüber dem östlichen Turm ein zweiter, quadratischer Turm, den man auf die Ringmauer aufgesattelt hatte. Sollte die Darstellung richtig sein, wäre dieser Turm südlich des Palas zu suchen. Es besteht allerdings der Verdacht, dass die Zeichnung eine Ungenauigkeit aufweist. Der scheinbare zweite Turm wäre dann nichts als der Palas selbst. Ein Wohnturm an dieser Stelle wäre gänzlich überflüssig. Der Palas bietet Wohnraum genug. Zudem wäre ein Mauerturm, der eine stärkere Befestigung als der Ostturm hat, an dieser Stelle sinnlos. Diese Seite ist von Ahse und Sumpfwiesen geschützt; ein Feind war aus dieser Richtung nicht zu erwarten. Wahrscheinlicher ist daher, dass der Palas bzw. der damals noch vorhandene Rest des Palas auf der Karte nicht mit der nötigen Genauigkeit dargestellt wurden.
Nach der Karte von 1751 hatte der Ostturm eine Länge von etwa 12 m und eine Breite von gut 9,5 m. Diese Maße sind mit dem Fund einer Ausbruchsgrube an entsprechender Stelle nur dann zu vereinen, wenn man annimmt, dass der Ostturm weiter innerhalb des Mauerringes gelegen hat, als dies auf der Zeichnung von 1751 angegeben ist. Gemäß der Karte von 1688 führt der Zugang zur Burg südlich des Turmes durch die Ringmauer. Aus einem Vergleichsbeispiel mit der Burg von Rheda ergibt sich, dass diese Anordnung nachträglich angelegt worden sein kann. Der Ostturm war danach wohl der ursprüngliche Torturm.
Lobbedey ist es also gelungen, mit Ringmauer, Torturm und Palas die wesentlichen Elemente der Hauptburg zu erfassen. Weder die schriftliche Überlieferung noch die Funde berichten von weiteren Gebäuden. Für eine Residenzburg war die Bebauung also relativ spärlich. Allerdings dürfte dies in Zusammenhang mit einer umfänglichen Bebauung der Vorburg zu sehen sein. Die Quellen des 16. – 18. Jahrhunderts können davon natürlich keinen echten Eindruck mehr vermitteln, da die Wirtschaftsgebäude weitestgehend aus Holz bestanden und schon in früheren Jahrhunderten abgebrannt oder auf andere Weise zerstört worden sind. Es ist außerdem denkbar, dass auf der Hauptburg kleinere Gebäude standen, die infolge der Begrenzung der Grabungsflächen oder wegen der tiefgreifenden Störungen nicht erfasst werden konnten. Es spricht nichts gegen die Annahme, dass die Hauptbauten bereits aus der Erbauungszeit der Burg stammen; archäologisch mit Sicherheit belegt ist diese Annahme jedoch nicht. Später wurden eine Reihe von Umbauten vorgenommen.
Dazu lassen sich folgende Überlegungen anstellen: Die Burg wurde wahrscheinlich in einem Zuge errichtet und dabei sofort in Stein ausgebaut. Der Umfang der archäologischen Untersuchungen reicht nicht aus, um einen Vorgängerbau an gleicher Stelle mit völliger Sicherheit auszuschließen. Die Höhe der Hügelaufschüttung ist aber, auch im direkten Vergleich zu kleineren Motten, verhältnismäßig gering. Ein Vorgängerbau hätte also eigentlich erfasst werden müssen. Aus den Scherbenfunden ergibt sich eine tatsächliche Nutzung der Hauptburg im 13. bis 15. Jahrhundert. Älteres Scherbenwerk konnte Lobbedey nicht sicherstellen. Somit ist die Annahme am besten begründet, dass die Burg kurz nach 1198 von Friedrich von Altena oder seinem Sohn Adolf I. von der Mark in einem Zuge errichtet wurde. Einen Oberhof Mark oder eine Burg des Rabodo hat Lobbedey nicht gefunden. Wenn es sie gegeben hat, könnten sie aber an anderer Stelle gelegen haben. Bemerkenswert ist außerdem, dass die Hauptburg durch ihre große Grundfläche von dem üblichen Typus der kleineren, dafür aber oft höheren Hügel abweicht, und ebenso dadurch, dass anstelle des üblichen, zentralen Turmes, der gleichzeitig Wohn- und Wehrbau war, diese Funktionen auf Ringmauer, Torturm und Palas verteilt sind.
Es lassen sich kaum Vergleichsbeispiele heranziehen, da diese frühen Burgen entweder zerstört oder tiefgreifend umgebaut worden sind. Von vergleichbarer Größenordnung waren die rheinischen Motten Nörvenich und vielleicht Heinsberg. Die Motte im holländischen Leiden besitzt eine Ringmauer von ähnlichem Durchmesser. Ausgrabungen haben dort die Existenz eines Torturms, aber keine weitere Innenbebauung ergeben. Die Burg Rheda ist vermutlich am engsten mit der Burg Mark verwandt. Sie liegt auf einem künstlichen Hügel, der etwas größere Dimensionen und eine unregelmäßig-ovale Form aufweist. Burg Rheda ist in die Emsniederung gebaut und, wie Burg Mark, nur über einen Damm erreichbar. Auch die Form und Größe der Vorburg sind mit Haus Mark vergleichbar. Der älteste erhaltene Bauteil ist der Torturm mit einer bekannten Doppelkapelle aus dem dritten Jahrzehnt des 13. Jahrhunderts. Durch den Wehrgang innerhalb des Kapellengeschosses ist erwiesen, dass eine Ringmauer vorhanden war. Aus Abbildungen ergibt sich, dass die Burg einen mächtigen, etwa quadratischen Wohnturm hatte, den sogenannten Tempelherrenturm. Dieser lag, wie der Ostturm der Burg Mark, ebenfalls an der Peripherie des Burghügels. Er wurde nach 1718 abgebrochen. Der Ausbau von Burg Rheda in dieser Gestalt wird in die erste Hälfte des 13. Jahrhunderts datiert.

## Funde

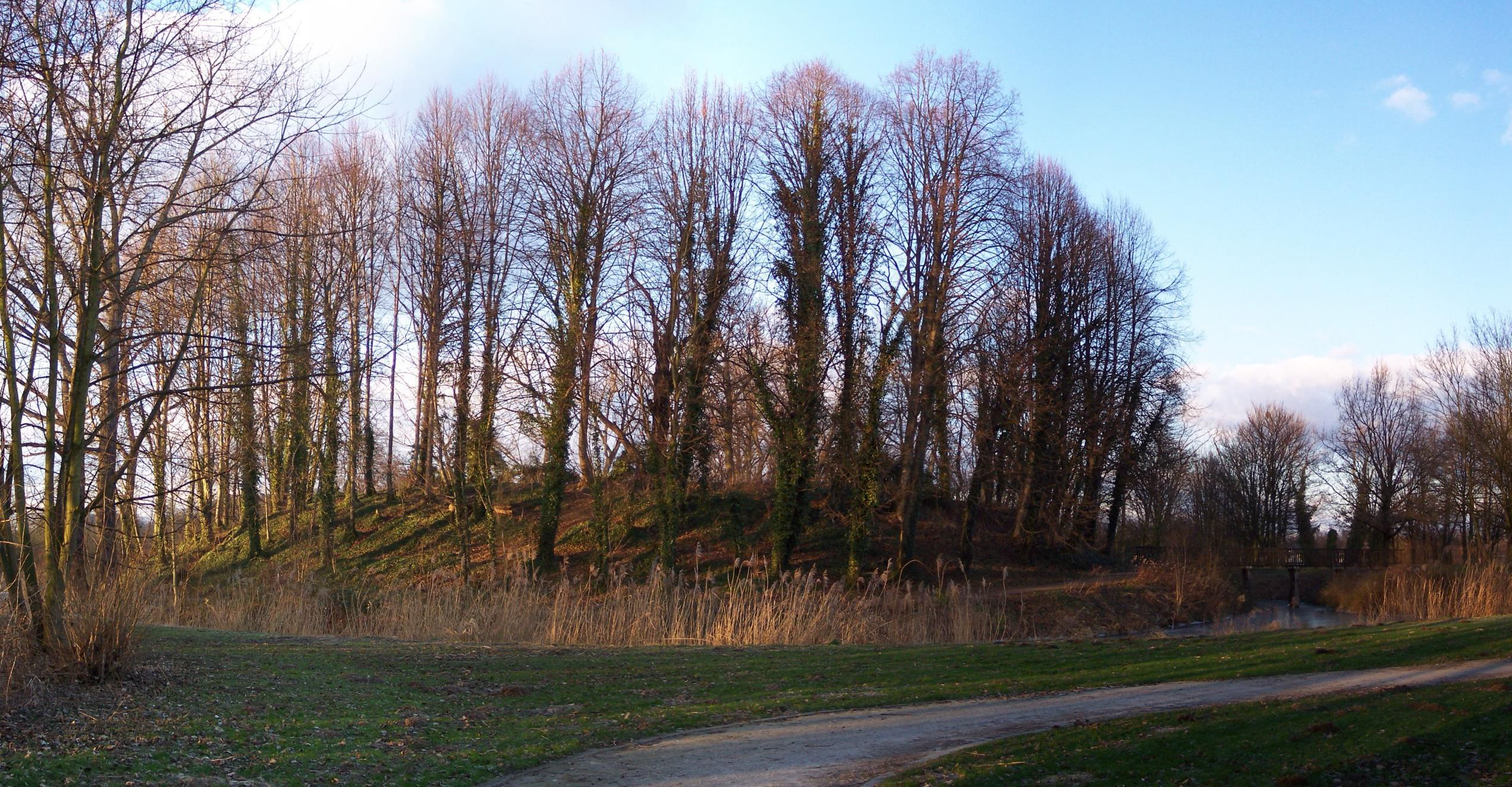
Areal des Burghügels

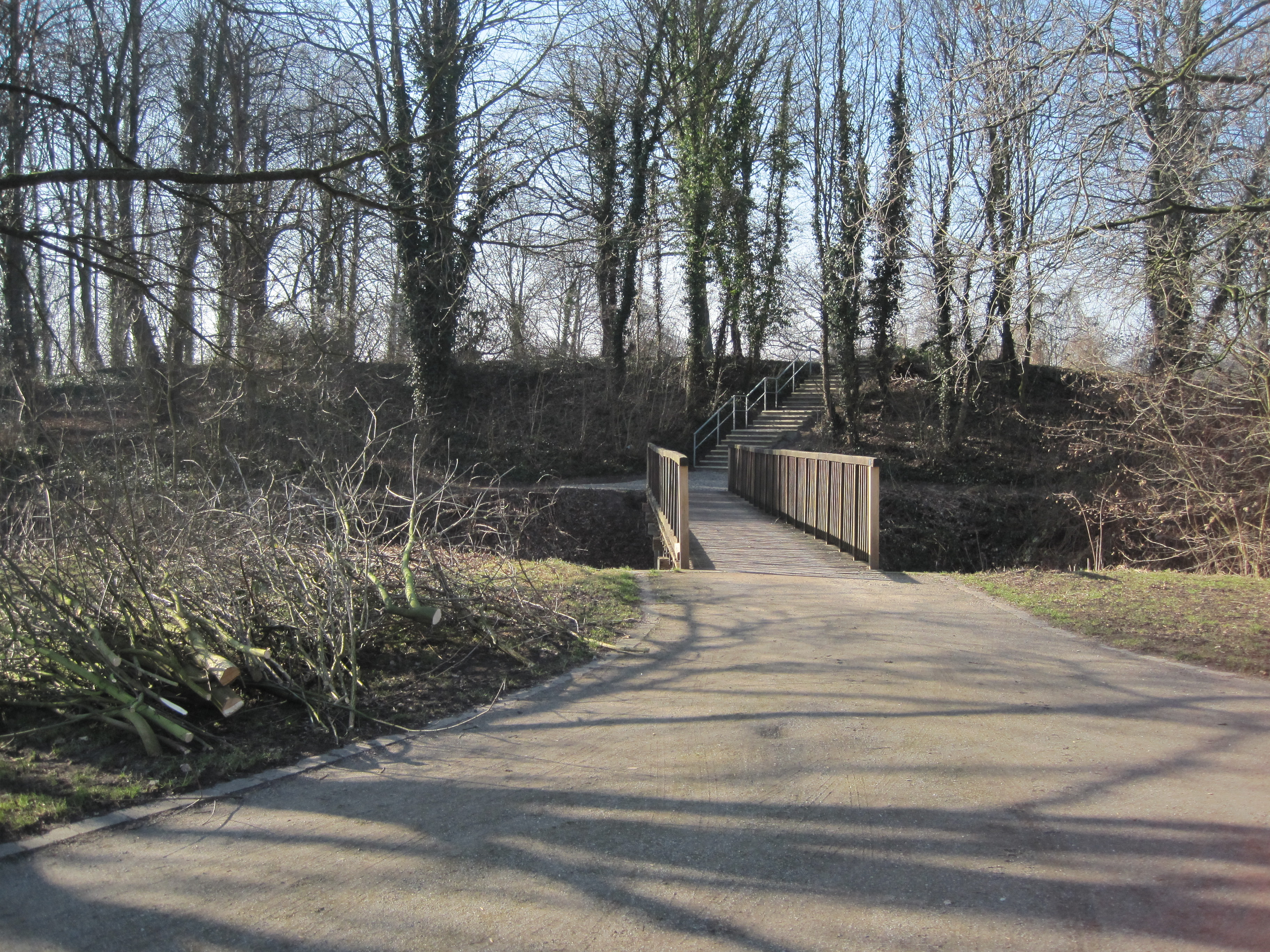
Aufgang zur Hauptburg

### Einzelfunde von der Hauptburg
Die Ausgrabungen haben keine wirklich wertvollen Funde ergeben, da die Burg planmäßig verlassen worden und schrittweise zerfallen ist. In den Ausbruchsgruben des Mauerwerks und den umgegrabenen Schichten wurde mittelalterliches Fundmaterial neben neuzeitlichem entdeckt. Dies erschwert die Erstellung einer exakten Chronologie.
In den Gräften fanden sich vor allem die Reste von Tongefäßen. Überwiegend handelte es sich um einheimische Kugeltopfware (graue Keramik). In geringerem Maße waren auch Importe aus dem Rheinland vertreten, Faststeinzeug und Siegburger Steinzeug aus dem 13. bis 15. Jahrhundert. Darunter befand sich charakteristisches Siegburger Steinzeug aus dem 13. Jahrhundert in Form von Scherben steinzeugartig hartgebrannter Ware, grau mit brauner Lehmglasur. Es wurde allerdings auch Siegburger Steinzeug aus dem 14. und 15. Jahrhundert entdeckt. Darüber hinaus fanden sich Kannen (darunter ein Randstück), ein Wellenfuß, Standknubben und Schüsseln.
Aus einer späteren Benutzungsphase der Motte im 16. Jahrhundert stammen glasierte und bemalte Irdenware und neuzeitliches Steinzeug. Der wesentliche Teil der Funde datiert allerdings auf die Zeit der gärtnerischen Nutzung und der Abbrucharbeiten im 17. bis 19. Jahrhundert.
Aus den Gräften konnten außerdem eine hölzerne Schale sowie zwei Fragmente einer Trog- oder Handmühle, die zur Produktion von Mehl diente, geborgen werden.
In der Ausfüllung gab es keine Funde, mit Ausnahme einer einzigen Randscherbe. Das aus dem 12. Jahrhundert stammende Stück ist nicht sehr charakteristisch; es könnte im Füllmaterial sekundär hierher gelangt sein.
Zum Altbestand des Gustav-Lübcke-Museums gehört ein Scheibenknaufschwert aus dem 13. und 14. Jahrhundert. Es stammt womöglich aus Burg Mark.
Ein bronzener Stachelsporn aus dem 13. Jahrhundert muss im Eigentum eines Ritters gestanden haben. Der Sporn verbrieft Reichtum und Stellung der Burgbewohner; die meisten der Sporen bestanden aus Eisen.
Ein stark korrodierter Eisensporn stammt aus der Frühzeit der Anlage. Der Fund stammt aus dem äußeren Fuß der Ringmauer in der Bodenausschüttung.
Für Burgen typisch sind Waffenfunde. Dazu gehören eine Pfeilspitze aus Eisen und die ebenfalls eiserne Spitze eines Armbrustbolzens. Die Pfeilspitze und die schwerere Spitze des Armbrustbolzens sowie ein Beschlag eines Kastens und große schmiedeeiserne Nägel mit breitem Kopf sind als mittelalterlich anzusehen.
Aus weißlichem Sandstein gefertigt ist ein kleines Fragment in Form einer dreiblättrigen Krabbe. Der Ansatz ist henkelartig ausgebildet. Dies und die geringe Größe des Stückes lassen weniger an ein Architekturfragment als vielmehr an einen Gebrauchsgegenstand wie einen Mörser denken.
Das ohne größere Kunstfertigkeit hergestellte Fragment einer Sonnenuhr besteht aus Schiefer. Der Charakter der Ziffern ermöglicht eine Datierung in das 16. oder 17. Jahrhundert. Schließlich sind noch die Reste des Baumaterials zu erwähnen, die sich in den Ausbruchsgruben fanden: heller, gelblicher oder bräunlicher Sandstein, hellgrauer Kalkstein und grüner Mergelstein vom Haarstrang. Aus diesem Material bestehen auch zwei Architekturfragmente, die möglicherweise aus der ersten Bauphase der Burg stammen. Es handelt sich um das Stück eines Fensterpfostens und zwei aneinanderpassende Bruchstücke eines Gewändes. Dieses Fragment ist an einem Teil der alten Oberfläche durch Brand gerötet.
Rote und gelbe Backsteine sind den jüngeren Bauperioden und Ausbesserungsarbeiten zuzuordnen. An Dachdeckungsmerkmal wurden Schiefer und Hohlziegel (Mönch und Nonne) gefunden.
Vermutlich von einer Brückenkonstruktion stammt ein Eichenbalken, der aus der Füllung der Gräfte geborgen wurde. Sein Querschnitt beträgt 30 × 43 cm, seine Länge 160 cm. An der Schmalseite ist eine 7 cm tiefe Aussparung zur Aufnahme eines schräg überblattenden Holzes erkennbar.
Keine Aussagen können hingegen über die (Innen-)Ausstattung der Gebäude getroffen werden. Erhalten sind lediglich ein Teil des Fensterpfosten und ein Teil eines Gewändes aus Sandstein. Zu den verwendeten Baumaterialien gehört offenkundig auch Backstein. Diesen findet man ab 1200 auch auf anderen Burgen (etwa der Isenburg). Die Gebäude waren mit Dachziegeln und Schieferplatten gedeckt.
Die meisten Funde datieren in die Zeit zwischen 1200 und 1300. Dies bestätigt die Annahme, dass die Burg hauptsächlich im 13. Jahrhundert genutzt wurde.
Größe der Burg und Bronzesporn belegen übereinstimmend die Bedeutung der Grafen von der Mark.

### Die Brücke zur Hauptburg

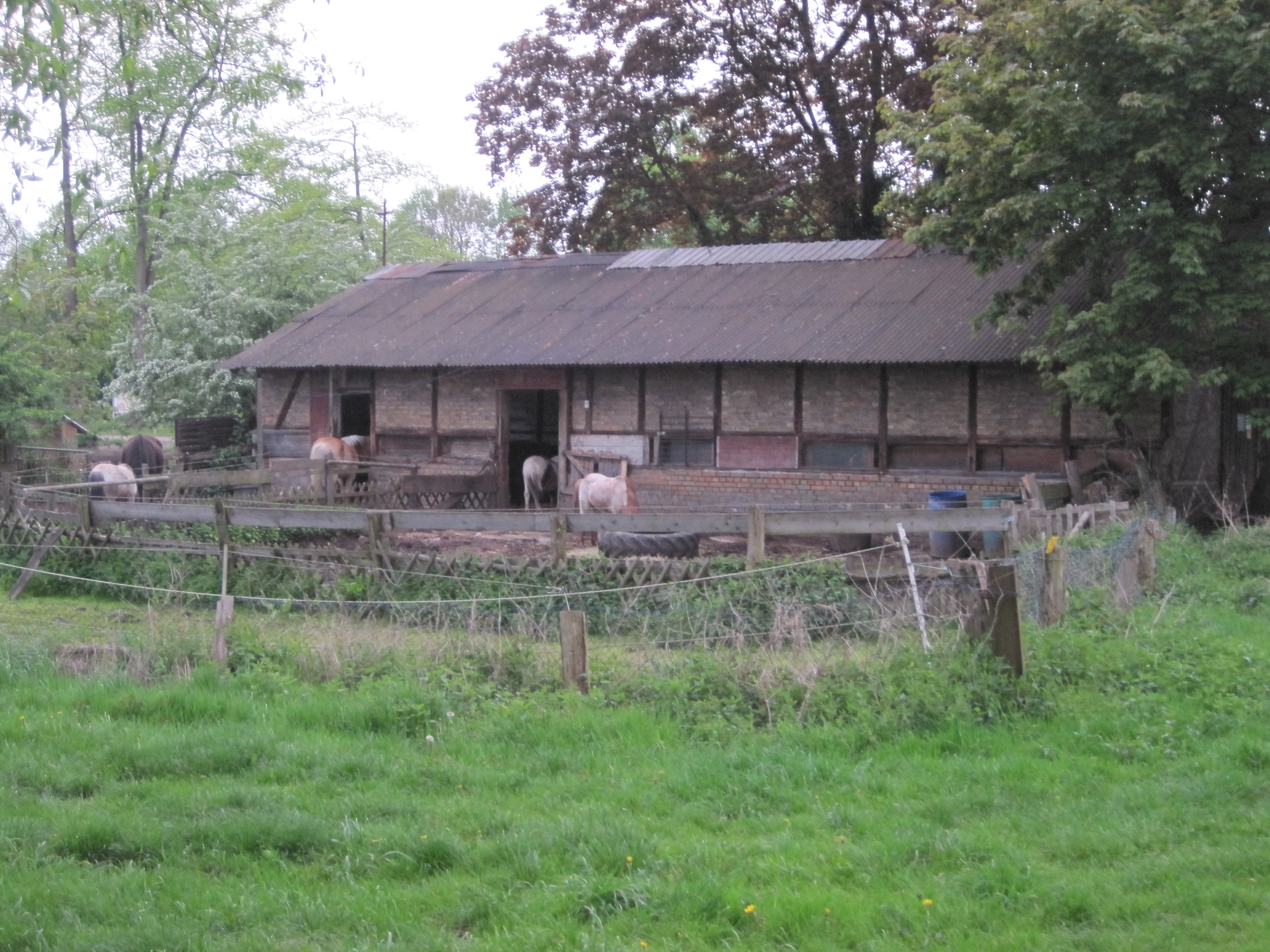
Ute’s kleine Farm, Reitstall im Eingangsbereich des Burghügels

Im September 1975 wurden im Zuge der Neugestaltung der Anlagen die Gräften ausgebaggert und dabei der zugeschüttete Teil der Gräfte zwischen Haupt- und Vorburg wiederhergestellt. In dem Bereich, in dem die Brücke vermutet worden war, traf der Bagger auf eine größere Anzahl von Rammpfählen, von denen sich ein Teil unter der Sohle eines neuzeitlichen Kellers befand. Dank städtischer Einsatzkräfte und freiwilliger Helfer konnten die Befunde freigelegt und aufgemessen werden.
Bei Beginn der Untersuchung wurde am Ostrand der neuen Gräfte, die schmaler ist als die ursprüngliche, der Rest eines Brückenpfeilers entdeckt. Er ruhte auf einem Balkenrost, der aus 23 cm breiten und 21 bzw. 15 cm starken Eichenbalken bestand, die durch Querbalken zimmermannsgerecht miteinander verknüpft waren. Unter und zwischen diesen Balken waren runde Pfähle von etwa 80 cm Länge, außerdem Spaltbohlen senkrecht in den Boden gerammt. Die Breite des Pfahlrostes betrug 1,36 m, die Länge des erhaltenen Stücks 1,70 m. Noch bis zu 2,80 m nördlich der Abbruchkante fanden sich Rammpfähle im Boden; die Länge kann daher bis zu 4,60 m betragen haben. Zwischen den Balkenrost hatte man unbearbeitete Bruchsteine gepackt. Das darüber befindliche Bruchsteinmauerwerk aus grünen Mergelsteinen war durch sehr harten, kalkreichen, wohl hydraulischen Mörtel verbunden. Der obere Teil des Mauerwerks, der sich wohl oberhalb des Wasserspiegels befand, ist dagegen mit ockerfarbenem, sandigem Mörtel gemauert worden. An der Basis war das Mauerwerk 1,20 m breit und verjüngte sich nach oben hin.
Der Pfahlrost des Pfeilers war bereits in vorhandene, bis zu 40 cm mächtige Schlammablagerungen der Gräfte hineingesetzt. Er kann also nicht zur ursprünglichen Anlage gehören.
Die dichtgedrängt stehenden Rammpfähle können ebenfalls nicht alle aus der gleichen Zeit stammen. Alle Pfähle, mit einer Ausnahme, waren senkrecht eingerammt. Es handelte sich um angespitzte Eichenbohlen von etwa quadratischem Querschnitt mit einem Durchmesser von 20 bis 35 cm (meist um 25 – 30 cm). Der überwiegende Teil der Pfähle steht in zwei Reihen, die einen Abstand von 2,50 m voneinander halten, was der Breite der Brücke entsprochen haben muss. Die Fahrbahn führt direkt auf den Torturm zu, allerdings nicht genau auf dessen Mitte, sofern die Rekonstruktion des Turmes in diesem Detail überhaupt zutreffend sein kann.
Nördlich der Brücke wurden zwei weitere Pfahlpaare in einem Abstand von jeweils etwa 1 m zueinander eingemessen. Sie könnten zu einem Steg gehören, der am Turm vorbei auf die Hauptburg führte. Ein solcher Steg ist auf der Karte von 1688 eingezeichnet, allerdings südlich des Turmes. Ob dies auf einen Zeichenfehler oder einen weiteren, archäologisch nicht ermittelten Tatbestand zurückgeht, ist ungewiss.
Die Schlammablagerungen der Gräfte ließen im Bereich der Brücke keine mittelalterliche Stratigraphie erkennen, von der genannten Ausnahme abgesehen, der Überlagerung durch den Pfeiler. Auch in den untersten Schichten fand sich neben den mittelalterlichen Keramikresten neuzeitlichere Ware aus dem 16. und 17. Jahrhundert. Demnach ist die Gräfte bis zum Ende des Mittelalters entschlammt worden.

### Einzelfunde aus dem Brückenbereich
Unter den wenigen Keramikfunden ist vor allem das Bodenteil eines glasierten mittelalterlichen Kruges erwähnenswert, da glasierte Keramik aus dieser Zeit in diesem Raum selten ist. Die hartgebrannte, mit feinem Sand gemagerte Scherbe ist im Bruch dunkelblau-grau, auf der Innenseite gelblich hellgrau, außen aber hellgrau und mit hellgrüner Glasur bedeckt. Das Gefäß wurde auf der Drehscheibe gefertigt und ist ohne jeden Zweifel importiert worden. Es könnte aus dem 13. oder 14. Jahrhundert stammen.
In diesen Zeitraum wird auch das Bruchstück einer gedrechselten Holzschüssel gehören. Ihr Inneres ist grob bearbeitet und nicht geglättet. Möglicherweise ist das Stück nicht fertiggestellt worden.
Unter den Metallfunden ist eine gravierte spätgotische Beschlagplatte aus Zinn bemerkenswert.
Ein Bleigewicht in Form eines Pyramidenstumpfes mit abgerundeten Ecken und einer Öse am oberen Ende lässt sich nicht näher datieren. Es wiegt 118,5 g, was in etwa dem halben Gewicht der Mark entspricht (eine Mark kölnisch = 8 Unzen = 233,779 g).
Ferner wurden einige Eisengegenstände (Türkloben, Bootshaken) geborgen, darunter ein Teil einer Kette, der sich in dem zugeschwemmten Loch eines gezogenen Rammpfahles befand.

### Funde auf der Vorburg

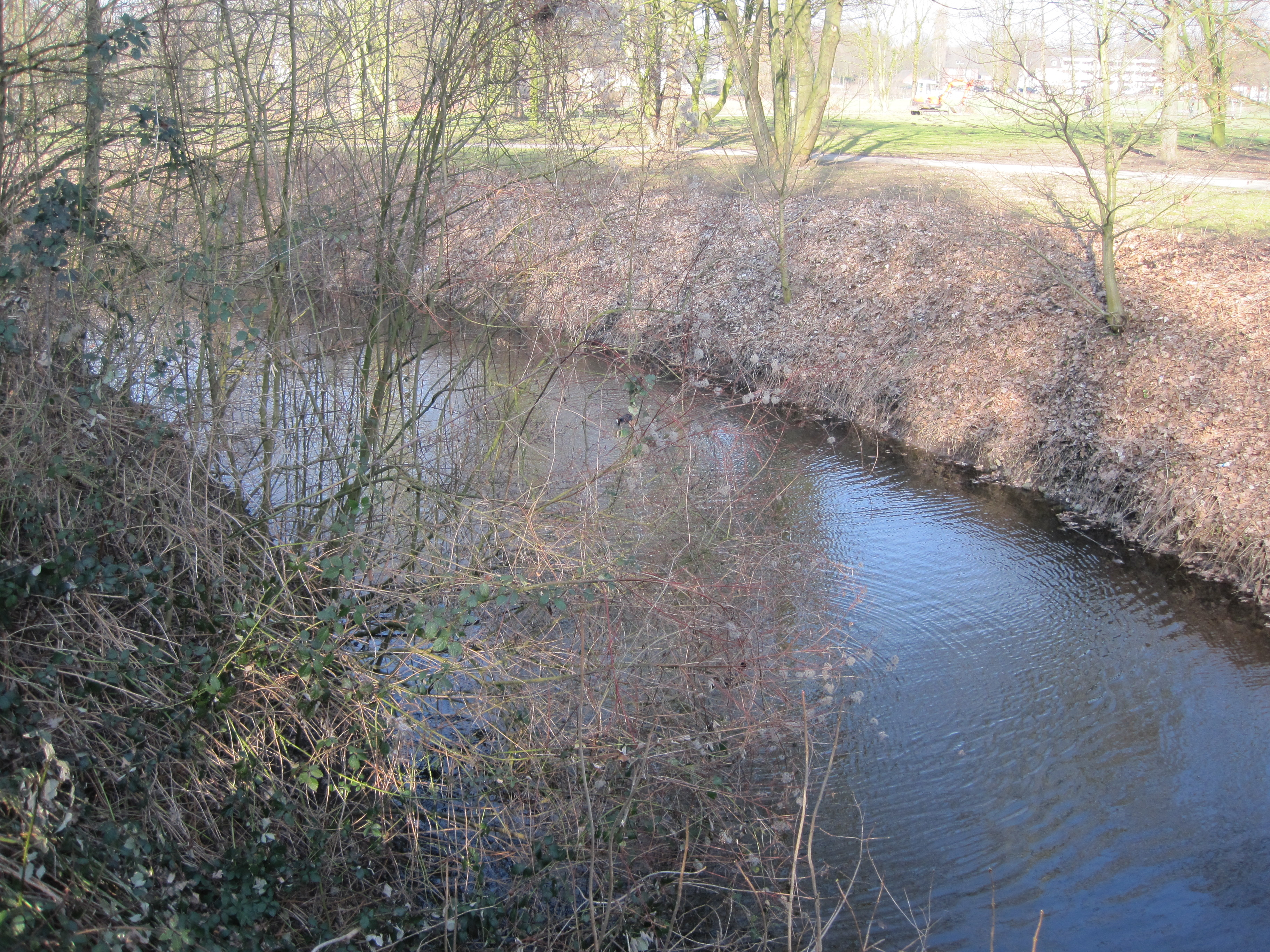
Binnengräfte

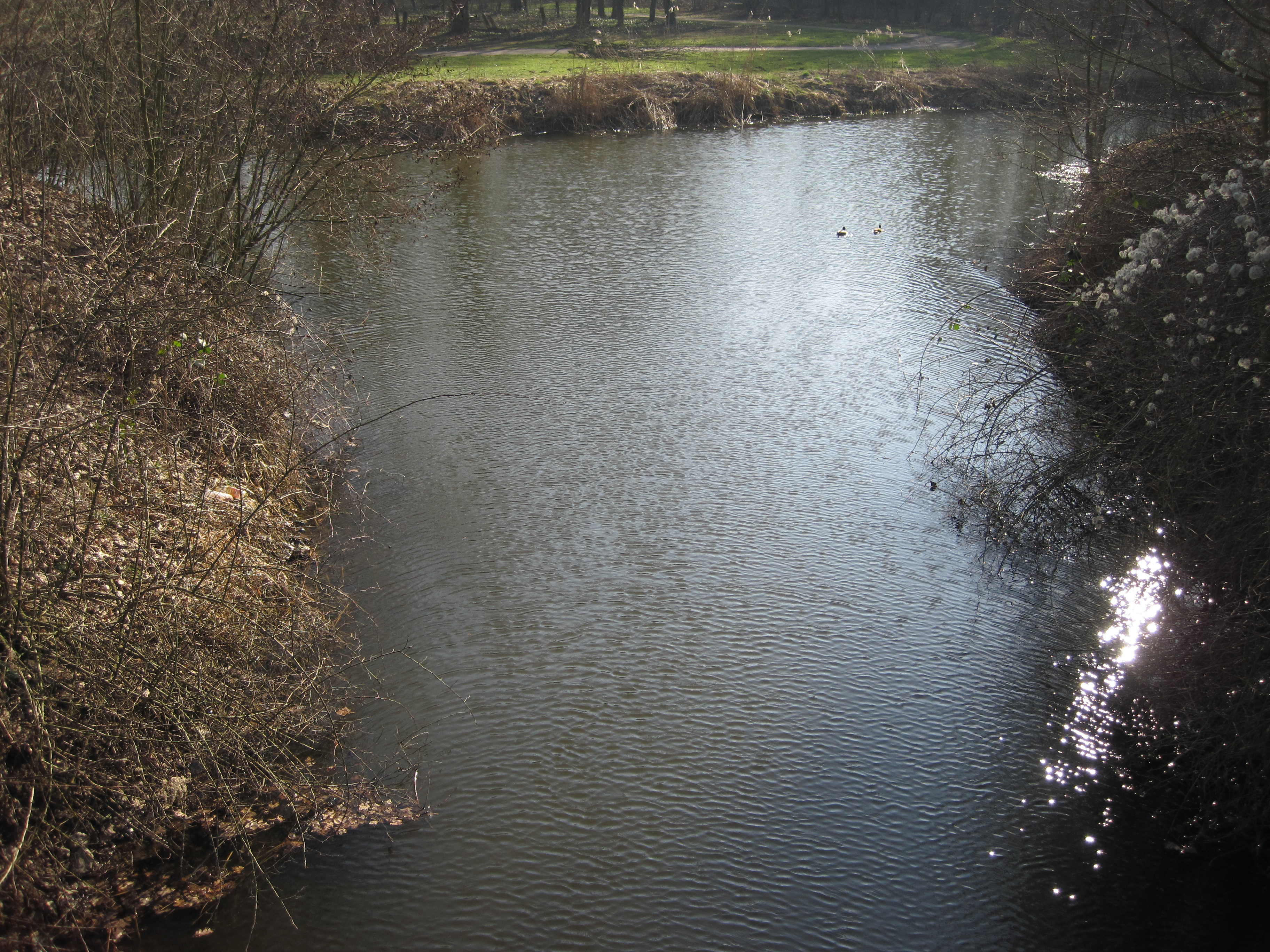
Binnengräfte

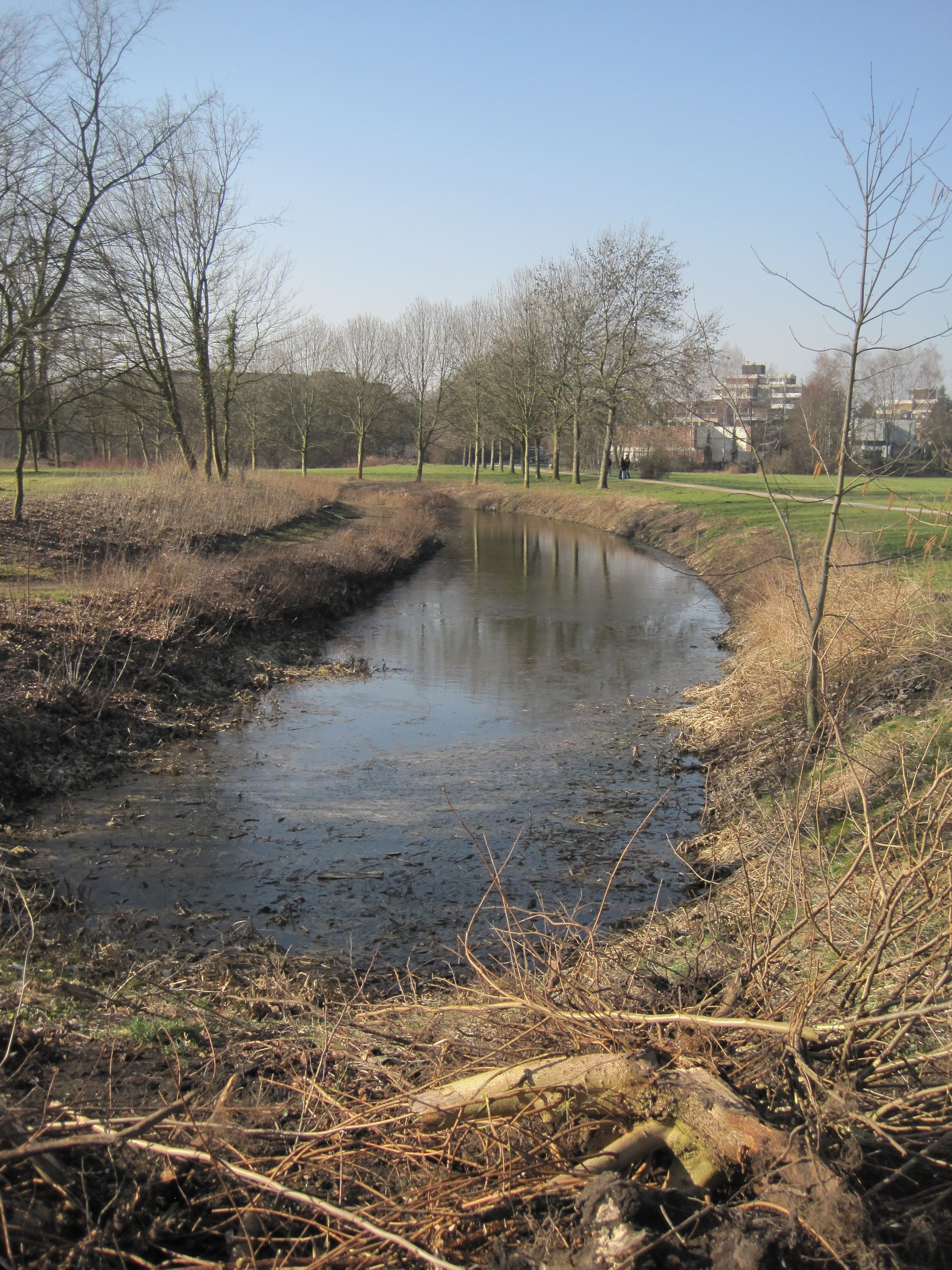
Außengräfte

Einige Meter östlich der Brückenanlage wurde ein aus Bruchsteinen gemauerter Brunnen mit einem Durchmesser von 1,13 m gefunden. Sein oberer Teil war mit neueren Backsteinen aufgemauert; als Deckel diente eine große, runde Platte aus Sandstein. Dieser Brunnen war ganz offensichtlich noch im 19. Jahrhundert im Gebrauch. Sein Ursprung könnte aber noch im Mittelalter liegen.
An der Südwestecke der Vorburg wurde beim Verlegen eines Elektrokabels ein Befund angeschnitten, der dann in einem weiteren kleinen Sondierschnitt weiter untersucht wurde. Dabei wurde festgestellt, dass es sich um eine Pfahlgruppe handelt. Belegt sind drei 20 bis 24 cm starke Eichenpfähle, die man in den gewachsenen, sandigen Boden gerammt hatte. Der Untergrund befand sich in einer Tiefe von ca. 57,60 m NN, also etwa im Niveau der Gräftensohle der Hauptburg. Durch die Einwirkung organischer Substanzen war der Sandboden grünlich-blau verfärbt und von einer ca. 40 cm starken, torfigen Schicht bedeckt. In dieser konnten zahlreiche Reste von Blättern und Zweigen gesichtet werden. Dank dieses Befundes besteht kein Zweifel, dass die Pfähle ursprünglich in der Gräfte der Vorburg standen. Horizontal und etwas schräg nach unten lagen auf der Torfschicht mehrere Balkenreste, die z. T. durch starke Brandspuren gezeichnet waren. Sie müssen von einem abgestürzten oder verbrannten Gebälk oberhalb der Rammpfähle herrühren. Der Durchmesser der Pfähle ist geringer als der der meisten Pfähle der Hauptbrücke. Daher kann es sich bei der Konstruktion nur um einen kleineren Steg gehandelt haben. Der Befund reicht nicht aus, um zu entscheiden, ob dieser die Gräfte als Brücke überquert hat. Denkbar wäre nämlich auch, dass er nur ein Stück weit in die Gräfte hineinführte und dem täglichen Wirtschaftsbetrieb diente, möglicherweise zum Geschirrspülen. Der Fund größerer Mengen von Scherben deutet auf eine solche Funktion hin. Einige Gefäße wurden in zahlreichen, beieinanderliegenden Scherben gefunden. Über dem Horizont der Balkenreste befand sich eine weitere Schicht aus lehmigem, dunkelgrauem Gräftenschlamm, etwa 40 cm stark und etwas sandiger. Die beiden schlammigen Gräftenfüllungen wurden von einer etwa 20 cm dicken Schicht gelben Lehms überlagert, der sehr viel Holzkohle enthielt und z. T. durch Feuer gerötet war. In der gleichen stratigraphischen Situation wie diese Schicht lag in einem begrenzten Bereich eine bis zu einem Meter dicke Schüttung von Bruchsteinen (grüner Mergelstein) mit sandigem Lehm. Es handelt sich hierbei mit einiger Gewissheit um Abraum von Gebäuden, der teils aus Stein, teils aus Lehmfachwerk besteht und in die Gräfte geschüttet wurde. Darüber war weiterer Füllboden in zwei unterscheidbaren Schichten abgelagert.
Vor allem aus den beiden unteren, torfigen und schlammigen Gräftenfüllungen, aber auch aus allen anderen Schichten konnten reichhaltige Keramikfunde geborgen werden. Aus der obersten, humosen Füllschicht stammt neuzeitliche Keramik. In der unteren Lage des Füllbodens, also noch über der Abraumschicht, fand sich Siegburger Steinzeug aus dem 14. Jahrhundert, darunter eine Tasse, ein großer Krug und ein kleiner Krug. Brand und Abbruch des oder der Vorburggebäude müssen zeitlich vorher stattgefunden haben. Und tatsächlich sind die Keramikfunde der beiden Gräftenschlamm-Schichten und der Stein- und Brandschuttschicht merklich älter. Untereinander sind keine Unterschiede zu erkennen, allerdings gibt es eine Ausnahme: ausschließlich in der untersten Schicht auf der Gräftensohle fanden sich Scherben steinzeugartig hartgebrannter Ware in Dunkelgrau oder Gelb und violettbrauner oder olivgrauer Oberfläche. Sie gehörten zu Krügen mit eiförmigem Bauch, zylindrischem Hals, Wellenfuß und Kragenrand; Siegburger Faststeinzeug aus der Mitte der zweiten Hälfte des 13. Jahrhunderts. In die gleiche Zeit gehört eine etwas andersartige Ausprägung des Faststeinzeugs: Die Scherbe ist im Bruch grau, an der Oberfläche hellbraun oder olivgrau, teilweise mit Flecken rötlichbrauner Glasur. Gefunden wurden kleine und große Krüge mit zylindrischem, durch feine Drehrillen verziertem Hals und schlicht auslaufendem, unprofiliertem Rand sowie Wellenfuß. Die Gefäßwandung ist entweder gedrungen und bauchig oder eiförmig gestreckt. Der obere Teil der Gefäßwandung wird teilweise durch Grate belebt.
Auch Irdenware hat man importiert. Das belegen zwei Scherben einer gelbtonigen, hartgebrannten Irdenware, die an der Innen- und Außenseite von einer rotbraunen Engobe (Lehmbeguss) überzogen sind. Sie gehören zu einer im ausgehenden 13. und 14. Jahrhundert möglicherweise in Siegburg hergestellten Warenart.
Die Siegburger Importkeramik wird durch die Kugeltopfkeramik zahlenmäßig bei weitem überwogen. In den Schlammschichten der Vorburg-Fundstelle tritt sie in fast einheitlicher Ausprägung auf. Alle Scherben sind dünnwandig und hartgebrannt, mit feinkörniger Sandmaserung sowie grauem und porösem Bruch. Ihre Oberfläche ist in der Regel schwarzgrau, innen und teilweise auch außen hellgrau. Die Gefäßkörper sind durchgängig von Hand aufgebaut, nur der Rand ist oft nachgedreht. Als Gefäßformen treten auf: Kugeltöpfe, die am meisten gebrauchte Gefäßform, hier z. T. in beträchtlichen Dimensionen, ein kleiner Dreifußtopf mit Stilhenkel (Grapen) und einzelne Füße weiterer Dreifußgefäße.
Die Halszone ist bei den Kugeltöpfen meist nicht besonders ausgeprägt; gelegentlich ist sie mit dünnen Rillen verziert. Nur in einem Fall erscheint sie gerillt und kräftig abgesetzt und gerillt, was bemerkenswert ist, weil sich in der Verbreiterung dieses Merkmals offensichtlich eine regionale Differenzierung ausdrückt. In der norddeutschen und ostwestfälischen Keramik ist die gestreckte und mit kräftigen Riefen belebte Halszone für die Kugeltöpfe des 13. Jahrhunderts charakteristisch, in der rheinischen aber nicht.
Weiter fanden sich Fragmente von Gefäßen mit Wellenfuß und gedrungen eiförmigem Bauch. Diese hat man als weitmündige Krüge mit Henkel rekonstruiert. Bei einigen Ausgusstüllen und Henkeln ließ sich nicht entscheiden, ob sie zur Kategorie der Kugeltöpfe, der Dreifußtöpfe oder der Gefäße mit Wellenfuß gehören. Ein weiterer geläufiger Gefäßtyp ist die Schüssel. Ein größeres Bruchstück hat Standknubben und einen knubbenartigen Griff. Ein Drillingsgefäß stellt eine Sonderform von drei untereinander verbundenen Kugeltöpfchen mit Standfüßen und einem Griff dar; ein Teil des Gefäßes fehlt.
Die Siegburger Keramik lässt sich einfacher datieren und sichert somit die Datierung für die handgemachte Kugeltopfkeramik; beide Keramikarten wurden jemals zusammen aufgefunden. Die Siegburger Keramik der beiden unteren schlammigen Schichten und der Abraumschicht gehört durchweg dem Zeitraum von der Mitte bis zum Ende des 13. Jahrhunderts an. Auch die graue Kugeltopfkeramik ist sehr einheitlich ist. Daher müssen beide Warenarten dem gleichen Zeitraum zugerechnet werden. Die Uniformität der Kugeltopfware spricht außerdem dafür, dass es sich im Wesentlichen um Erzeugnisse einer einzigen, wahrscheinlich im näheren Bereich der Burg gelegenen Töpferei handelt. Möglicherweise stammt aus dieser Töpferei auch eine Fischbratpfanne mit bräunlich-grünlicher Glasur auf der Innenseite, worauf ihre gleich gelagerte Tonbeschaffenheit hindeutet.
Weitere Funde aus dem gleichen Schichtzusammenhang sind: Schuhleder, größere Mengen an Tierknochen, Teile vom Zaumzeug und eine fast vollständige, zungenförmige Dachschiefer-Platte mit drei originalen Nagellöchern und einem inneren vierten von einer Reparatur, außerdem zwei Fragmente einer Handmühle aus Sandstein. Es handelt sich um ein Bruchstück vom Rand des Bodensteines und die Hälfte des Läufersteines. Seine Oberseite ist abgeplatzt. Eine ähnliche Handmühle wurde in der Bergbauwüstung Altenberg bei Müsen im Kreis Siegen-Wittgenstein, gefunden. Sie scheint ebenfalls aus dem 13. Jahrhundert zu datieren. Ein Fragment vom Bodenstein einer weiteren, noch größeren Mühle wurde im Aushub aufgelesen.
Insgesamt dürften die Funde aus der Gräfte der Vorburg insofern von besonderem Interesse sein, als es sich um ein annähernd zeitgleiches und datiertes Material aus der ersten Benutzungsphase von Haus Mark im 13. Jahrhundert handelt.